# Dole (Jura)
Ne doit pas être confondu avec Dol-de-Bretagne.
Pour les articles homonymes, voir Dole.
Dole (/dɔl/ ) est une commune française, siège du Grand Dole. Elle se situe dans le département du Jura, la région culturelle et historique de Franche-Comté et la région administrative Bourgogne-Franche-Comté.
Dole a été la capitale de la Franche-Comté, alors comté de Bourgogne, jusqu'en 1676.
Avec 23 784 habitants habitants recensés en 2022, Dole est la commune la plus peuplée du département, dont elle est l'une des sous-préfectures. Ses habitants sont appelés les Dolois et les Doloises.
Le centre-ville de Dole se distingue par son riche patrimoine historique, comprenant notamment une collégiale et des rues pittoresques. La commune abrite deux musées, dont l’un consacré à Louis Pasteur, natif de la ville.

## Géographie

### Situation
La commune de Dole se situe dans le nord du département du Jura, en Franche-Comté, à proximité des départements bourguignons de la Côte-d'Or (environ dix kilomètres) et de Saône-et-Loire (environ vingt-cinq kilomètres).
Elle s'insère dans le maillon urbain de l'est français, à mi-chemin (environ 45 kilomètres) entre les deux métropoles régionales  Besançon et Dijon.

### Communes limitrophes
Dole est limitrophe avec les communes :

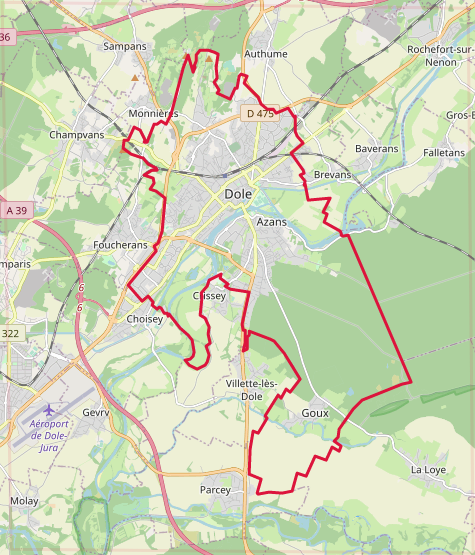
Carte OpenStreetMap
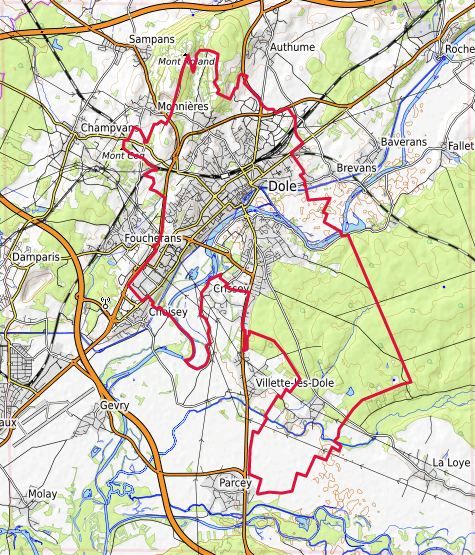
Carte topographique

### Hydrographie
Dole est traversée, au sud-est, par le Doubs et la Clauge, ainsi que par le canal du Rhône au Rhin et le canal des Tanneurs, au sud.

### Géologie et relief
Dole, située à 223 mètres d'altitude moyenne, appartient au Bas-Jura, une des composantes de la vaste plaine de Saône. Elle est cernée, au nord, par plusieurs mamelonnements calcaires, dont celui du Mont-Roland (343 mètres), percés par le massif de la Serre (392 mètres), seule surrection granitique du département ; au sud-est, par la forêt de Chaux (20 000 hectares), au sol acide, deuxième massif forestier français ; et au sud-ouest par la plaine du finage, largement déboisée, au sol argilo-calcaire, comprise entre la Saône et le Doubs, où s'effondrent les dernières collines.

### Climat
Pour des articles plus généraux, voir Climat de la Bourgogne-Franche-Comté et Climat du département du Jura.
En 2010, le climat de la commune est de type climat océanique dégradé des plaines du Centre et du Nord, selon une étude du Centre national de la recherche scientifique s'appuyant sur une série de données couvrant la période 1971-2000. En 2020, Météo-France publie une typologie des climats de la France métropolitaine dans laquelle la commune est exposée à un climat semi-continental et est dans une zone de transition entre les régions climatiques « Bourgogne, vallée de la Saône » et « Jura ».
Pour la période 1971-2000, la température annuelle moyenne est de 11,1 °C, avec une amplitude thermique annuelle de 17,9 °C. Le cumul annuel moyen de précipitations est de 984 mm, avec 12,1 jours de précipitations en janvier et 8,5 jours en juillet. Pour la période 1991-2020, la température moyenne annuelle observée sur la station météorologique installée sur la commune est de 11,6 °C et le cumul annuel moyen de précipitations est de 1 023,0 mm. 
La température maximale relevée sur cette station est de 40 °C, atteinte le 31 juillet 2020 ; la température minimale est de −24 °C, atteinte le 10 janvier 1985,,.
| Mois                                  | jan.           | fév.           | mars             | avril         | mai             | juin           | jui.           | août           | sep.          | oct.          | nov.            | déc.           | année    |
| ------------------------------------- | -------------- | -------------- | ---------------- | ------------- | --------------- | -------------- | -------------- | -------------- | ------------- | ------------- | --------------- | -------------- | -------- |
| Température minimale moyenne (°C)     | −0,4           | −0,4           | 2,2              | 4,9           | 9               | 12,4           | 14,1           | 13,8           | 10,4          | 7,4           | 3,1             | 0,5            | 6,4      |
| Température moyenne (°C)              | 2,8            | 3,9            | 7,7              | 11,1          | 15,1            | 18,8           | 20,8           | 20,5           | 16,4          | 12,1          | 6,7             | 3,6            | 11,6     |
| Température maximale moyenne (°C)     | 6,1            | 8,1            | 13,2             | 17,3          | 21,2            | 25,2           | 27,5           | 27,2           | 22,4          | 16,9          | 10,3            | 6,7            | 16,8     |
| Record de froid (°C) date du record   | −24 10.01.1985 | −18 05.02.1963 | −14,1 06.03.1971 | −5,5 08.04.03 | −3,8 04.05.1985 | 0,8 30.06.1984 | 1,5 05.07.1984 | 3,5 31.08.1986 | 0 19.09.1962  | −6 31.10.1997 | −9,5 24.11.1998 | −18 28.12.1962 | −24 1985 |
| Record de chaleur (°C) date du record | 17,8 01.01.23  | 21,5 24.02.21  | 26 24.03.01      | 31 21.04.18   | 33,4 23.05.1969 | 38 27.06.19    | 40 31.07.20    | 40 08.08.03    | 36 03.09.1962 | 30 02.10.23   | 23,2 08.11.15   | 18 16.12.19    | 40 2020  |
| Précipitations (mm)                   | 77,8           | 71,6           | 72,5             | 79,1          | 96,8            | 80             | 78,8           | 83,7           | 86,6          | 103,9         | 104,1           | 88,1           | 1 023    |

| Diagramme climatique                                  |             |             |             |           |            |              |              |              |              |              |            |
| J                                                     | F           | M           | A           | M         | J          | J            | A            | S            | O            | N            | D          |
| 6,1−0,477,8                                           | 8,1−0,471,6 | 13,22,272,5 | 17,34,979,1 | 21,2996,8 | 25,212,480 | 27,514,178,8 | 27,213,883,7 | 22,410,486,6 | 16,97,4103,9 | 10,33,1104,1 | 6,70,588,1 |
| Moyennes : • Temp. maxi et mini °C • Précipitation mm |             |             |             |           |            |              |              |              |              |              |            |

Les paramètres climatiques de la commune ont été estimés pour le milieu du siècle (2041-2070) selon différents scénarios d'émission de gaz à effet de serre à partir des nouvelles projections climatiques de référence DRIAS-2020. Ils sont consultables sur un site dédié publié par Météo-France en novembre 2022.

### Transports

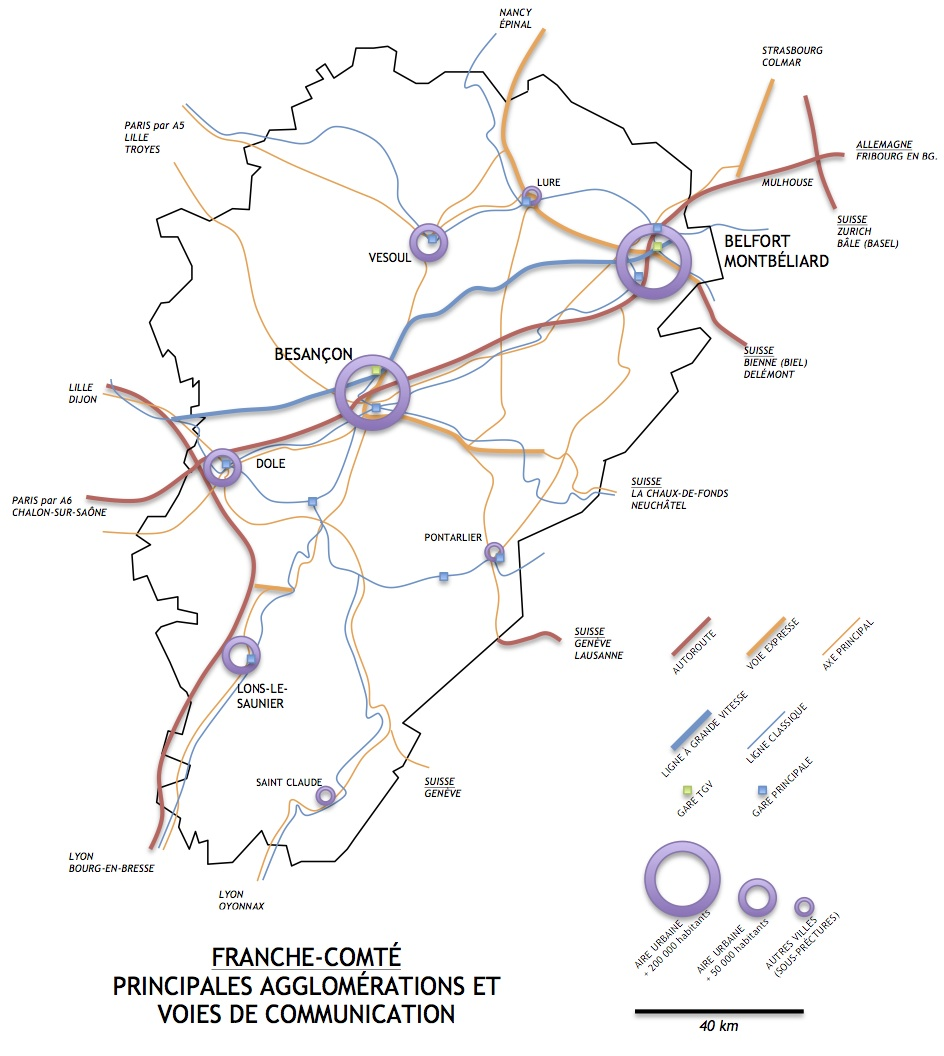
Situation de Dole au sein des voies de communications franc-comtoises.

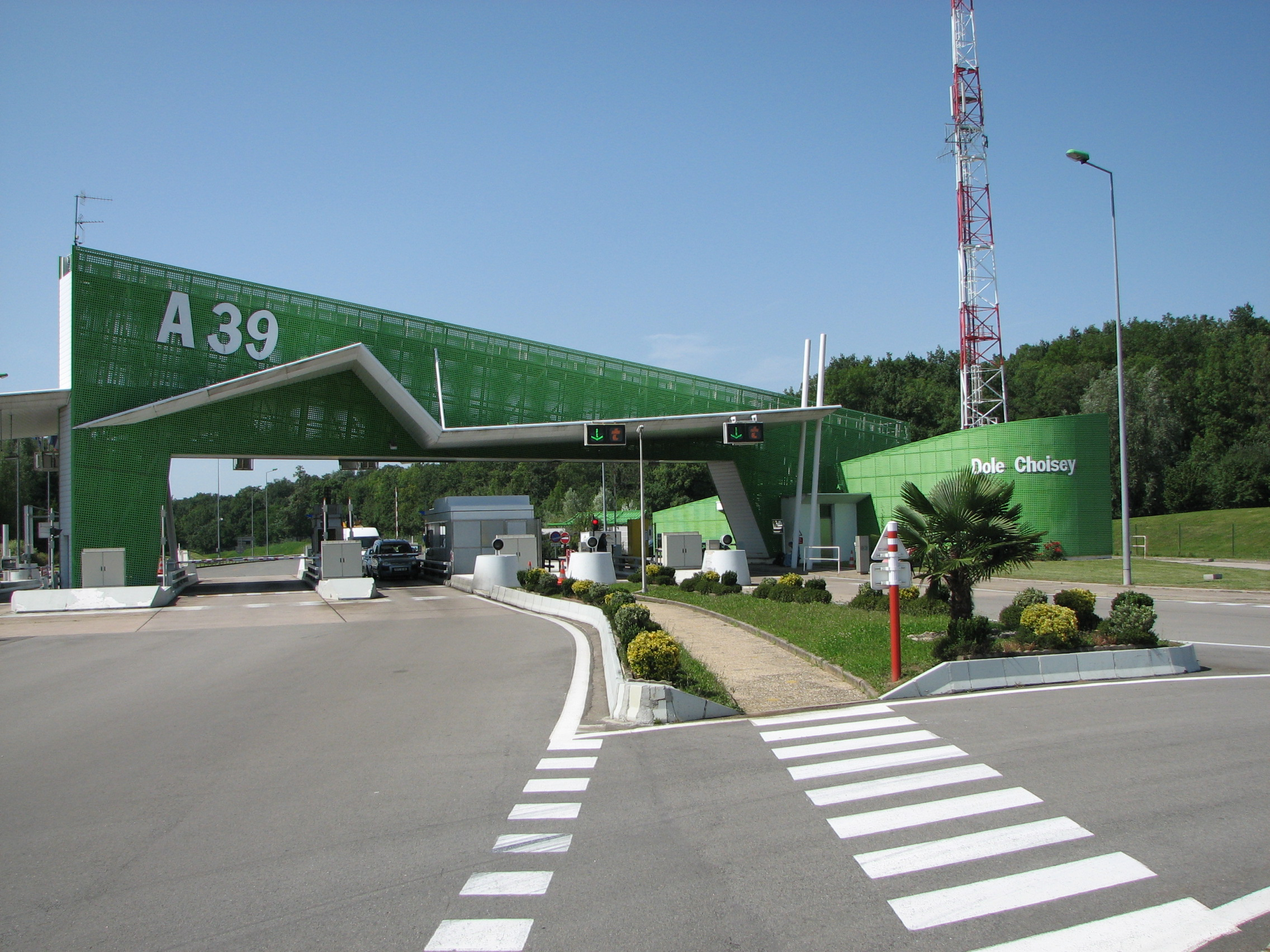
Le péage autoroutier de Dole-Choisey.

Plan général TGD.

#### Transport légers
Dole est traversée par l'EuroVelo 6, véloroute reliant Saint-Nazaire à Constanţa. Il s'agit de la véloroute européenne la plus célèbre. Elle traverse l'Europe sur 3 653 km, via dix pays, et l'itinéraire de trois des plus grands fleuves européens que sont la Loire, le Rhin et le Danube.

La voie Grévy est une voie verte cyclage et sécurisé empruntant l'ancienne voie de chemin de fer entre Dole et Mont-Sous-Vaudrey sur 19 km. Elle traverse le Pays de Dole via de nombreux petits villages tel que Crissey, Villette-les-Dole, Parcey, Nevy-les-Dole, Souvans et Bans.

la Voie Grévy permet de rejoindre facilement l’EuroVelo 6 à Dole.

#### Transport routier
Dole est le point de départ d'un dense réseau de routes départementales et un nœud autoroutier (A36 et A39). L'échangeur le plus proche étant celui de Dole-Choisey à 4,5 kilomètres.

#### Transports en commun
Dole est pourvue d'un réseau de bus, les Transports du Grand Dole (TGD), composé de six lignes régulières, cinq lignes complémentaires fonctionnant sur réservation, et treize lignes scolaires, et dessert, depuis 2009, la Communauté d'agglomération du Grand Dole.

#### Transport ferroviaire
Dole dispose d'une gare ferroviaire, située rue Aristide Briand, sur les lignes voyageurs Dole-Belfort, Dijon-Vallorbe, et celle de fret Chagny-Dole.
Elle est également l'itinéraire des TGV reliant Paris à Besançon, Berne et Lausanne et des TER reliant les villes comtoises entre elles.

#### Transport aérien
Dole est desservie par l'aéroport régional de Dole-Jura, situé à 7,5 kilomètres, sur la commune de Tavaux. La compagnie aérienne Ryanair assure des liaisons avec les villes de Fès, Marrakech et Porto. En saison, Air Corsica dessert la ville de Bastia.

#### Transport fluvial
Dole est traversée par le canal du Rhône au Rhin, qui ici fait lit commun avec le Doubs.

## Urbanisme

### Typologie
Au 1er janvier 2024, Dole est catégorisée centre urbain intermédiaire, selon la nouvelle grille communale de densité à sept niveaux définie par l'Insee en 2022.
Elle appartient à l'unité urbaine de Dole, une agglomération intra-départementale regroupant huit  communes, dont elle est ville-centre,,. Par ailleurs la commune fait partie de l'aire d'attraction de Dole, dont elle est la commune-centre,. Cette aire, qui regroupe 87 communes, est catégorisée dans les aires de 50 000 à moins de 200 000 habitants,.

### Occupation des sols
L'occupation des sols de la commune, telle qu'elle ressort de la base de données européenne d’occupation biophysique des sols Corine Land Cover (CLC), est marquée par l'importance des territoires artificialisés (35,1 % en 2018), en augmentation par rapport à 1990 (31,9 %). La répartition détaillée en 2018 est la suivante : 
zones urbanisées (28,5 %), forêts (28,5 %), terres arables (12,6 %), prairies (11,4 %), zones agricoles hétérogènes (8 %), zones industrielles ou commerciales et réseaux de communication (5,8 %), eaux continentales (3,3 %), milieux à végétation arbustive et/ou herbacée (1,1 %), espaces verts artificialisés, non agricoles (0,7 %), mines, décharges et chantiers (0,1 %). L'évolution de l’occupation des sols de la commune et de ses infrastructures peut être observée sur les différentes représentations cartographiques du territoire : la carte de Cassini (XVIIIe siècle), la carte d'état-major (1820-1866) et les cartes ou photos aériennes de l'IGN pour la période actuelle (1950 à aujourd'hui).

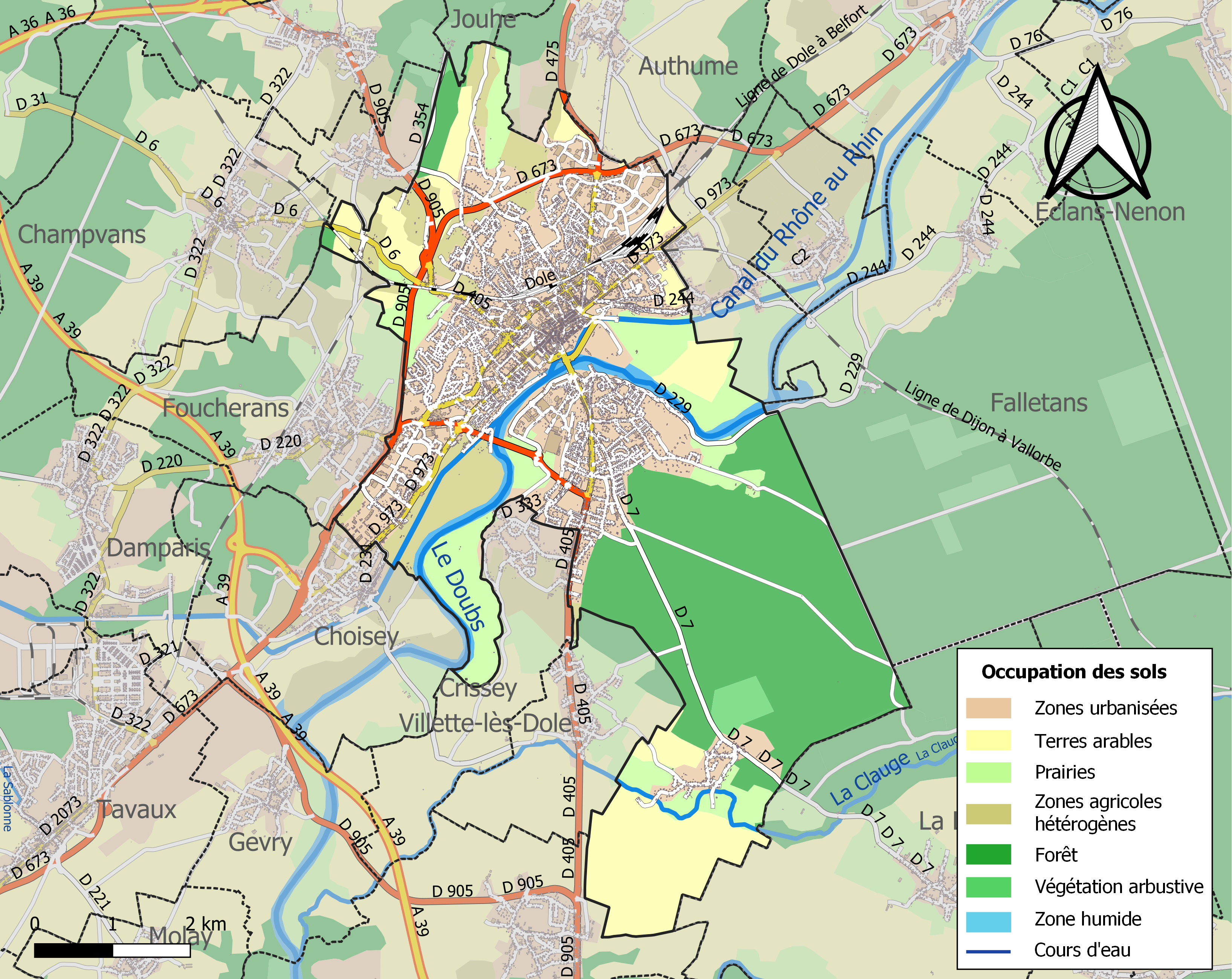
Carte des infrastructures et de l'occupation des sols de la commune en 2018 (CLC).

### Morphologie urbaine

#### Ville et agglomération
À l'instar de la plupart des villes européennes, Dole s'est développée de manière circoncentrique, autour de son bourg médiéval. Cependant, limitée par le relief au nord, l'urbanisation se poursuit plus fortement à l'ouest et surtout à l'est de la ville, le long de grands axes de communication et du Doubs, aspirant les anciennes communes de Saint-Ylie (à l'ouest), d'Azans (au sud-est), rattachées à Dole en 1953, et s'étalant sur les communes voisines de Foucherans, Crissey, Choisey (à l'ouest), Villette-lès-Dole (au sud-ouest), Brevans, Baverans (à l'est), et d'Authume (au nord-est), formant un couloir urbain.

#### Quartiers

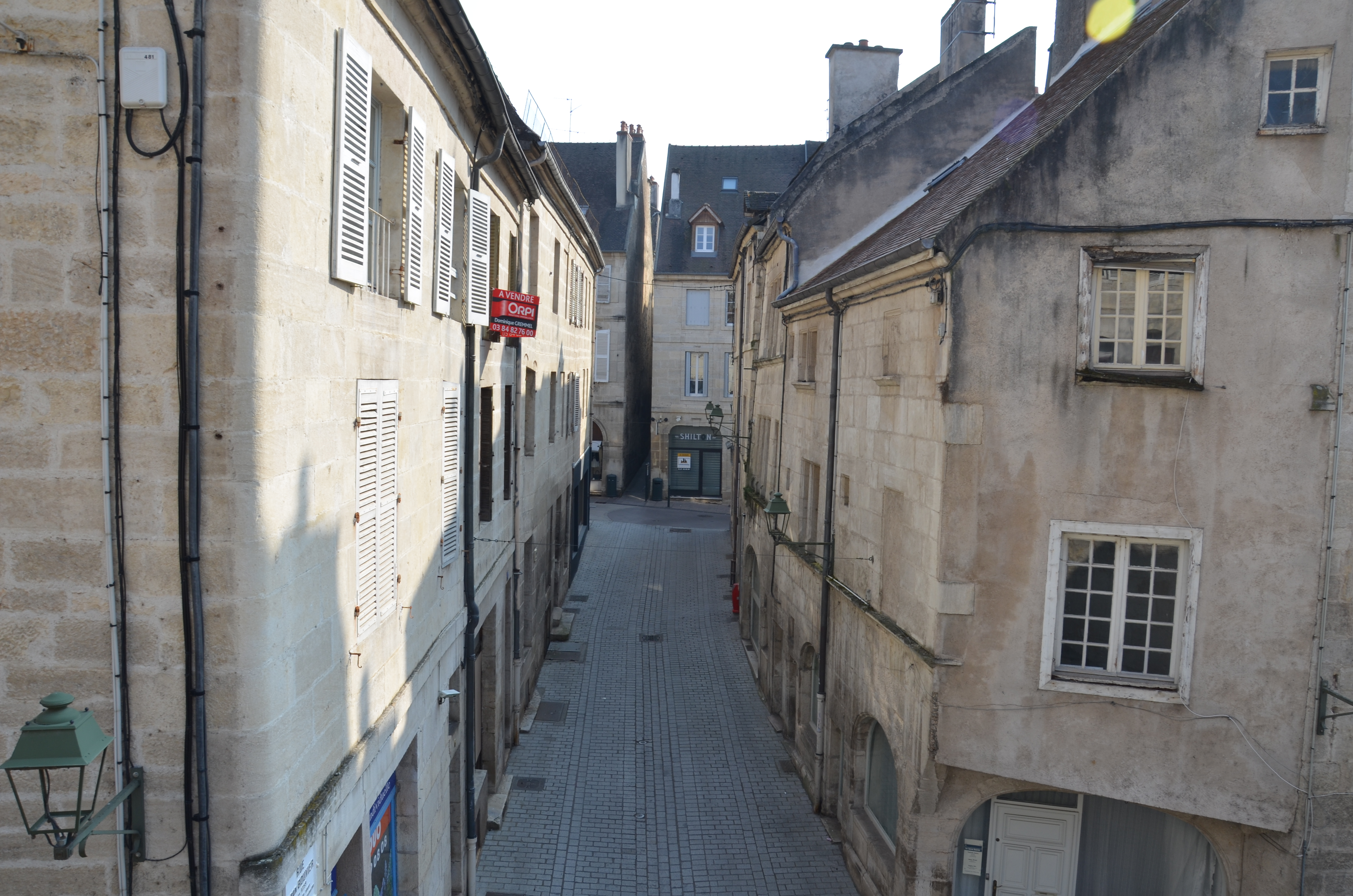
Une rue typique du centre-ville historique de Dole.

Dole se décompose en vingt-trois quartiers, répartis de part et d'autre du Doubs :
Sur la rive droite, se trouve le cœur historique de la ville cerné, au nord, par la Zone industrielle Nord et les quartiers Machard, Nouvelles, Rochebelle et Landon ; à l'ouest par le faubourg de Chalon, les Mesnils Pasteur nord et les Mesnils Pasteur sud, l'ancienne commune de Saint-Ylie, et les quartiers Plumont, Sorbiers et Val-Fleuri ; à l'est par le faubourg de Besançon, les quartiers des Commards, du Petit Fort, de la Paix et Wilson, ainsi que par la zone d'activité des Grandes Épenottes.
Sur la rive gauche, se trouve la Zone Portuaire cernée, à l'ouest par le quartier du Boichot, au sud par celui de La Bedugue, et à l'est par l'ancienne commune d'Azans et l'écart de Goux, à l'ouest de la forêt de Chaux.
Rues pittoresques
- Rue Pasteur

#### Écart
L'écart de Goux, situé à proximité de Villette-lès-Dole et bordé, au nord et à l'est, par la forêt de Chaux, est une commune rattachée à celle de Dole, en 1974.

### Voies
| 357 odonymes recensés à Dole au 10 novembre 2013 | 357 odonymes recensés à Dole au 10 novembre 2013 | 357 odonymes recensés à Dole au 10 novembre 2013 | 357 odonymes recensés à Dole au 10 novembre 2013 | 357 odonymes recensés à Dole au 10 novembre 2013 | 357 odonymes recensés à Dole au 10 novembre 2013 | 357 odonymes recensés à Dole au 10 novembre 2013 | 357 odonymes recensés à Dole au 10 novembre 2013 | 357 odonymes recensés à Dole au 10 novembre 2013 | 357 odonymes recensés à Dole au 10 novembre 2013 | 357 odonymes recensés à Dole au 10 novembre 2013 | 357 odonymes recensés à Dole au 10 novembre 2013 | 357 odonymes recensés à Dole au 10 novembre 2013 | 357 odonymes recensés à Dole au 10 novembre 2013 | 357 odonymes recensés à Dole au 10 novembre 2013 | 357 odonymes recensés à Dole au 10 novembre 2013 |
| Allée                                            | Avenue                                           | Bld                                              | Chemin                                           | Cours                                            | Impasse                                          | Montée                                           | Passage                                          | Place                                            | Quai                                             | Rd-point                                         | Route                                            | Rue                                              | Ruelle                                           | Autres                                           | Total                                            |
| ------------------------------------------------ | ------------------------------------------------ | ------------------------------------------------ | ------------------------------------------------ | ------------------------------------------------ | ------------------------------------------------ | ------------------------------------------------ | ------------------------------------------------ | ------------------------------------------------ | ------------------------------------------------ | ------------------------------------------------ | ------------------------------------------------ | ------------------------------------------------ | ------------------------------------------------ | ------------------------------------------------ | ------------------------------------------------ |
| 4                                                | 18                                               | 3                                                | 27                                               | 1                                                | 14                                               | 0                                                | 0                                                | 18                                               | 1                                                | 10                                               | 5                                                | 262                                              | 1                                                | 3                                                | 366                                              |
| Notes « N »                                      | Notes « N »                                      | Notes « N »                                      | 1. 2. 3. 4. 5. 6.                                | 1. 2. 3. 4. 5. 6.                                | 1. 2. 3. 4. 5. 6.                                | 1. 2. 3. 4. 5. 6.                                | 1. 2. 3. 4. 5. 6.                                | 1. 2. 3. 4. 5. 6.                                | 1. 2. 3. 4. 5. 6.                                | 1. 2. 3. 4. 5. 6.                                | 1. 2. 3. 4. 5. 6.                                | 1. 2. 3. 4. 5. 6.                                | 1. 2. 3. 4. 5. 6.                                | 1. 2. 3. 4. 5. 6.                                | 1. 2. 3. 4. 5. 6.                                |
| Source : rue-ville.info                          |                                                  |                                                  |                                                  |                                                  |                                                  |                                                  |                                                  |                                                  |                                                  |                                                  |                                                  |                                                  |                                                  |                                                  |                                                  |

### Logement
Selon l'étude de l'Insee, réalisée en 2009, la commune de Dole compte 12 879 logements ; 90,5 % d'entre eux sont des résidences principales, 1,3 % des résidences secondaires et 8,3 % sont vacants.

Par ailleurs, 43,8 % des ménages dolois sont propriétaires de leur logement, contre 64 % dans le reste du département.

### Projets d'aménagements
Après les réaménagements, entre 2011 et 2012, du parking Jean de Vienne, sur la place éponyme, du site des Bains, au bord du Doubs, le classement en zone bleue des parkings du conservatoire, de la Rue Mont Roland, de l'Avenue Eisenhower et du Cours Saint-Mauris, ainsi que la réfaction des réseaux de gaz, d'eau et d'évacuation de la Rue Arney, Dole amorce plusieurs grands projets, jusqu'en 2013, dont :
- la réfection de la voirie de l'Avenue de Lattre de Tassigny, et la réalisation d'un rond-point aux Épenottes ;
- la rénovation de la Place du Poiset et du quartier prioritaire Mesnils-Pasteur[26] ;
- l'aménagement de la Rue Mont-Roland en sens unique ;
- la délimitation d'une zone 30 dans le centre-ville ;
- l'extension du chauffage urbain aux quartiers du Plumont et des Mesnils Pasteur, depuis la chaufferie dite des mesnils, à Foucherans. Le projet consiste dans un premier temps à raccorder les bâtiments publics du secteur, tels le lycée Duhamel, l'hôpital Pasteur, l'école Beauregard, la piscine municipale Barberousse, le musée des Beaux-Arts de Dole, la médiathèque, l'hôtel de ville, ou l'office public de l'habitat, puis dans un second, à offrir aux particuliers la possibilité de se relier au réseau ;
- la réalisation d'un espace de vie autour de la gare et d'un pôle d'échanges (train, bus, vélo, taxis, voiture, piéton…), avec le concours de la Ville, de la communauté d'agglomération du Grand Dole, du conseil général du Jura, du conseil régional de Franche-Comté, de l'État, de la SNCF et du RFF ;
- l'aménagement des berges du canal du Rhône au Rhin, Avenue de Lahr, en vue de la sécurisation de la véloroute 6, financé par le conseil général du Jura. Ce projet est doublé par celui de l'installation de l'office de tourisme sur une péniche, amarrée le long de ladite Avenue ;
- la réalisation d'un quartier à haute qualité environnementale, sur la rive gauche du Doubs ;
- la réalisation d'un crématorium, à proximité du cimetière nord, Avenue de Landon ;
- Aménagement de l'ancienne ligne ferroviaire (Ligne de Dole-Ville à Poligny#Réaménagement de la ligne ferroviaire en voie verte). En 2017, la Communauté d'agglomération du Grand Dole lance un projet de transformation de cette voie désaffectée en voie verte. Avec le soutien des communautés de communes voisines et des communes traversées, ce projet devrait être inauguré en 2021[27]. D'autres voies sont en préparation sur la ville.
- Projet de nouveau Complexe aquatique et sportif Barberousse sur la place de l'ancienne piscine. Travaux qui devraient se terminer en début d'année 2021[28].

## Toponymie
Le nom de la localité est attesté anciennement sous la forme Dola (sans date).
Les toponymes basés apparemment sur la même racine Dol- (par exemple Déols, Dol-de-Bretagne, Dolus ) sont obscurs. Il s'agit peut-être d'une variante d'un prélatin hypothétique *tŭll- « hauteur » ou moins probablement d'un nom de personne pris absolument Dollus.
D'une racine celtique *dola, issue de l'indo-européen *dholo qui a deux sens opposés mais complémentaires, « bombement et excavation ». Cette racine a donné le cornique dol (« vallon, prairie »), le gallois dol (« prairie, champ, pâture, vallée ») ou encore le breton dol (« terre basse, polder, méandre »).
Sa prononciation exacte est [dɔl] (o ouvert), et non [dol] (o fermé), entendu parfois en raison de l'ancienne orthographe infondée « Dôle », inventée en 1674 par Nicolas Boileau dans son Art poétique (« Déjà Dôle et Salins sous le joug ont ployé », chant IV), et reproduite dans bon nombre de documents officiels, jusqu'à ce que l'erreur soit corrigée, par arrêté préfectoral, en 1962.

## Histoire

### Préhistoire et Antiquité
Les origines de la ville sont méconnues. Néanmoins, un autel païen, des dents de sangliers (offrandes), et une nécropole (au Champ noir), mis au jour par l'archéologie, semble attester d'une installation celte près de la Dole actuelle. De même, la toponymie « rue des Arènes » (Amphithéâtre), « Les Commards » (Cirque), « Vieux-marché » (Forum), et l'archéologie, semble confirmer l'existence d'une cité vraisemblablement réaménagée par les romains, à l'emplacement de la vieille-ville actuelle. En effet, les fouilles réalisées au XIXe siècle, mettent au jour bon nombre de tuileaux à rebord, de pierres et de pavés, des meubles, des armes, des monnaies du haut-Empire, des médailles de l'empereur romain Claude et de Victorin, une statuette de Pomone (divinité étrusque), des ossements, des piliers cannelés sur lesquels sont représentés Romulus et Rémus, les vestiges d'une terrasse où passait la via Agrippa, une tombe gravée d'un éléphant et de l'inscription pontia praeposita de dola (« Pontia, gouverneur de Dole »), ainsi qu'une monnaie de Marseille, retrouvée à Goux, représentant, sur un côté, la cofondatrice Ligure de Marseille, Gyptis.
Cette hypothèse est toutefois remise en cause par des relevés aériens, effectués à partir de 1976, révélant un peuplement rural. Quoi qu'il en soit le site est habité de longue date.
D'ailleurs, plusieurs évènements se déroulent dans la région doloise, lors de la domination romaine. En effet, en 293, l'empereur romain Constance Chlore, y fait installer une colonie de Chamaves, peuple germain issu de l'actuel Overijssel (Pays-Bas), et en 355, des hordes de Germains envahissent et pillent les environs de Dole. Dans le même temps, un premier temple chrétien, sous le vocable de Saint-Étienne, est érigé sur le site du Plumont.
Le nom du village de Goux, situé sur un emplacement stratégique, dérive du latin gothorum (castrum) « camp des Goths ». Il indique l'installation d’une garnison de lètes gothiques aux IVe – Ve siècles ap. J.-C..
Au Ve siècle, les Burgondes, d'origine germanique, s'installent dans la région. À la même époque, les chapelles chrétiennes de Saint-Ylie (alors Sayens), sous le patronage de saint Martin de Tours, et d'Azans, sous celui de saint Germain de Besançon, sont édifiées. Cette dernière sert d'église paroissiale à Dole, jusqu'au début du XIIe siècle, où est érigée la chapelle Saint-Georges.

### Le Haut Moyen Âge

Les pagi bourguignons au IXe siècle.

En 501, le roi burgonde Gondebaud procède à la division de la région en pagi (cantons), restructurés en 556 sous le royaume de Bourgogne, pour donner naissance à cinq pagi dont celui d'Amaous. Il désignerait le canton des Chamaves, mentionnés plus haut. Gondebaud fait de Dole la capitale de ce pagus, qui devient un comté jusqu'au Xe siècle. Le comte d'Amaous, chargé de l'administration, de la justice et de l'armée, a pour lieutenants les seigneurs de Neublans, qui prennent dès lors le nom de Dole. Le comté se divise en trois prévôtés, à la tête desquelles sont placés des barons assesseurs.
Dole devient le siège d'un archiprêtré au VIIe siècle, puis d'un archidiaconé au siècle suivant.
Au VIIIe siècle, les bénédictins fondent un monastère, à Jouhe, et un oratoire, sous le vocable de Notre-Dame, sur le Mont-Roland.
Au IXe siècle, une église, placée sous le patronage de Saint-Hilaire, est édifiée à Saint-Ylie, à l'endroit où avaient été posées un peu plus tôt, les reliques dudit saint ; ainsi qu'un prieuré à Saint-Vivant. Dans le même temps, une horde de normands, menée par Hasting, ravage la région.

### Dole, sous les premiers comtes de Bourgogne

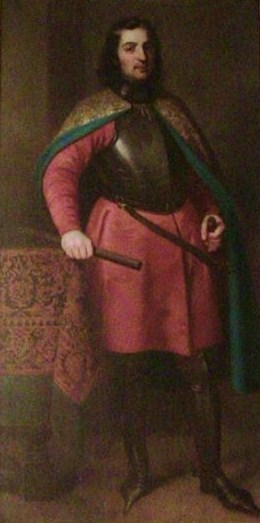
Portrait supposé du comte Renaud III de Bourgogne (v.1095-1148).

Le comté de Bourgogne est fondé en 986 et confié au comte Otte-Guillaume de Bourgogne, de la maison d'Ivrée. Il fait alors partie du royaume d'Arles. Il faut attendre le XIe siècle et Conrad II le Salique pour que les comtes, circulant entre Gray, Poligny et Quingey, se fixent, développent et érigent en capitale Dole. Besançon étant alors une principauté épiscopale, indépendante du comté.
La chapelle de Saint-Ylie est reconstruite en 1092.
Aux XIe et XIIIe siècles, le Doubs inonde la ville à seize reprises.
Dans la première moitié du XIIe siècle, le comte Renaud III fait prendre un véritable essor à la ville : il y construit une solide muraille et un grand pont de pierre, encourage le commerce et l'artisanat, instaure une foire, établit des moulins sur le Doubs, fonde un monastère cistercien, un prieuré de bernardines, une commanderie du Temple, l'hospice Saint-Jacques et donne ses redevances de Dole et Salins à l'abbaye Saint-Étienne de Dijon. Lorsqu'il meurt, en 1148, le comté passe aux mains de sa fille Béatrice et de son gendre l'empereur Frédéric Barberousse, qui agrandit le château des comtes d'Amaous.
La dernière descendante de l'empereur, Alix de Méranie, épouse du comte de la maison d'Ivrée, Hugues de Châlon, octroie une charte d’affranchissement à Dole en 1274. Désormais la ville, qui était jusqu'alors une seigneurie (Dole) et le siège d'une châtellenie (englobant les villages voisins), se gouverne administrativement et financièrement par elle-même, par l'intermédiaire d'échevins dirigés par un vicomte-mayeur (maire).
En 1286, cette même princesse fait édifier à Dole, en complément de la chapelle Saint-Georges, la chapelle Notre-Dame. Cette dernière devient le siège d'une nouvelle paroisse.
Son fils Othon IV, écrasé de dettes, vend le comté au roi de France Philippe le Bel en 1294. Ce dernier installe à Dole un atelier de monnaie. En 1304, la femme d'Othon IV, Mahaut d'Artois, obtient du pape Benoît XI un chapitre de chanoines pour la chapelle Notre-Dame.
En 1314, Philippe le Bel meurt avant que toutes les formes du rattachement soient terminées, par conséquent la fille d'Othon IV, la reine Jeanne, épouse du roi Philippe le Long, récupère le comté de Bourgogne.
En 1323, elle y fonde un parlement itinérant en s’inspirant de celui de Paris. À sa mort en 1330, sa fille Jeanne de France hérite du comté, qui est aussitôt uni au duché de Bourgogne de son époux Eudes IV, qui confirme les franchises des Dolois.

### Dole, sous les ducs-comtes de Bourgogne
La région et Dole sont touchées par plusieurs sécheresses importantes, en 1371, 1385 et 1448.
Lorsque le duc Eudes IV meurt, en 1350, son petit-fils, Philippe de Rouvres hérite les deux Bourgognes. Cependant, ce dernier étant mineur, le roi Jean le Bon assure la régence, et fait protéger les murailles de Dole, en faisant édifier vingt-et-une tours et quatre portes. En 1355, Philippe de Rouvres prend possession de ses terres. Il fonde un couvent de franciscains, à Dole, en 1372. Il meurt sans hoirs en 1361 ; c'est la fin de la dynastie capétienne des ducs de Bourgogne. Sa grand-tante, la comtesse de Flandre Marguerite, hérite du comté de Bourgogne, puis son fils, Louis de Mâle, en 1382. Ils réunissent le parlement, jusqu'alors itinérant, à Dole.
À la mort de Louis de Mâle, en 1384, le comté échoit à sa fille, Marguerite, veuve de Philippe de Rouvres, remariée au duc Valois de Bourgogne Philippe le Hardi. Dole devient alors officiellement la capitale du comté de Bourgogne.
À la mort de Marguerite de Flandre, en 1405, le comté revient à son fils Jean sans Peur (1371-1419).
En 1408, ce dernier tente de faire transférer le parlement de Dole à Besançon. Il délivre à Jean Bonnot , maître de la chambre des comptes de Dijon, une copie de tous les titres concernant la Franche-Comté, pour être transportée à Besançon. Mais se heurte à une violente opposition des Dolois, avortant de fait le projet. En 1413, il donne autorité au doyen de l'église Notre-Dame sur les chanoines et les desservants. L'église devient une collégiale.
En 1419, son fils, Philippe le Bon, hérite du comté. Dole connait alors un véritable âge d’or. En effet, en 1422, le comte y fixe définitivement le parlement, et devient donc la capitale judiciaire du comté ; mais aussi chef lieu du bailliage du milieu. En 1423, il y installe l'université des deux Bourgognes. Philippe le Bon meurt en 1467, laissant son fils Charles le Téméraire, seigneur des deux Bourgognes.

### Les temps sombres de la guerre de succession de Bourgogne

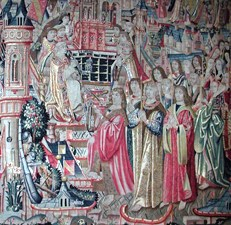
Photographie d'une tapisserie de Bruges (1506), représentant l'issue du siège de Dole de 1479.

Lorsque ce dernier trépasse, en 1477, sa fille Marie se heurte aux ambitions territoriales du roi Louis XI qui, après un refus de sa « protection » par la ville de Dole, l'assiège aussitôt. Les défenseurs réussissent à repousser les troupes françaises.
En 1479, les troupes de Louis XI, mieux préparées et plus fournies, assiègent de nouveau la capitale. Les troupes du roi parviennent à entrer dans Dole, par la ruse et la défection des renforts envoyés aux Dolois,. Elles massacrent alors la population, à l'exception des quelques habitants retranchés dans la cave des cordonniers prénommée « cave d’enfer », et rasent la ville. Le roi interdit alors que celle-ci soit reconstruite et ordonne la translation de l'université à Besançon, en 1481, puis Poligny en 1483, avant de revenir à Dole, trois ans plus tard. Les habitants s’abritent alors dans les caves jusqu'à ce que sa fille, Anne, régente de Charles VIII autorise les reconstructions.
Avant cet événement Dole était surnommée dans tout le comté Dole la joyeuse, notamment à cause des nombreuses manifestations populaires qui y étaient organisées. À la suite du siège et de la destruction de la cité, elle fut surnommée de nombreuses années durant, Dole la dolente. Il en sera également de même après le siège de 1674 et le transfert de la capitale à Besançon. Cependant quelques dizaines d'années plus tard, Dole est entièrement reconstruite et ses fortifications ont été nettement améliorées. À ce moment-là, la ville va en grande partie acquérir le visage actuel et les tracés des rues de son centre ancien sont relativement bien préservés. En 1552, Gilbert Cousin, dresse de Dole le constat suivant: Mais elle est maintenant presque partout défendue par des fossés profonds, et ses retranchements sont inaccessibles aux vaillants. Des ponts, des murailles, de merveilleux bastions, des maisons particulières des plus luxueuses furent rebâtis, et Dole se releva presque aussi grande, mais plus magnifique et désormais invincible.
En 1482, la comtesse Marie de Bourgogne décède d'une chute à cheval. Louis XI saute sur l'occasion et fait établir un contrat contraignant Maximilien de Habsbourg à fiancer sa fille Marguerite au dauphin, lors du traité d'Arras (1482). Sa dot comprend le comté de Bourgogne. D'après ce traité, le comté de Bourgogne revenait à la France. En 1483, Marguerite, âgée de 13 ans, est confiée au roi de France qui doit prendre en charge l'éducation de l'archiduchesse, mais les fiançailles sont annulées, Charles VIII préférant se marier, en 1491, avec la duchesse héritière de Bretagne.
En 1492, Maximilien entreprend la reconquête du comté occupé par les Français. Les 17 et 18 janvier 1493 les troupes comtoises et impériales battent les Français à Dournon. La nouvelle de la victoire de Dournon soulève un élan d'enthousiasme dans la région au point que la population de Dole se soulève contre la garnison française et la chasse de la ville. D'autres cités font de même, les français sont refoulés hors de la Comté.

### L'essor de la capitale comtoise

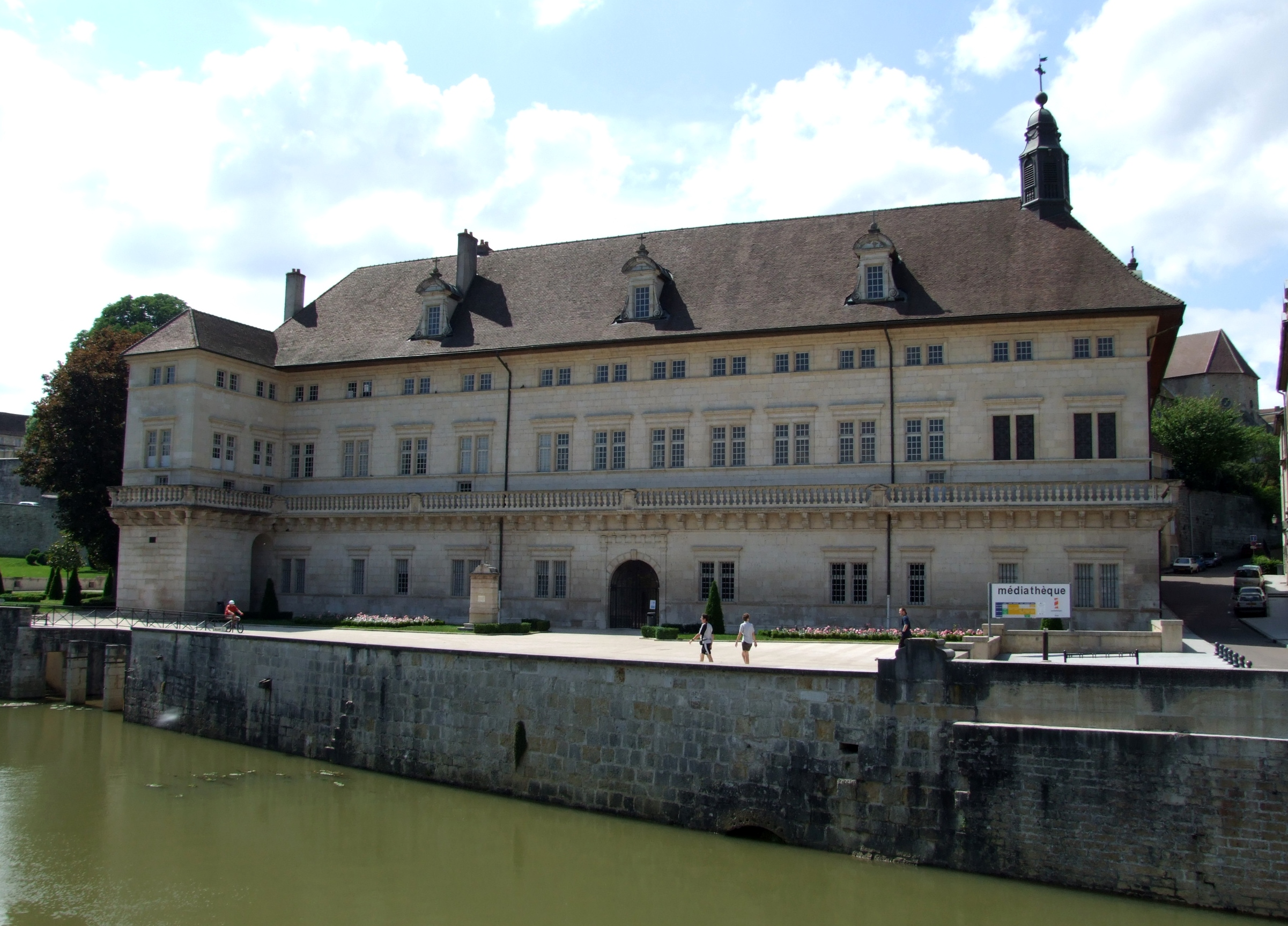
L'Hôtel-Dieu de Dole.

Les fiançailles de Marguerite d'Autriche et de Charles VIII sont rompues par ce dernier. Le comté est officiellement restitué aux Habsbourgs par le traité de Senlis de 1493. La ville est alors reconstruite avec leur soutien, dans un style gothique.
En 1494, une chambre des comptes est établie à Dole, avant d'être transférée à Lille cinq ans plus tard.
En 1506, le roi Philippe Ier de Castille, comte de Bourgogne, fils de l'empereur Maximilien, meurt. Le comté échoit à sa sœur Marguerite, qui négocie la Paix des Dames protégeant la région jusqu’en 1636.
En 1508, l'édification de la nouvelle collégiale débute.
Au début du XVIe siècle, se fixe définitivement à Dole au collège Saint-Jérôme les états de Franche-Comté, assemblée comprenant les trois ordres de la société et s'occupant principalement du vote et de la levée de l’impôt.

À la mort de Marguerite d'Autriche, en 1530, Charles Quint devient comte de Bourgogne. À partir de 1541, il fait moderniser les fortifications de Dole (système bastionné) par Ambrosio de Precipiano. La ville se dote de 7 bastions et autant de courtines.

« Quant à la ville de Dole, c'est la plus célèbre de toutes les cités du pays de Bourgogne, la ville des bienfaisantes études, et la nourrice du droit. Elle est bâtie sur le Doubs, qui s'y partage en deux branches, dans un site très beau et qui se présente tout à coup aux yeux (...) Il ne manque rien à Dole de ce qui sert à donner de l'éclat à une cité. D'abord on est émerveillé devant cette rivière du Doubs, aux eaux si transparentes, et qui la baigne à gauche. On aime aussi à contempler les monuments et les églises, immenses et luxueux, et l'on n'est pas moins charmé de cette Université fameuse que le monde entier a célébrée. »

— Gilbert Cousin, Description de la Franche-Comté,1552

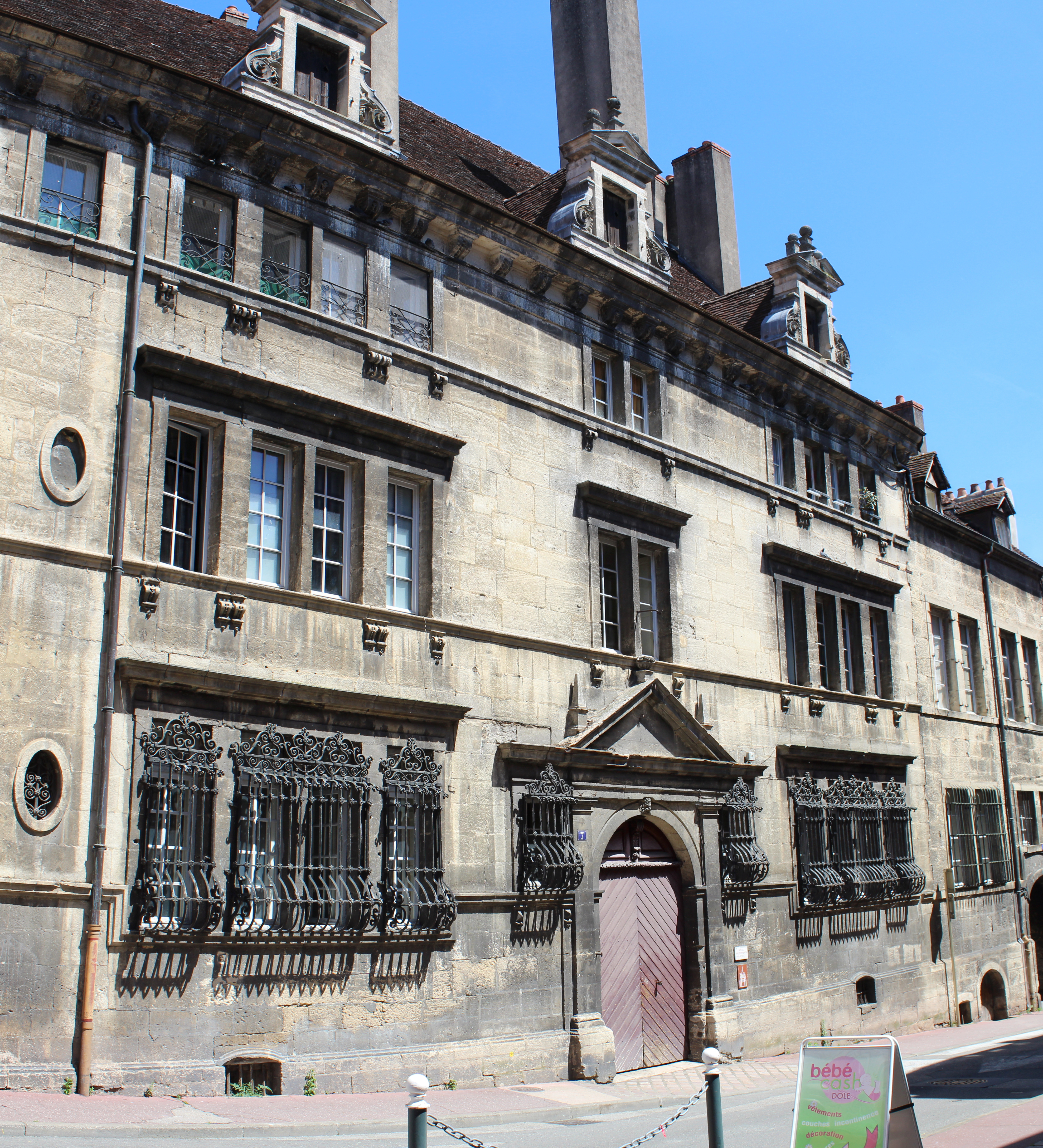
Hôtel Froissard.

Héritant du comté en 1556, le roi Philippe II d'Espagne fait terminer les travaux de défense et fait dériver les eaux du Doubs, dans le fossé qui entoure la ville. L'année suivante, le culte est ouvert à la nouvelle collégiale.
En 1562, la chambre des comptes est rétablie à Dole.
En 1571, la collégiale est consacrée, et les travaux achevés en 1586.
Au cours de l'année 1572, de nombreux enfants sont retrouvés morts et en ville la rumeur qu'un loup-garou rôde dans les parages prend de l'ampleur. Le 18 janvier 1574, un ermite dénommé Gilles Garnier a été reconnu coupable de lycanthropie et de sorcellerie pour le meurtre de quatre enfants, et il est condamné au bûcher.
Lorsque Philippe II d'Espagne meurt, en 1598, sa fille Isabelle-Claire-Eugénie d'Autriche devient comtesse de Bourgogne et fait prospérer Dole : l’université connait un second essor, les halles sont remplies d’épices, les établissements d’enseignement se multiplient ainsi le collège de Citeaux et le collège de l’Arc, confié aux jésuites, et l’Hôtel-Dieu est édifié

### Les troubles du XVIIe siècle et l'annexion au royaume de France

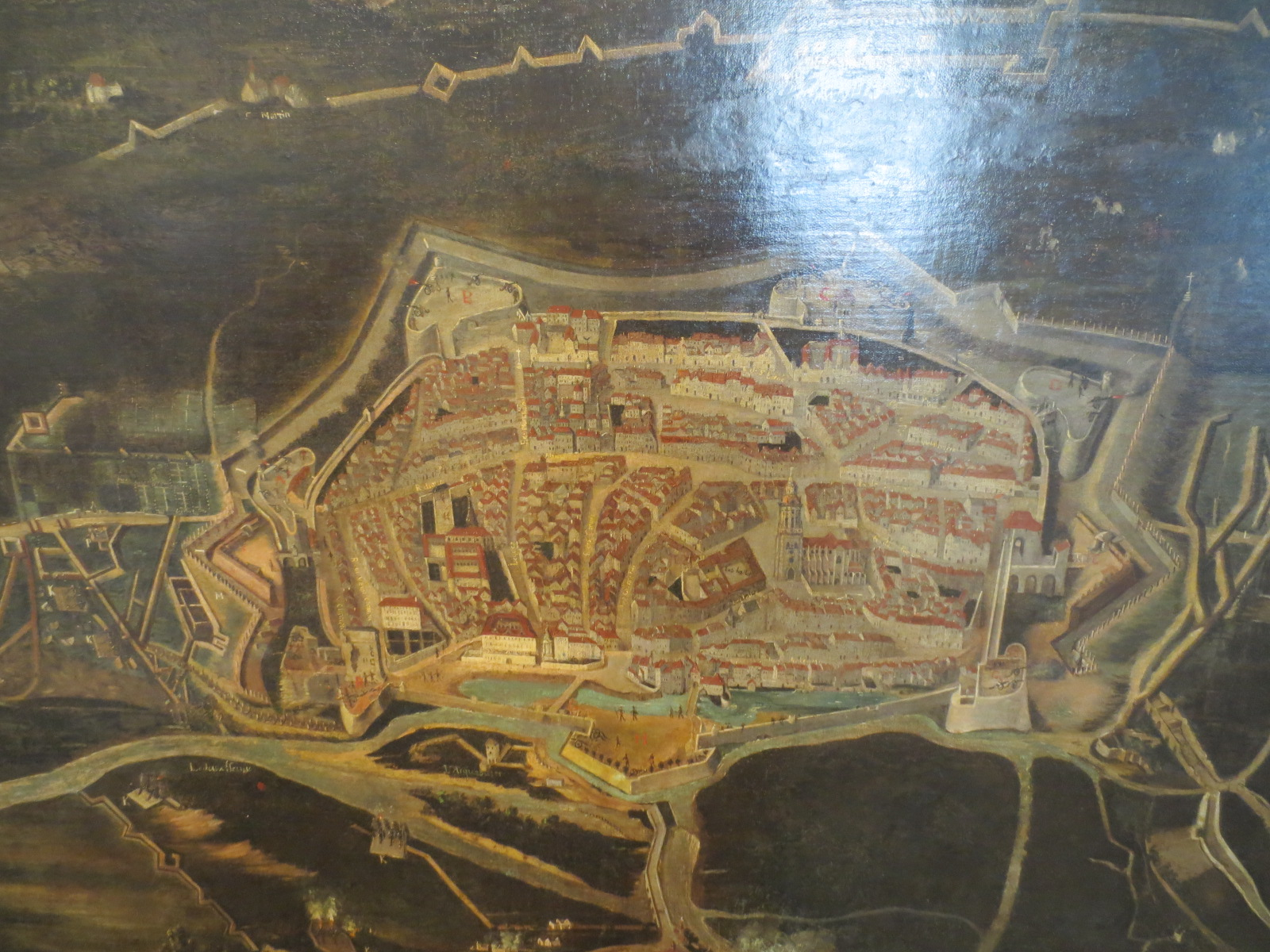
Siège de Dole en 1636, huile sur toile, 1637, Nicolas Labbé, musée des beaux-arts de Dole.

#### La guerre de Dix ans
En France, Richelieu veut prendre le comté de Bourgogne aux Habsbourg d'Espagne, affaibli par les luttes religieuses et la guerre de Trente Ans.
Du  27 mai au 14 août 1636, prétextant l'asile offert auparavant, par les comtois, au frère du roi, Gaston d'Orléans et au duc Charles IV de Lorraine, les troupes françaises, sous le commandement de Louis prince de Condé, piètre stratège, assiège la place franc-comtoise, qui résiste. Cette dernière est commandée par le colonel comtois Louis de la Verne; et ce dernier avec des personnalités comme Ferdinand de Rye, Jean Boyvin ou Antoine Brun vont parvenir à résister et a maintenir le moral des habitants. Mais en août, Condé doit abandonner son siège pour revenir à marche forcée contribuer à la défense de Corbie, alors que la ville est délivrée par le Duc de Lorraine. Voici comment, dans son Testament politique, le cardinal-ministre Richelieu résume l'affaire :

« Si le siège de Dole ne vous réussit pas, la raison qui oblige chacun à courre [courir] au plus pressé en fut la seule cause. Votre Majesté en divertit ses forces avec d'autant plus de prudence qu'il était plus important de reprendre Corbie que de prendre Dole. »

— Richelieu, Testament politique, p. 78.

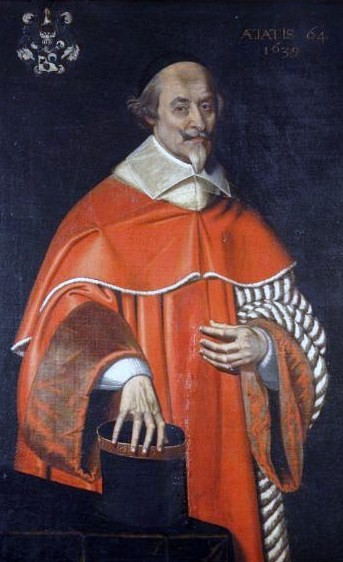
Portrait de Jean Boyvin (1575-1650)

Celui-ci dure quatre-vingts jours mais les murailles sont solides et les défenseurs courageux, malgré la peste qui commence à sévir, et qu'il ne reste plus que 662 Dolois vivants sur les 4 500 du départ. Leur ardeur décourage les Français qui lèvent le camp, le 15 août de la même année. Richelieu déclare d'ailleurs à cette occasion : « Plût à Dieu, que les sujets du Roi fussent aussi affectionnés que ceux-là le sont à l'Espagne ».
La levée du siège de la ville de Dole est accueillie avec enthousiasme dans toute la province mais aussi jusque dans les Pays-Bas espagnols. La cité déplore 800 morts, sans compter les victimes de la peste bubonique. Les dégâts matériels sont importants : 10 000 boulets et 500 bombes sont tombés sur la ville endommageant murs et toitures et surtout la collégiale dont le dôme du clocher s'est écroulé.
Si Dole est définitivement débarrassée des Français pour ce conflit, il n'en sera pas de même pour la peste et la famine qui continueront de sévir jusqu'en 1639 pour la peste et 1644 pour la famine.
Jean Girardot de Nozeroy relatera dans ses mémoires : tout le bailliage de Dole avait été détruit par la peste et les François, si que quatre lieux à la ronde autour de la ville, c'était pays perdu sans hommes ni villages.

#### La première conquête
En juin 1666, Hugues Garnier, seigneur de Choisey et mayeur de Dole, les échevins Jean-Baptiste de la Clef, Étienne Bonnot, Antoine Lampinet et Claude Renard, représentent Dole à la chambre des villes des états de Franche-Comté. Ça sera sa dernière convocation avant l'annexion française de 1674. L'objectif est d'organiser la protection de la région contre la menace de la France. À la suite de cette convocation, le gouverneur ordonna l'envoi de nouvelles troupes dans la ville de Dole.

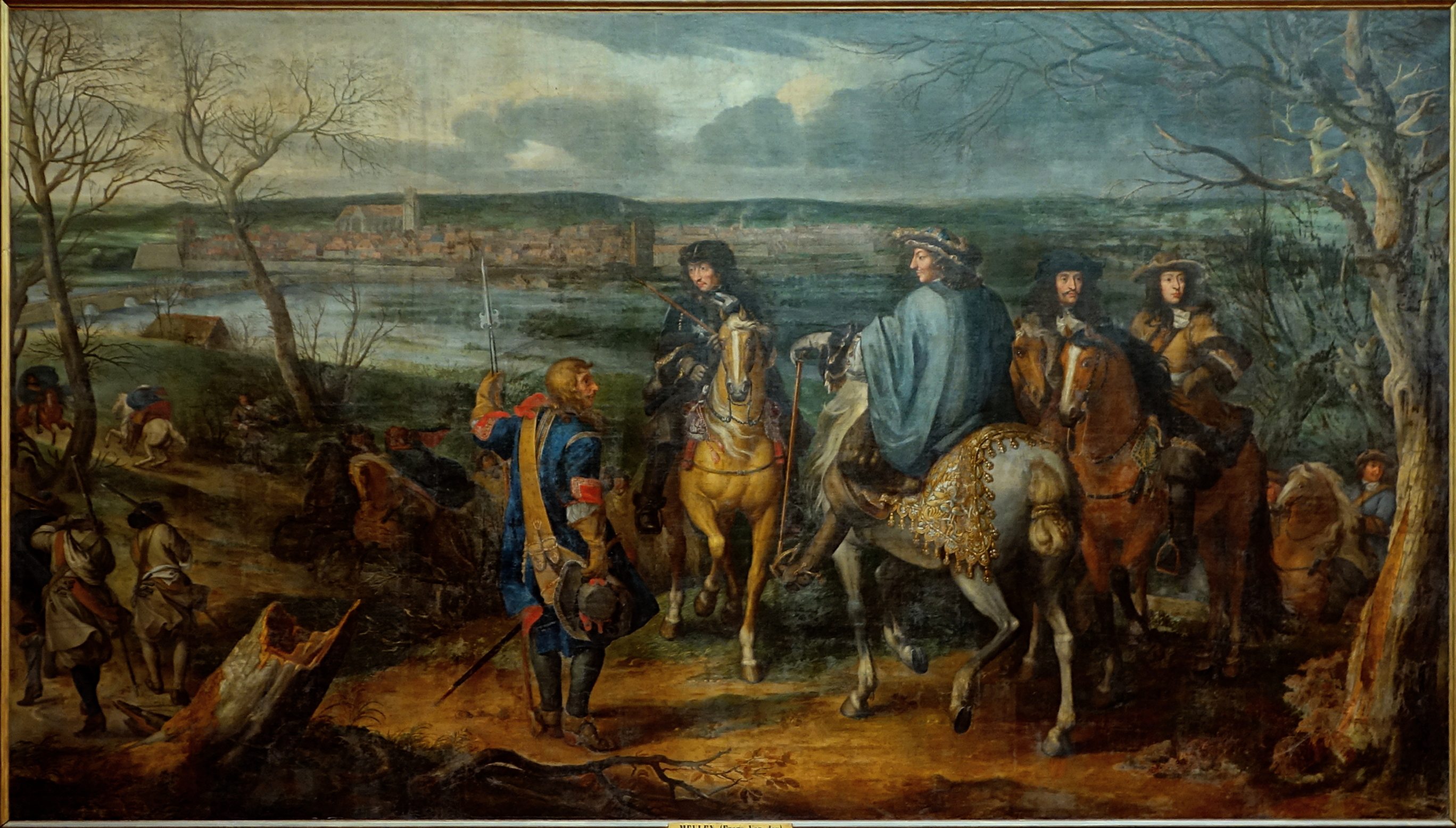
Louis XIV devant Dole en 1668 (Van der Meulen)

En 1668, le roi de France Louis XIV profite à nouveau de la faiblesse du roi Charles II d'Espagne pour reprendre la conquête de la Comté. Le 10 février, le roi est devant Dole face à une armée de 20 000 hommes, tandis que les Dolois ne sont qu’un millier. La ville de Dole dispose de 370 soldats réguliers et 1 250 miliciens, et de 40 pièces d'artillerie, le tout commandé par François de la Baume-Montrevel, marquis de Saint-Martin. Il est adjoint de Claude de Bauffremont, marquis de Meximieux, arrivé dans la cité la veille du siège, mais sans les renforts qu'il espérait. Le siège ne dure que trois jours. Sous la menace de détruire intégralement la ville et de lui retirer toutes ses institutions, le parlement décide, contre l'avis de son gouverneur, d'accepter de signer la capitulation.
La capitulation est signée le 14 février au matin, avec des termes portant principalement le maintien de la religion catholique dans toute sa pureté, la confirmation des privilèges de la ville et des différents corps ; que le parlement, la chambre des comptes, l’université, le bailliage, etc., ne pourraient jamais en être enlevés, ni les états tenus ailleurs ; que les membres du parlement pourraient une fois disposer de leurs offices à volonté ; que le roi se chargerait des dettes de l’Espagne dans la province, etc. Louis XIV fait alors son entrée à cheval par la porte d’Arans. Tout semble dit pour Dole, mais c'est sans compter sur les vicissitudes de la politique. Louis XIV ayant pris les Flandres et l’Europe préparant une alliance contre lui, il décide de garder une des provinces : il choisit le comté de Flandre.

#### La conquête définitive
L'année 1672 s'ouvre à Dole par la constitution d'un nouveau magistrat. Étienne Bonnot, avocat (issu de la famille de Jean Bonnot, maître des comptes de Bourgogne ), remplace, en qualité de vicomte-mayeur, noble Antoine Malabrun, et les sieurs de Preigney et Broch sont nommés second et troisième échevins. Les douze conseillers étaient MM. Jantot, Bouhelier, de Mesmay, Bouton, Lampinet, Garnier, de Broissia, de Parcey, de Myon, de Moissey, de Marenches et de Mutigney. Le fils d'Étienne, Louis Bonnot fut ordonné prêtre et chanoine de l'église collégiale de Dole.

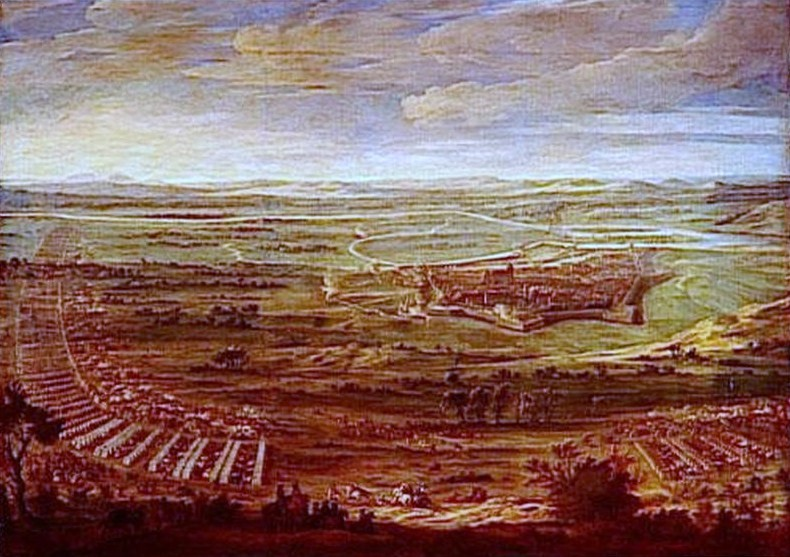
Photographie du tableau de J-B. Martin, représentant le siège de Dole de 1674.

Deux ans plus tard, Louis XIV revient en Franche-Comté et entreprend de refaire le siège de Dole, Après la prise de Besançon, Louis XIV demande au duc d'Enghien de s'emparer de Dole, la capitale comtoise. Son armée arrive devant la ville le 26 mai. La place, défendue par 3 000 hommes, est commandée par Sigismond III d'Este (it), marquis de Borgomanero, prince du Saint-Empire. Les combats durent environ deux semaines et sont meurtriers pour les deux camps. Le 6 juin, les mines des galeries explosent et ouvrent une large brèche dans les murs. A 17 heures, faute de combattants en nombre pour pouvoir résister, les assiégés se rendent.
Dole ne se remettra jamais vraiment de cette défaite, qui marque un tournant dans son existence. Peu après, elle est destituée de son rôle de capitale au profit de Besançon. Les états généraux sont supprimés, Dole perd son statut de principale ville, le parlement est transféré à Besançon, en 1676, l’université, en 1691, l’atelier de monnaie est fermé et les fortifications sont détruites sous la direction de Vauban. Les grandes familles partent vivre à Besançon. Les Dolois ont ressenti l'annexion à la France comme une humiliation car la conquête française rangeait  Dole au rang de petite ville.
Malgré la régression économique qui a suivi, dans un premier temps, Dole connaît au XVIIIe siècle un essor économique important.

### Révolution française
En 1789, la constitution de Dole et ses privilèges sont abolis.
En 1790, les Dolois organisent une fastueuse fête de la Fédération.
De 1791 à 1795, certains établissements religieux sont vendus comme biens nationaux, et sont démolis (chapelle Notre-Dame-de-Bon-Secours), ou transformés en pensionnat (couvent des Capucins), en hôtel, en magasins (couvent des Dames d'Ounans), en prison, ou accueille des services administratifs (couvent des Cordeliers).
En 1793, la collégiale est reconvertie en Temple de la Raison, et Dole devient le chef-lieu du Jura par décrets du 27 juillet et du 9 août, au détriment de Lons-le-Saunier, disgracié pour son engagement fédéraliste.
En 1795, les jacobins sont expulsés de Dole, et Lons-le-Saunier redevient le chef-lieu du Jura par décrets du 18 mars.

### Dole sous laIIIeRépublique

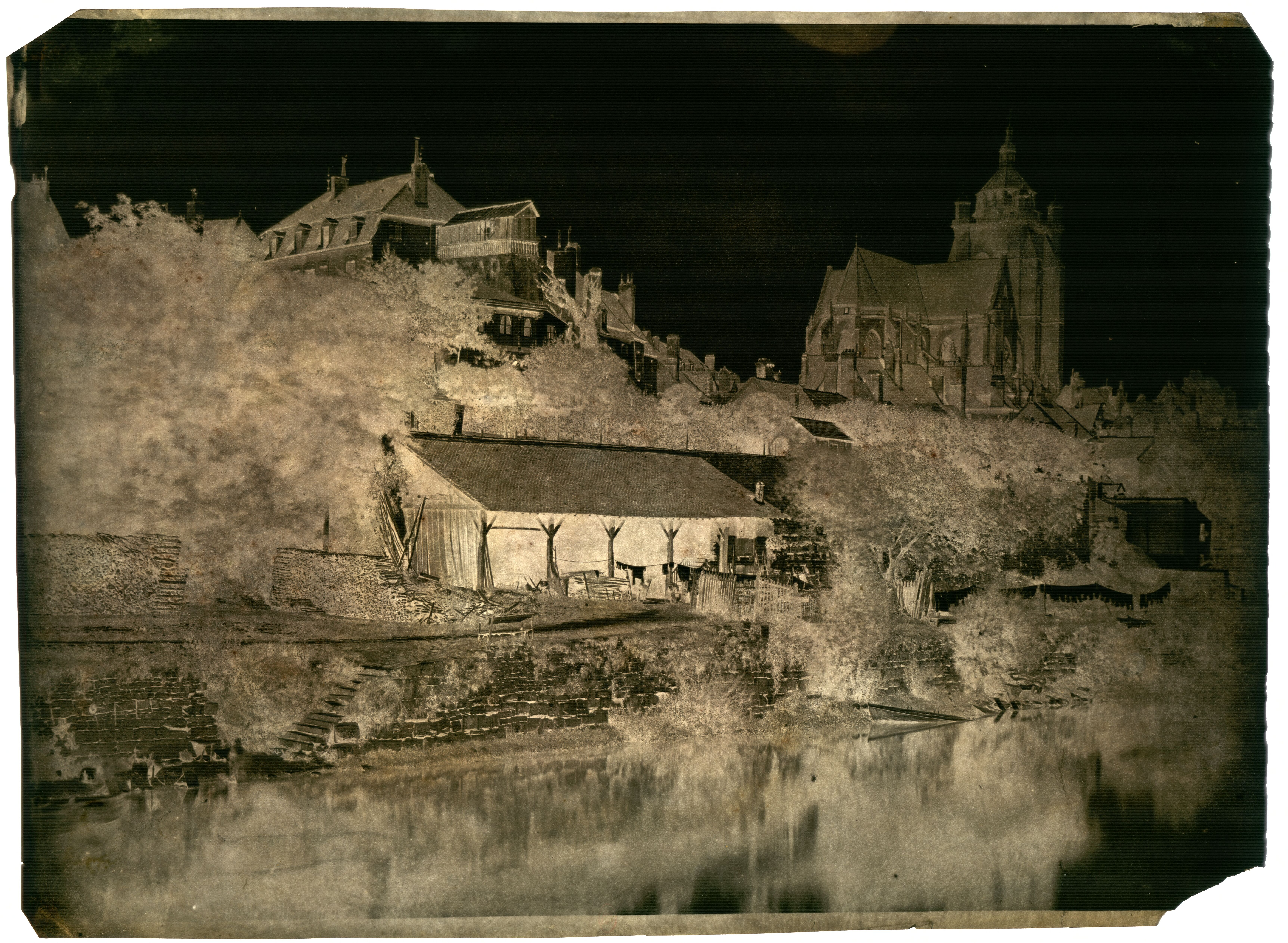
Photo Louis-Joseph Deflubé

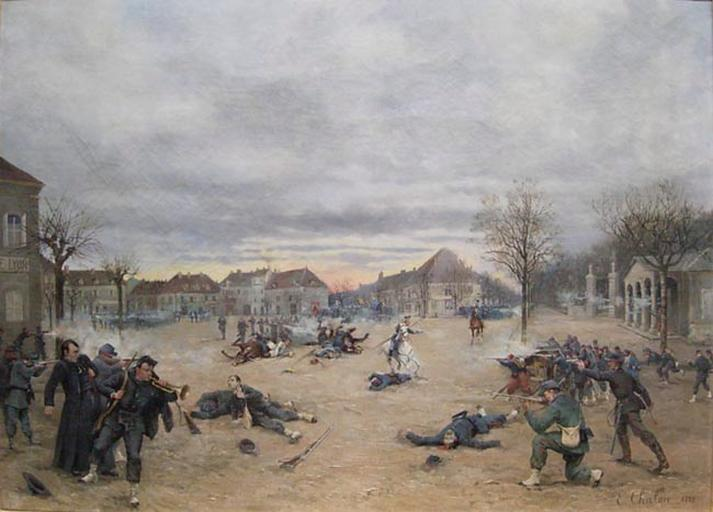
Photographie du tableau d'E. Chalon (1889), représentant l'assaut prussien, du 21 janvier 1871, lancé sur Dole.

Le 21 janvier 1871, les Prussiens lancent un assaut sur Dole qu'ils occupent durant neuf mois.
En 1882–1883, la Halle aux Grains et le marché couvert sont construits.
De 1904 à 1910, la ville est secouée par de nombreux mouvements ouvriers.
Durant la Première Guerre mondiale, 453 Dolois trouvent la mort au combat.
En 1936 et 1937, la ville est de nouveau inquiétée par d'importantes grèves.
Le 16 juin 1940, les Allemands bombardent la ville qu'ils occupent dès le lendemain.

### Seconde Guerre mondiale
En 1942, Dole se situe en zone interdite. La résistance s'organise dans l'arrondissement.
En 1943, les actes de sabotages se multiplient (incendies, minages, déraillement de trains).
Le 9 septembre 1944, Dole est libérée par le 117e régiment de cavalerie US, débarqué en Provence avec la 7e armée américaine[source insuffisante].

### Dole depuis la Libération

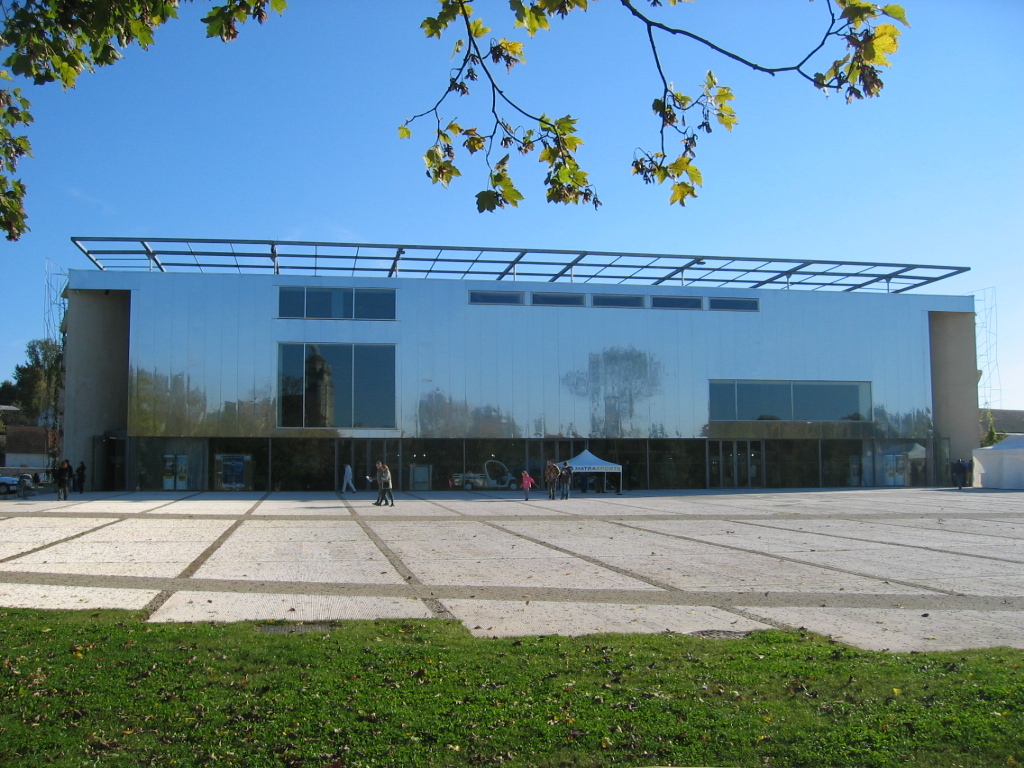
La commanderie.

En 1947 et 1948, d'importantes grèves secouent la ville.
En 1953, les anciennes communes d'Azans et de Saint-Ylie sont rattachées à celle de Dole.
En 1962, un décret du préfet du Jura officialise l'orthographe de Dole (sans accent circonflexe).
En 1974, l'ancienne commune de Goux est rattachée à celle de Dole, elle devient alors une commune associée.
De 1977 à 1983, la municipalité, fait édifier un nouveau bâtiment pour accueillir les archives municipales, le conservatoire déménage, le centre historique est aménagé le quartier Frédéric Barberousse devient un important centre culturel.
De 1982 à 1990, un nouveau port fluvial est aménagé.
En 1995, le pont de la Corniche est inauguré.
En 2000, la médiathèque et l'aquaparc Isis sont inaugurés.
En 2014, le statut de Goux change qui devient alors une commune déléguée.
À la suite du décret du 27 mars 2018, une partie de territoire de la commune de Dole est rattachée à la commune d'Authume.

## Politique et administration

### Tendances politiques et résultats
Entre 2008 et 2014, la tendance politique des Dolois, est plutôt à gauche. En effet, lors des élections municipales de 2008, qui mobilisent 77,93 % des inscrits dolois, Jean-Claude Wambst, alors candidat de l'Union de la gauche, recueille 52,69 % des voix exprimées, face à son adversaire, le maire sortant UMP Gilbert Barbier. De même, lors des élections cantonales de 2011, qui mobilisent 49,82 % des inscrits dolois, Patrick Viverge, alors candidat sous l'étiquette Front de Gauche, a recueilli 54,8 % des voix exprimées, face à son adversaire UMP Patrick Revilloud.
De plus, lors de l'élection présidentielle de 2012, qui a mobilisé 80 % des inscrits dolois, François Hollande, candidat socialiste, recueille 55,66 % des voix exprimées, face à son adversaire UMP, le président sortant Nicolas Sarkozy, tandis que ce dernier recueille 50,58 % des voix exprimées dans l'ensemble du département du Jura. En revanche, les élections législatives suivantes mobilisent 51,49 % des 60 % de votants dolois, en faveur du député sortant Jean-Marie Sermier, alors candidat sous l'étiquette UMP, s'alignant, dans une moindre mesure, sur la tendance de la circonscription (53,17 %).
Depuis 2014, la tendance politique des Dolois passe à droite avec des poussées, entre 15 et 25 %, du Front de gauche-La France Insoumise et du Front national, lors des dernières élections cantonales, législatives, et présidentielles. En 2017, Jean-Luc Mélenchon, candidat de La France insoumise, arrive en tête avec 23,66 % des suffrages devant le candidat centriste Emmanuel Macron (23,24 %). La candidate d'extrême droite Marine Le Pen et le candidat de la droite François Fillon arrivent 3e et 4e avec plus de 19 %. Au second tour, Emmanuel Macron l'emporte avec 68,09 % face à Marine Le Pen.

#### Élections européennes
Lors des européennes de 2019, Nathalie Loiseau et sa liste arrivent en tête avec 22,48 %, suivis de la liste du Rassemblement national avec 22,05 %. Les écologistes de Yannick Jadot arrivent troisième avec 14,05 %. En 2020, lors des élections municipales, la liste du maire sortant Jean-Baptiste Gagnoux soutenue par LREM et LR, obtient environ 62 % des suffrages, la gauche et l'écologie comptabilisent chacun 17 %. La liste d'extrême gauche obtient un peu plus de 3 %.

#### Élections régionales
La ville de Dole place la liste "Pour la Bourgogne et la Franche-Comté" menée par Gilles Platret (LR) en tête, dès le 1er tour des Élections régionales de 2021 en Bourgogne-Franche-Comté, avec 31,24 % des suffrages. Lors du second tour, les habitants décideront de placer la liste de "Notre Région Par Cœur" menée par Marie-Guite Dufay, présidente sortante (PS) en tête, avec cette fois-ci, près de 42,80 % des suffrages. Devant les autres listes menées par Gilles Platret (LR) en seconde position avec 32,27 %, Julien Odoul (RN), troisième avec 19,14 % et en dernière position celle de Denis Thuriot (LaREM) avec 5,79 %. Il est important de souligner une abstention record lors de ces élections qui n'ont pas épargné la ville de Dole  avec lors du premier tour 67,74 % d'abstention et au second, 64,21 %.

#### Élections départementales
La partie de la ville de Dole faisant partie du Canton de Dole-1 place le binôme de Jean-Baptiste Gagnoux (UD) et de Christine RIOTTE (UD), en tête, dès le 1er tour des Élections départementales de 2021 dans le Jura, avec 51,15 % des suffrages. Lors du second tour, les habitants décideront de placer de nouveau le binôme de Jean-Baptiste Gagnoux (UD) et de Christine RIOTTE (UD), en tête, avec cette fois-ci, près de 64,29 % des suffrages. Devant l'autre binôme menée par Véronique Besançon (ECO) et de Nicolas Roques (ECO) qui obtient 35,71 %. Il est important de souligner une abstention record lors de ces élections qui n'ont pas épargné la ville de Dole avec lors du premier tour 64,30 % d'abstention et au second, 61,23 %.
La partie de la ville de Dole faisant partie du Canton de Dole-2 place le binôme de M. Stéphane CHAMPANHET (LR) et de Florence MAUPOIL (LR), en tête, dès le 1er tour des Élections départementales de 2021 dans le Jura, avec 42,05 % des suffrages. Lors du second tour, les habitants décideront de placer de nouveau le binôme de Jean-Baptiste GAGNOUX (UD) et de Christine RIOTTE (UD), en tête, avec cette fois-ci, près de 53,69 % des suffrages. Devant l'autre binôme menée par Françoise BARTHOULOT (UG) et de Philippe GENESTIER (UG) qui obtient 46,31 %. Il est important de souligner une abstention record lors de ces élections qui n'ont pas épargné la ville de Dole avec lors du premier tour 73,07 % d'abstention et au second, 68,94 %.

### Administration municipale
La ville de Dole est administrée, depuis 1274, par des échevins, et depuis, par un conseil municipal.
Il en est de même pour les communes d'Azans et de Saint-Ylie jusqu'à leur rattachement en 1953, et de Goux jusqu'à son rattachement en 1974.
Aujourd'hui, la commune de Dole est administrée par un conseil municipal, de trente-quatre élus, dont un maire. Un membre supplémentaire est élu pour l'écart de Goux.
Dole organise également l'élection d'un conseil municipal des enfants de France.
| Identité                         | Parti                            | Parti                            | Fonction | Siège à la CAGD                  | Autre fonction politique |
| Groupe de la majorité municipale | Groupe de la majorité municipale | Groupe de la majorité municipale | Groupe de la majorité municipale                                                                                                | Groupe de la majorité municipale | Groupe de la majorité municipale |
| -------------------------------- | -------------------------------- | -------------------------------- | --- | -------------------------------- | --- |
| Jean-Baptiste Gagnoux            |                                  | LR                               | Maire de Dole | oui                              | Conseiller départemental du Jura (élu dans le canton de Dole-1) Vice-président du conseil départemental du Jura Membre du bureau du Grand Dole |
| Isabelle Girod                   |                                  | DVD                              | Maire déléguée de Goux | oui                              | Membre du bureau du Grand Dole |
| Isabelle Mangin                  |                                  | DVD                              | 1ère adjointe chargée des Ressources humaines, des Formalités administratives et de la Vie de l'institution                     | oui                              | |
| Mathieu Berthaud                 |                                  | DVD                              | 2ème adjoint chargé du Logement, du Coeur de ville et de l'Occupation du domaine public                                         | oui                              | |
| Sylvette Marchand                |                                  | DVD                              | 3ème adjointe chargée des Politiques sportives                                                                                  | oui                              | Suppléante de Christine Riotte au conseil départemental du Jura                                                                                |
| Stéphane Champanhet              |                                  | LR                               | 4ème adjoint chargé de la Proximité, de la Vie des quartiers, des Bâtiments municipaux et de la Sécurité                        | oui                              | Conseiller départemental du Jura (élu dans le canton de Dole-2)                                                                                |
| Catherine Nonnotte-Bouton        |                                  | RE                               | 5ème adjointe chargée du Commerce, du Marché couvert, des Espaces verts et de la Sécurité des établissements recevant du public | oui                              | |
| Daniel Germond                   |                                  | PRV                              | 6ème adjoint chargé de l'Attractivité de la ville et des Finances                                                               | oui                              | |
| Frédérike Dray                   |                                  | DVD                              | 7ème adjointe chargée des Politiques en faveur de la parentalité, de la Petite enfance et des Affaires sociales                 | oui                              | |
| Philippe Jaboviste               |                                  | LR                               | 8ème adjoint chargé de la Voirie, des Travaux et des Marchés publics                                                            | oui                              | |
| Maryline Mirat                   |                                  | DVD                              | 9ème adjointe chargée de la Transition écologique et de l'Enseignement supérieur                                                | oui                              | |
| Alexandre Douzenel               |                                  | LR                               | 10ème adjoint chargé de l'Evènementiel, de l'Animation, de l'Innovation et du Numérique                                         | oui                              | |
| Patricia Antoine                 |                                  | DVD                              | Conseillère municipale déléguée aux Séniors et au Lien intergénérationnel                                                       | oui                              | |
| Jean-Pierre Cuinet               |                                  | DVD                              | Conseiller municipal délégué à la Vie associative                                                                               | oui                              | |
| Isabelle Delaine                 |                                  | DVD                              | Conseillère municipale déléguée aux Déplacements doux et au Comité Consultatif de Circulation                                   | oui                              | |
| Nathalie Jeannet                 |                                  | DVD                              | Conseillère municipale déléguée aux Affaires scolaires                                                                          | oui                              | Vice-présidente du Grand Dole |
| Jean-Philippe Lefèvre            |                                  | LR                               | Conseiller municipal délégué aux Politiques culturelles, Patrimoniales et aux Relations internationales                         | oui                              | Vice-président du Grand Dole |
| Mohamed Mbitel                   |                                  | LR                               | Conseiller municipal délégué aux Projets urbains et d'aménagements                                                              | oui                              | |
| Jean-Michel Rebillard            |                                  | RE                               | Conseiller municipal délégué à l'Accessibilité, et aux Affaires foncières et immobilières                                       | oui                              | |
| Jean-Pascal Fichère              |                                  | DVD                              | Conseiller municipal, Rapporteur général du budget                                                                              | oui                              | Président du Grand Dole |
| Justine Gruet                    |                                  | LR                               | Conseillère municipale, au nom du Maire chargée des Politiques liées à la santé et du Handicap                                  | oui                              | Députée de la troisième circonscription du Jura                                                                                                |
| Claire Bourgeois-République      |                                  | MoDem                            | Conseillers municipaux | oui                              | Vice-présidente du Grand Dole |
| Jacques Pénichot                 |                                  | DVD                              | Conseillers municipaux | oui                              | Membre du bureau du Grand Dole |
| Catherine Demortier              |                                  | DVD                              | Conseillers municipaux | oui                              | |
| Laétitia Cussey                  |                                  | DVD                              | Conseillers municipaux | non                              | |
| Paul Roche                       |                                  | LR                               | Conseillers municipaux | oui                              | |
| Blandine Crétin-Maintenaz        |                                  | LR                               | Conseillers municipaux | non                              | |
| Patrice Cernela                  |                                  | DVD                              | Conseillers municipaux | non                              | |
| Christine Mugnier                |                                  | DVD                              | Conseillers municipaux | non                              | |
| Groupe Vert et Ouvert            |                                  |                                  | |                                  | |
| Hervé Prat                       |                                  | EELV                             | Conseillers municipaux | oui                              | Ancien maire d'Éclans-Nenon (2014-2018) |
| Laëtitia Jarrot-Mermet           |                                  | EELV                             | Conseillers municipaux | oui                              | |
| Nicolas Gomet                    |                                  | SE                               | Conseillers municipaux | oui                              | |
| Groupe Ensemble Dole             |                                  |                                  | Conseillers municipaux |                                  | |
| Nadine Herrmann                  |                                  | PCF                              | Conseillère municipale | oui                              | |
| Guillaume Bouteloup              |                                  | LFI                              | Conseiller municipal | non                              | |
| Non inscrit                      |                                  |                                  | |                                  | |
| Timothée Druet                   |                                  | PS                               | Conseiller municipal | oui                              | Élu sur la liste Ensemble Dole |

### Instances administratives et judiciaires

#### Instances administratives

Logo de la communauté d'agglomération du Grand Dole.

Dole est, depuis la suppression de l'ancien district de Dole en 1800, le chef-lieu de l'arrondissement de Dole qui regroupe aujourd'hui 125 communes dans 10 cantons.
Elle est aussi le chef-lieu des cantons de Dole-Nord-Est et de Dole-Sud-Ouest, de sept communes chacun, fondés en 1973 en remplacement de l'ancien canton de Dole.
Elle est enfin le siège de la communauté d'agglomération du Grand Dole, née le 1er janvier 2008, de la fusion des anciennes communautés de communes du Jura-Dolois et du Jura entre la Serre et Chaux.

#### Instances judiciaires
Depuis la réforme de la carte judiciaire mise en place entre 2008 et 2011 à l'instigation de Rachida Dati, ministre de la Justice de 2007 à 2009, Dole ne dispose plus que d'un tribunal d'instance installé dans l'ancien couvent des Cordeliers, rue des Arènes. Ce tribunal depuis début 2016 a déménagé pour siéger au 15, cours Clemenceau à Dole (ancien local EDF).
Ses tribunaux de Commerce et de Grande Instance ont été fermés au profit de ceux de Lons-le-Saunier. Cependant, depuis le 1er septembre 2014, une partie de l'activité du Tribunal de Grande Instance est conservée à Dole en raison de la création d'une Chambre Détachée.
Une réforme judiciaire mise en œuvre à compter du 1er janvier 2020 a fusionné les juridictions judiciaires  sur une même commune, sauf les juridictions administratives et commerciales. Les juridictions doloises dépendent dorénavant du tribunal de proximité de Dole, qui se nomme aussi chambre détaché du tribunal judiciaire de Lons-le-Saunier.

### Politique environnementale
À l'instar de nombreuses villes françaises, Dole participe, aux côtés de la communauté d'agglomération du Grand Dole, du conseil général du Jura, du conseil régional de Franche-Comté et de l'État, à plusieurs actions en faveur de l'environnement, telles que le développement de réseaux de transports en commun (bus) et légers (vélos), à l'échelle de l'agglomération, ou la réalisation d'un quartier à haute qualité environnementale.
Dole participe encore, en partenariat avec l'Observatoire Botanique National de Franche-Comté, dans le cadre de la politique environnementale fixée par la communauté d'agglomération du Grand Dole, à l'étude « Trame verte et bleue », visant à l'identification des réservoirs de biodiversité et des couloirs écologiques sur le territoire communautaire.

### Jumelages et labels

#### Jumelages
Dole est actuellement jumelée avec huit villes du monde :
- Northwich (Royaume-Uni), depuis 1959 ;
- Lahr/Schwarzwald (Allemagne), depuis 1962 ;
- Carlow (Irlande), depuis 1982 ;
- Sestri Levante, en Ligurie (Italie), depuis 1983 ;
- Kostroma (Russie), depuis 1993 ;
- Tabor (Tchéquie), depuis 1997 ;
- Olesa de Montserrat (Espagne) ;
- Taza (Maroc), depuis 2007.

Un accord d’intention de jumelage a, par ailleurs, été signé entre Dole et Chaohu (Chine), le 20 mai 1999, à l'hôtel de ville de Dole.

#### Labels
Depuis 1992, Dole fait partie des Villes et pays d'art et d'histoire, animant et valorisant les patrimoines architectural et naturel.
Un secteur sauvegardé de 114 hectares, comprenant notamment la vieille-ville, existe depuis 1967, auquel s'ajoutent deux hectares supplémentaires en 1993.
Depuis 2004, Dole est membre du réseau « Ville amie des enfants », fondé, en 2002, par l'Unicef France et l’Association des maires de France, pour améliorer la vie quotidienne, développer la participation et l’écoute des enfants et des jeunes en France et à l'étranger.
Depuis 2011, Dole fait partie des Villes et Villages fleuris de troisième catégorie (trois fleurs).

## Population et société

### Démographie
L'évolution du nombre d'habitants est connue à travers les recensements de la population effectués dans la commune depuis 1793. Pour les communes de plus de 10 000 habitants les recensements ont lieu chaque année à la suite d'une enquête par sondage auprès d'un échantillon d'adresses représentant 8 % de leurs logements, contrairement aux autres communes qui ont un recensement réel tous les cinq ans,.

En 2022, la commune comptait 23 784 habitants, en évolution de +0,87 % par rapport à 2016 (Jura : −0,81 %, France hors Mayotte : +2,11 %).
| 1793  | 1800  | 1806  | 1821  | 1831  | 1836   | 1841   | 1846   | 1851   |
| ----- | ----- | ----- | ----- | ----- | ------ | ------ | ------ | ------ |
| 9 000 | 8 235 | 8 678 | 9 647 | 9 927 | 10 137 | 10 713 | 10 519 | 10 830 |

| 1856   | 1861   | 1866   | 1872   | 1876   | 1881   | 1886   | 1891   | 1896   |
| ------ | ------ | ------ | ------ | ------ | ------ | ------ | ------ | ------ |
| 10 985 | 10 605 | 11 093 | 11 679 | 12 924 | 13 190 | 13 293 | 14 253 | 14 437 |

| 1901   | 1906   | 1911   | 1921   | 1926   | 1931   | 1936   | 1946   | 1954   |
| ------ | ------ | ------ | ------ | ------ | ------ | ------ | ------ | ------ |
| 14 627 | 14 838 | 16 294 | 16 208 | 18 093 | 18 066 | 18 117 | 18 250 | 22 022 |

| 1962   | 1968   | 1975   | 1982   | 1990   | 1999   | 2006   | 2011   | 2016   |
| ------ | ------ | ------ | ------ | ------ | ------ | ------ | ------ | ------ |
| 24 525 | 27 188 | 29 295 | 26 889 | 26 577 | 24 949 | 24 606 | 24 009 | 23 579 |

| 2021   | 2022   | - | - | - | - | - | - | - |
| ------ | ------ | - | - | - | - | - | - | - |
| 23 775 | 23 784 | - | - | - | - | - | - | - |

L'aire urbaine qui compte 75 communes depuis 2010 a une population de 65 254 habitants.

### Enseignement
Dole compte vingt écoles maternelles et élémentaires, ainsi que sept établissements d'enseignement secondaire, du ressort de l'académie de Besançon.
Le calendrier des vacances scolaires est celui de la zone A depuis 2016.
Dole dispose aussi d'un Institut de formation en soins infirmiers, et à partir de septembre 2023 une antenne de l'IUT Besançon-Vesoul (qui dépend de l'Université de Franche-Comté).

#### Établissements d'enseignement secondaire

##### Collèges
- Collège de l'Arc
- Collège Claude-Nicolas Ledoux
- Collège Maryse Bastié

Auxquels s'ajoute le collège privé Notre-Dame de Mont-Roland.

##### Lycées
- Lycée Charles-Nodier
- Lycée polyvalent Jacques Duhamel

Auxquels s'ajoutent le lycée polyvalent privé Pasteur Mont-Roland.
- Lycée professionnel Jacques Prévert (anciennement Barberousse)
- Section d'enseignement professionnel du lycée Jacques Duhamel

Auxquels s'ajoute la section d'enseignement professionnel du lycée privé Pasteur Mont-Roland.

#### Établissements d'enseignement supérieur
- Institut de formation en soins infirmiers, Rue du Dr Normand
- IUT Besançon-Vesoul (à partir de septembre 2023), provisoirement au sein du lycée Jacques Duhamel.

### Santé

#### Hôpitaux
Dole compte plusieurs hôpitaux et cliniques, à savoir :
- le centre d’accueil thérapeutique à temps partiel Les Sorbiers, Rue des Aberjoux ;
- le centre hospitalier général Louis Pasteur, Avenue Léon Jouhaux ;
- le centre hospitalier spécialisé du Jura, Route Nationale (Saint-Ylie) ;
- la polyclinique du Parc, Rue Dr Jean Heberling ;
- trois cliniques vétérinaires.

#### Professions médicales
Outre les hôpitaux, qui concentrent bon nombre de services de santé, Dole compte une centaine de cabinets, officines ou laboratoires médicaux, répartis dans la ville.

### Sports
Une trentaine d'associations sportives existent à Dole.
- Vélo Club Dolois, qui organise chaque année la cyclo-sportive Louis Pasteur[96],[97]
- Jura Dolois Cyclisme, qui organise depuis 2020 le critérium du Grand Dole.
- Jura Dolois Football, club de football jouant en National 3 (5e échelon).
 Le club dolois est créé lors de la fusion en 1991 entre le FC Dole et l'US Tavaux-Damparis.

### Manifestations culturelles et festivités
- Concerts et spectacles toute l'année, à la Commanderie, Rue d'Azans, depuis 2006[98].
- Expositions toute l'année dans les musées de la ville[99].
- Fête de la musique, dans la vieille ville, chaque 21 juin.
- Fête de l'eau, (festivités en rapport avec le monde nautique), le long du port, chaque premier week-end de juillet.
- Marché de Noël, Place Nationale, chaque mois de décembre.
- Festival Cirque & Fanfares (musique et spectacles), dans toute la ville, pendant le week-end de la Pentecôte.
- Galeries éphémères, expositions d'artistes durant toute la période estivale.
- Pupitres en liberté (concerts), dans plusieurs salles de la ville, chaque premier week-end d'avril.
- Week-end gourmand du Chat Perché (festival de gastronomie), dans la vieille ville[Quand ?].

### Média

#### Cinéma
- Cinéma Majestic Rive Gauche, multiplexe de 10 salles sur la rive gauche du Doubs ouvert en mars 2025, qui comprend une salle IMAX, la première dans l'Est de la France[100].

#### Médiathèque
La médiathèque de Dole, installée dans l'ancien hôtel-Dieu, Rue Bauzonnet, propose au public, outre une collection relativement riche de livres, de très nombreux documents audiovisuels et électroniques.

#### MJC
La Maison des jeunes et de la culture (MJC) de Dole organise des ateliers socio - culturels, gère le cinéma d'Art et d'Essai Le Studio et un service d'éducation..., situé au 9 rue Sombardier.

#### Presse
- Hebdomadaire d'information régionale français la Voix du Jura, diffusé le jeudi, rapporte l'actualité à l'échelle du département du Jura, 24 Grande Rue à Dole.
- Une maison d'édition du quotidien Le Progrès, est en activité, Place Nationale, à Dole.
- La Ville publie aussi tous les deux mois un bulletin municipal, Dole Notre Ville[102].

#### Radio
- Studio Fréquence Plus, Avenue du Maréchal Juin.
- RCF Jura, 3, rue Jean-XXIII (derrière l'église Saint-Jean)

### Cultes

#### Catholique
- Collégiale Notre-Dame de Dole, place Nationale ;
- Église Saint-Jean-l'Évangéliste de Dole, rue Général Lachiche ;
- Église du Sacré-Cœur, rue du Boichot.

#### Protestantisme
- Église évangélique la Bonne Nouvelle, avenue de Northwich ;
- Église protestante évangélique, avenue Léon Jouhaux ;
- Église néo-apostolique, rue de Crissey.

#### Autres chrétiens
- Salle du royaume des témoins de Jéhovah, rue de la Montée Rouge.

#### Islam
- Mosquée turque, avenue de Verdun ;
- Mosquée marocaine, avenue de Verdun.

### Cimetières

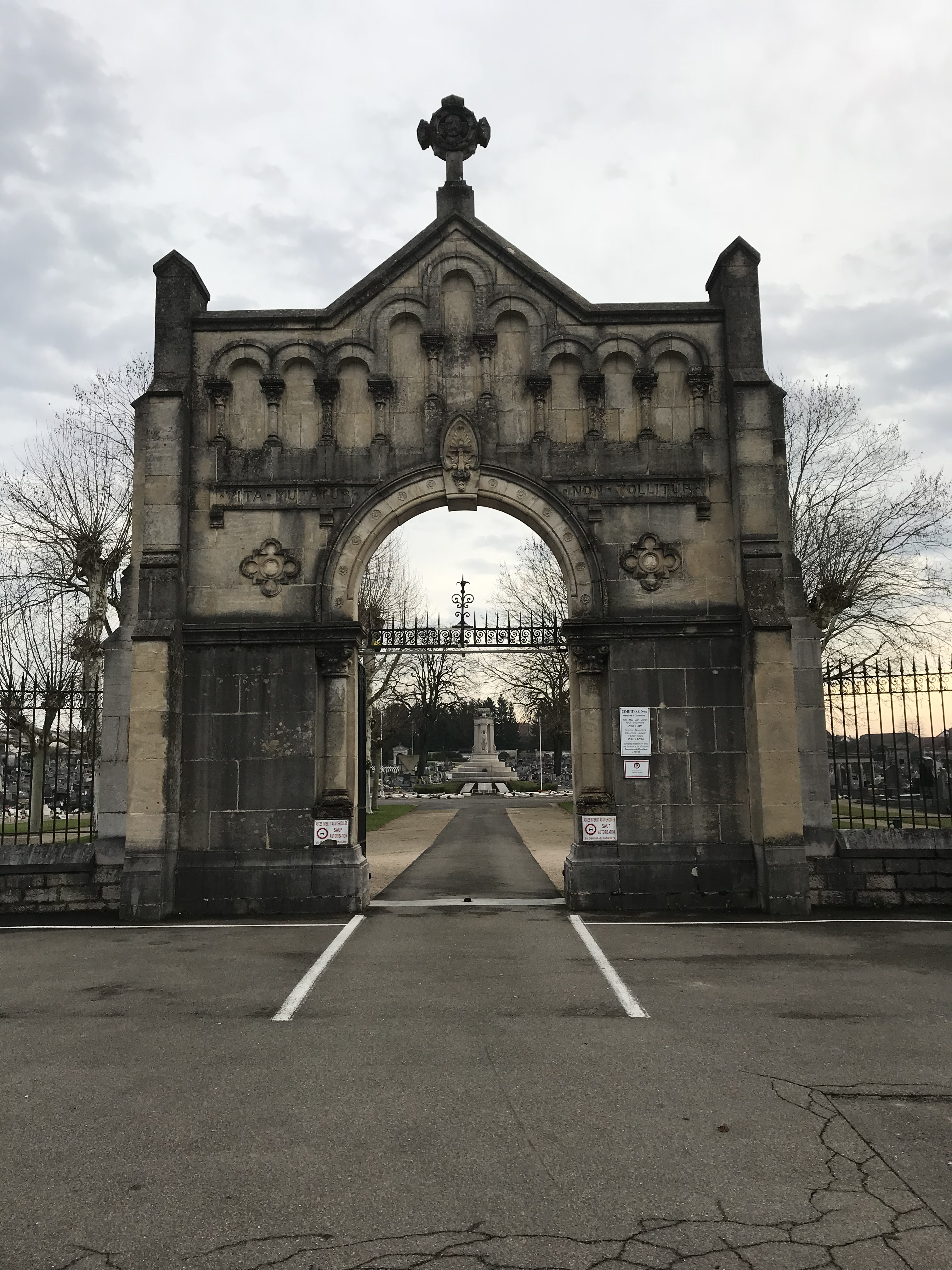
Entrée du cimetière Nord de Dole.

- Cimetière Nord, rue de Landon
- Cimetière Sud, rue de Val-d'Amour
- Cimetière d'Azans
- Cimetière de Saint-Ylie
- Cimetière de Goux[103]

## Économie

### Revenus de la population et fiscalité
Selon l'étude de l'Insee, réalisée en 2009, le revenu net déclaré moyen par les 11 134 foyers fiscaux dolois est de 20 120 euros, ce qui est inférieur à la moyenne départementale, de 21 266 euros par an, mais supérieur à la moyenne nationale, de 15 027 euros par an. Par ailleurs 48,4 % des foyers dolois sont imposables, contre 64 % dans l'ensemble du Jura.

### Emploi
Dole est le centre d'un bassin d'emploi s'étendant sur 114 communes et d'une surface de 1 091 kilomètres carrés. Selon l'étude de l'Insee, réalisée en 2009, Dole concentre à elle seule 11 878 emplois, le taux d'activité des 15 à 64 ans est de 67,6 % et celui du chômage s'élève à 14,6 % contre 73,4 % et 9,5 %, pour l'ensemble du département.
La commune possède une agence Pôle emploi, rue Pablo Neruda.

### Entreprises
Selon l'étude de l'Insee réalisée en 2009, Dole compte 1 930 établissements actifs. Son économie est majoritairement tertiaire. En effet, celle-ci repose à 73 % sur le commerce, les transports et divers services (banques et assurances, artisanat), à 20 % sur l'administration publique (sous-préfecture, hôtel de ville, hôpitaux et laboratoires, établissements scolaires), à 6 % sur l'industrie (agroalimentaire – dont le groupe Bel –, électronique, outillage, etc.) et à 1 % seulement, sur l'agriculture.
Dole possède une antenne de la chambre de commerce et d'industrie du Jura, avenue Eisenhower et de la chambre des métiers et de l'artisanat du Jura, avenue Georges Pompidou.
Innovation industrielle
La société Ynsect est porteur du projet avec l’idée de structurer une filière globale de protéines d’insectes, qui porte ses ambitions mondiales, détaille Antoine Hubert, patron cofondateur d’Ynsect. En 2016, la start-up a inauguré à Dole un pilote industriel pour héberger sa Fermilière d’élevage et de transformation de coléoptères.

## Culture locale et patrimoine

### Lieux et monuments
Dole compte quarante-huit protections au titre des monuments historiques. Seize édifices sont classés, au moins partiellement ; les autres sont inscrits.

#### Patrimoine religieux

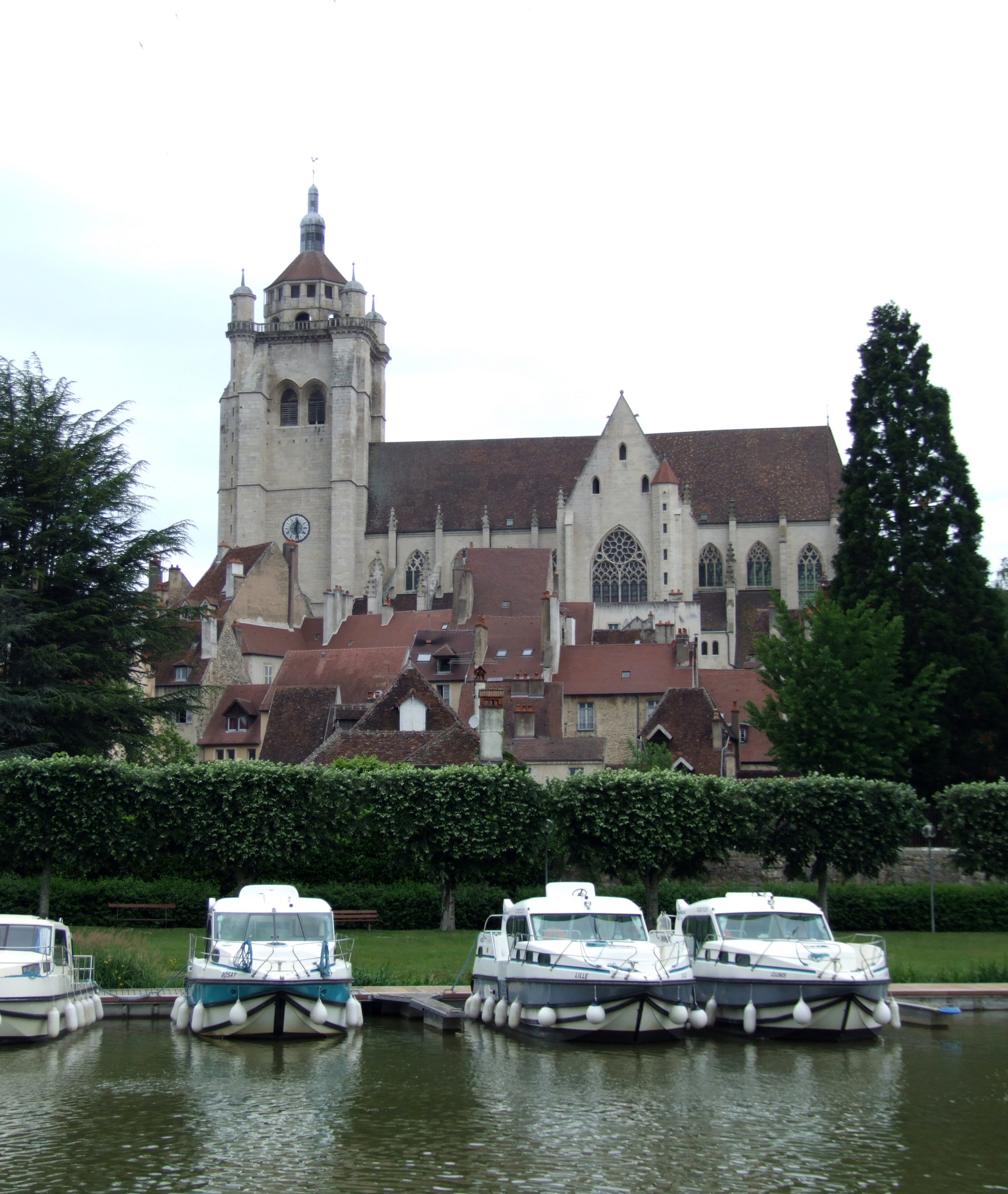
Collégiale Notre-Dame de Dole.
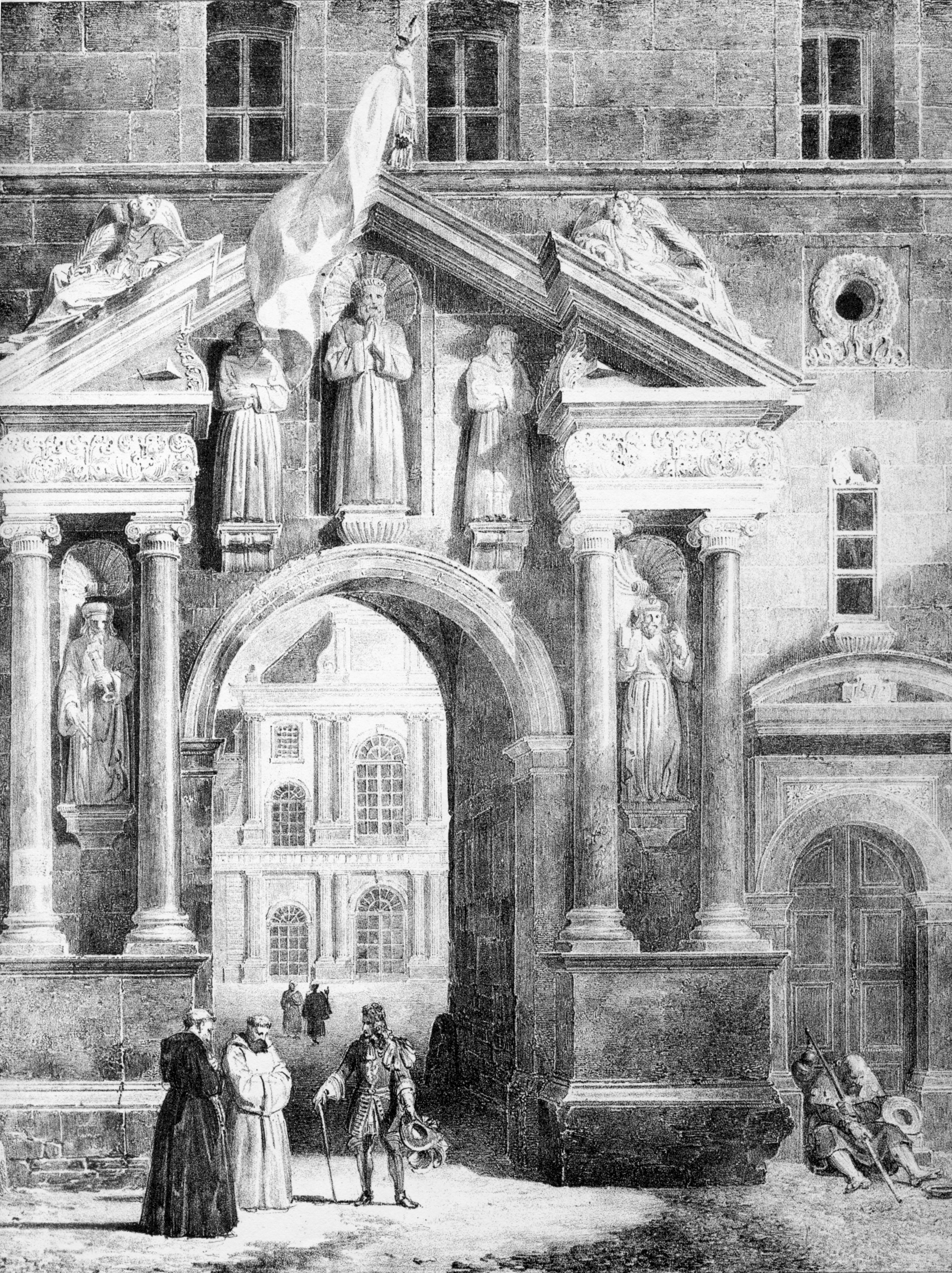
Lithographie du couvent des Cordeliers.
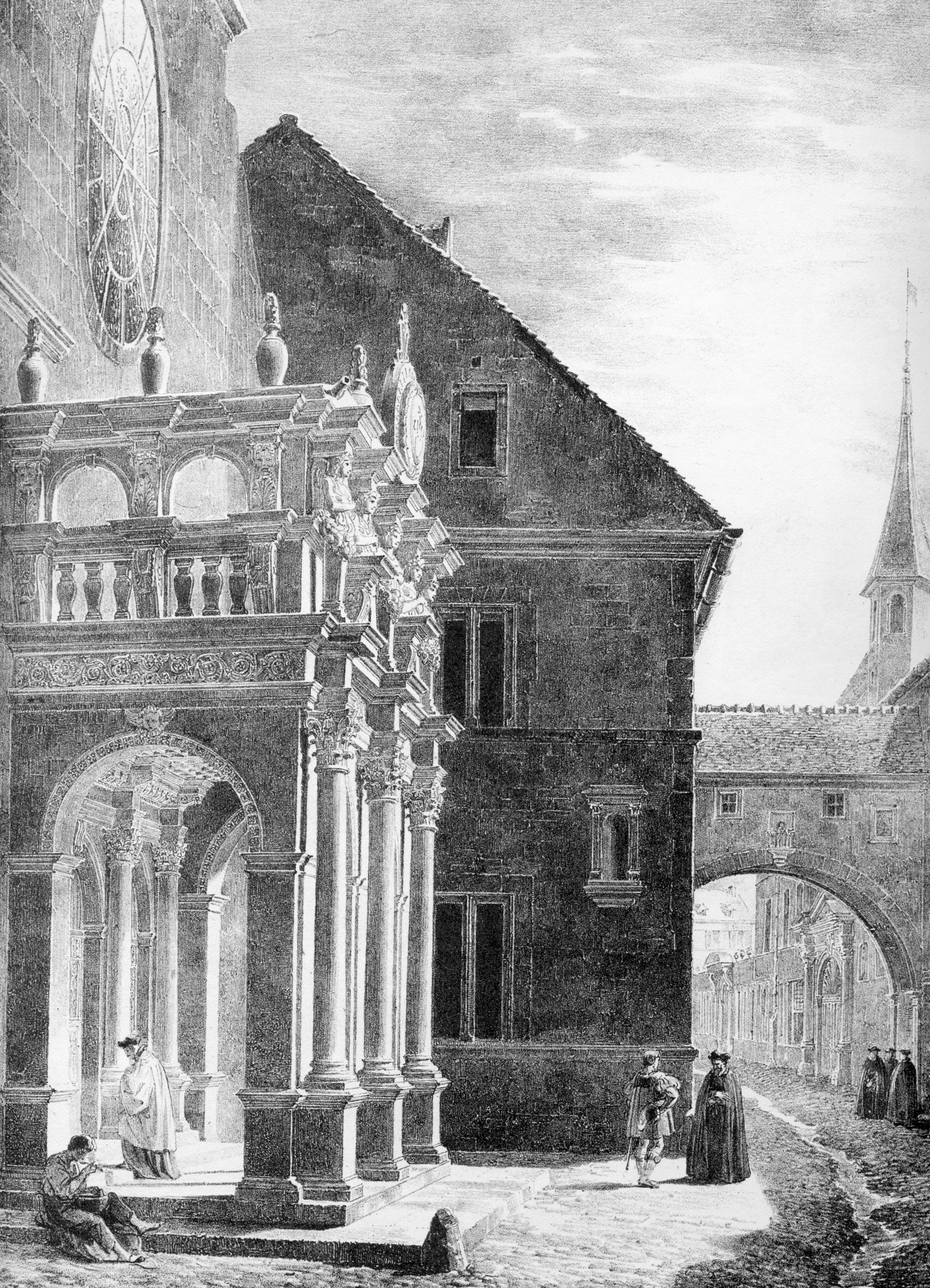
Lithographie du collège des Jésuites.
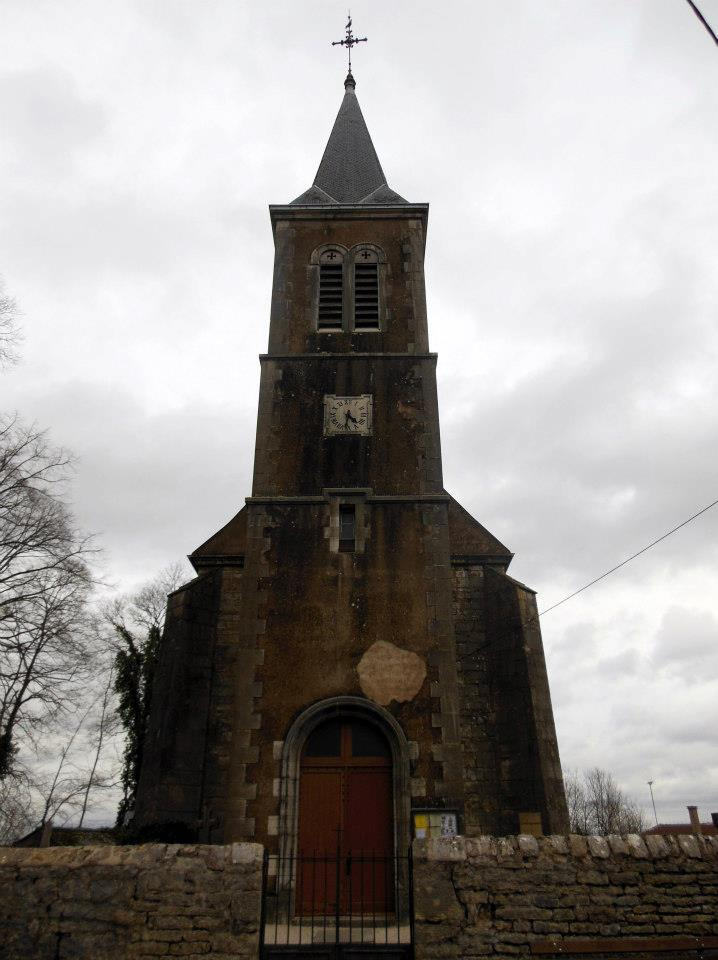
Façade de l'église Saint-Germain d'Azans.
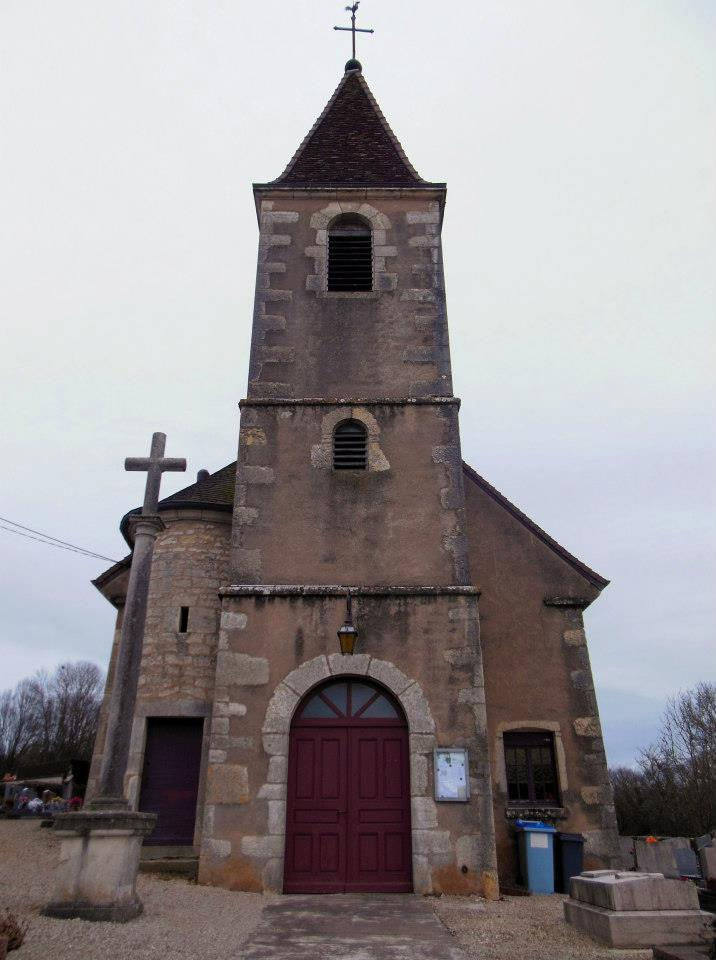
Façade de l'église Saint-Fiacre de Goux.
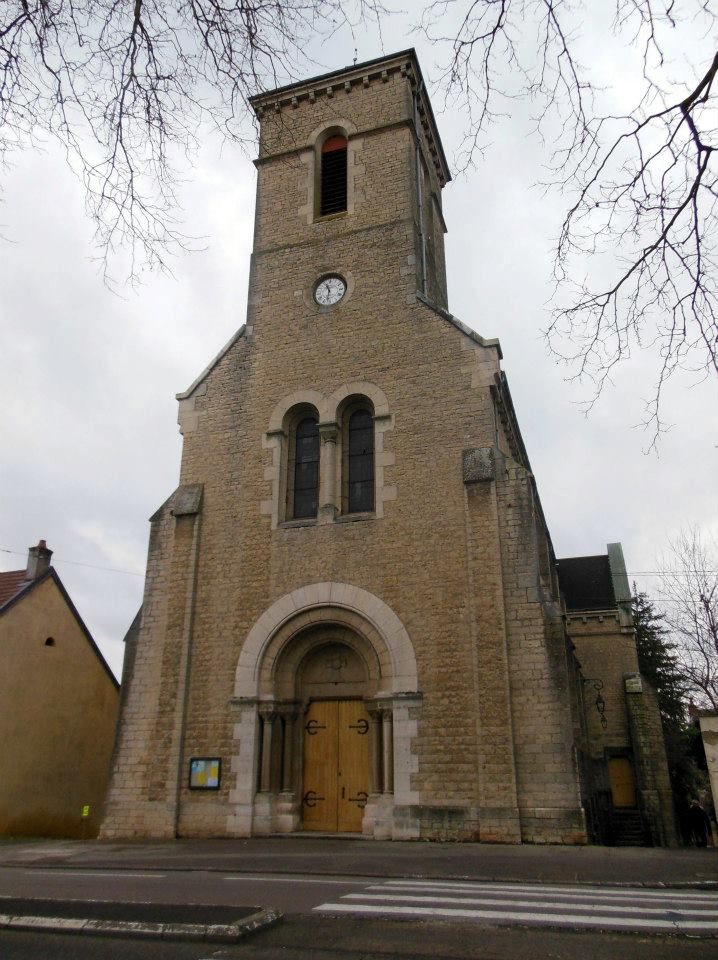
Façade de l'église du Sacré-Cœur de La Bedugue.

Dole dispose d'un riche patrimoine religieux, que constituent :
- la collégiale Notre-Dame (XVIe siècle), Place Nationale, classée aux monuments historiques[109], élevée au rang de basilique en 1951[110]) ;
- l'église Saint-Germain, d'Azans, rue de l'Église (XVIIIe siècle) ;
- l'église Saint-Fiacre de Goux, rue de la Clauge ;
- l'église du Sacré-Cœur de La Bedugue, avenue Juin ;
- l'église Sainte-Marie-Madeleine de Saint-Ylie, rue du Canal ;
- l'église Saint-Étienne, rue Picasso ;
- l'église Saint-Jean-l'Évangéliste (XXe siècle), Rue Jean XXIII, classée depuis 2007, aux monuments historiques[111].
- la chapelle de la Visitation collège Saint-Jérôme (XVe siècle), Avenue Aristide Briand, inscrite aux monuments historiques, depuis 1998[112]. Elle accueille l'auditorium Karl Riepp, depuis 2008 ;
- le couvent des Cordeliers (XVIe siècle), Rue des Arènes, classé pour une partie et inscrit pour une autre aux monuments historiques[113]. Il accueille aujourd'hui le palais de justice ;
- la chapelle de l'hôpital du Saint-Esprit, Allée du Pont roman (XVIe siècle), inscrite aux monuments historiques, depuis 1991[114], aujourd'hui la propriété d'un particulier ;
- le couvent des Carmélites (XVIIe siècle), Rue Mont-Roland, inscrit pour une partie, depuis 1997, et classé pour une autre, depuis 1999, aux monuments historiques[115] ;
- le couvent des Dames d'Ounans (XVIIe siècle), Grande Rue, abrite aujourd'hui le lycée Charles Nodier ;
- la chapelle de l'Hôtel-Dieu (XVIIe siècle), Rue Bauzonnet, classée depuis 1928, aux monuments historiques[116] ;
- la chapelle de la maison des orphelins (XVIIIe siècle), Rue Pasteur, classée depuis 1993, aux monuments historiques[117] ;
- la chapelle de l'hôpital de la Charité (XVIIIe siècle), Grande Rue, classée depuis 1949, aux monuments historiques[118],[119] ;
- la chapelle du Bon-Pasteur, avenue Eisenhower ;
- la chapelle du Collège de l'Arc, rue du Collège de l'Arc ;
- la chapelle du Collège Notre-Dame du Mont Roland, rue du Collège de l'Arc ;
- l'oratoire de Truchenne (XVIIe siècle) ;
- le temple protestant, Rue des Arènes.

#### Patrimoine civil

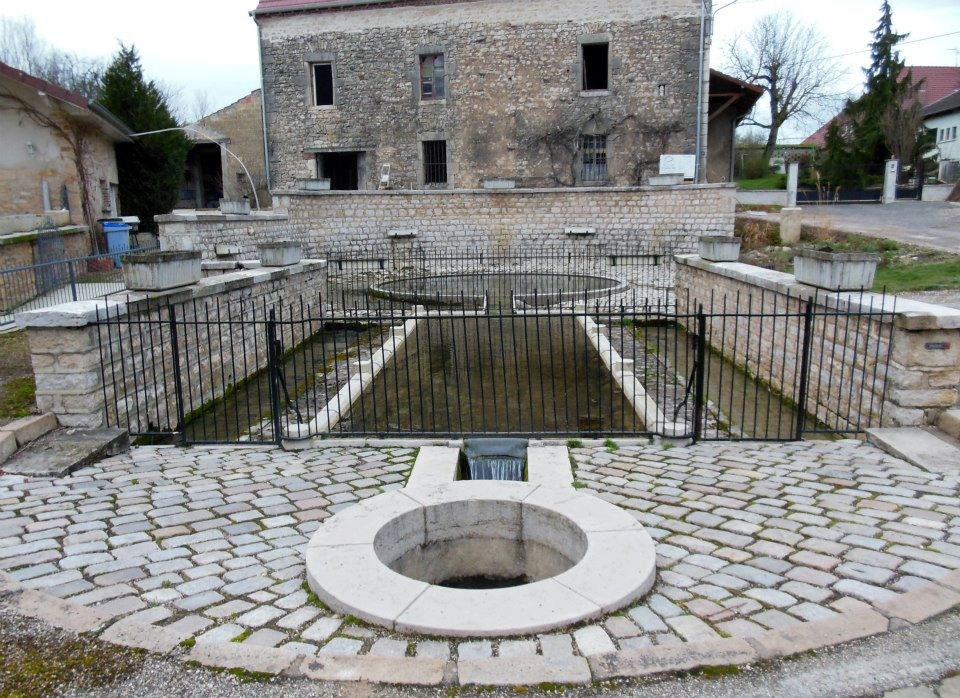
Source antique de Goux.
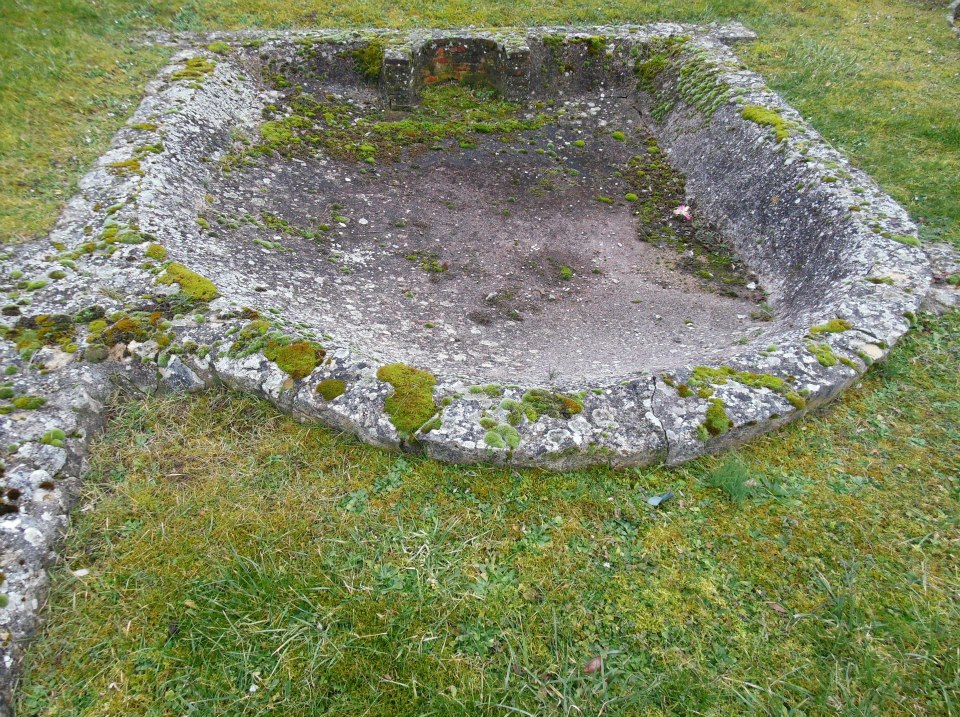
Bassin de la villa romaine de Goux.
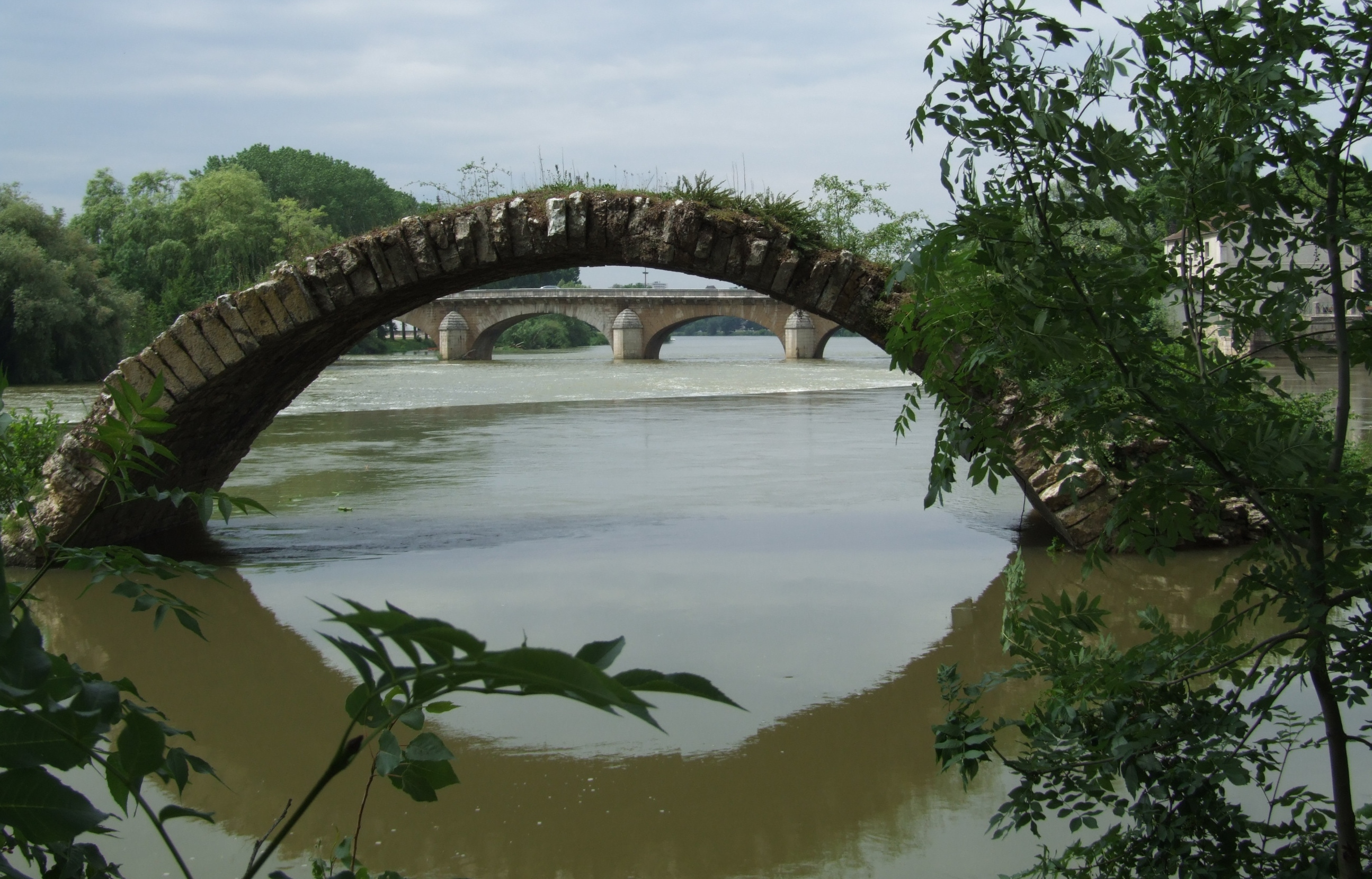
Pont roman.
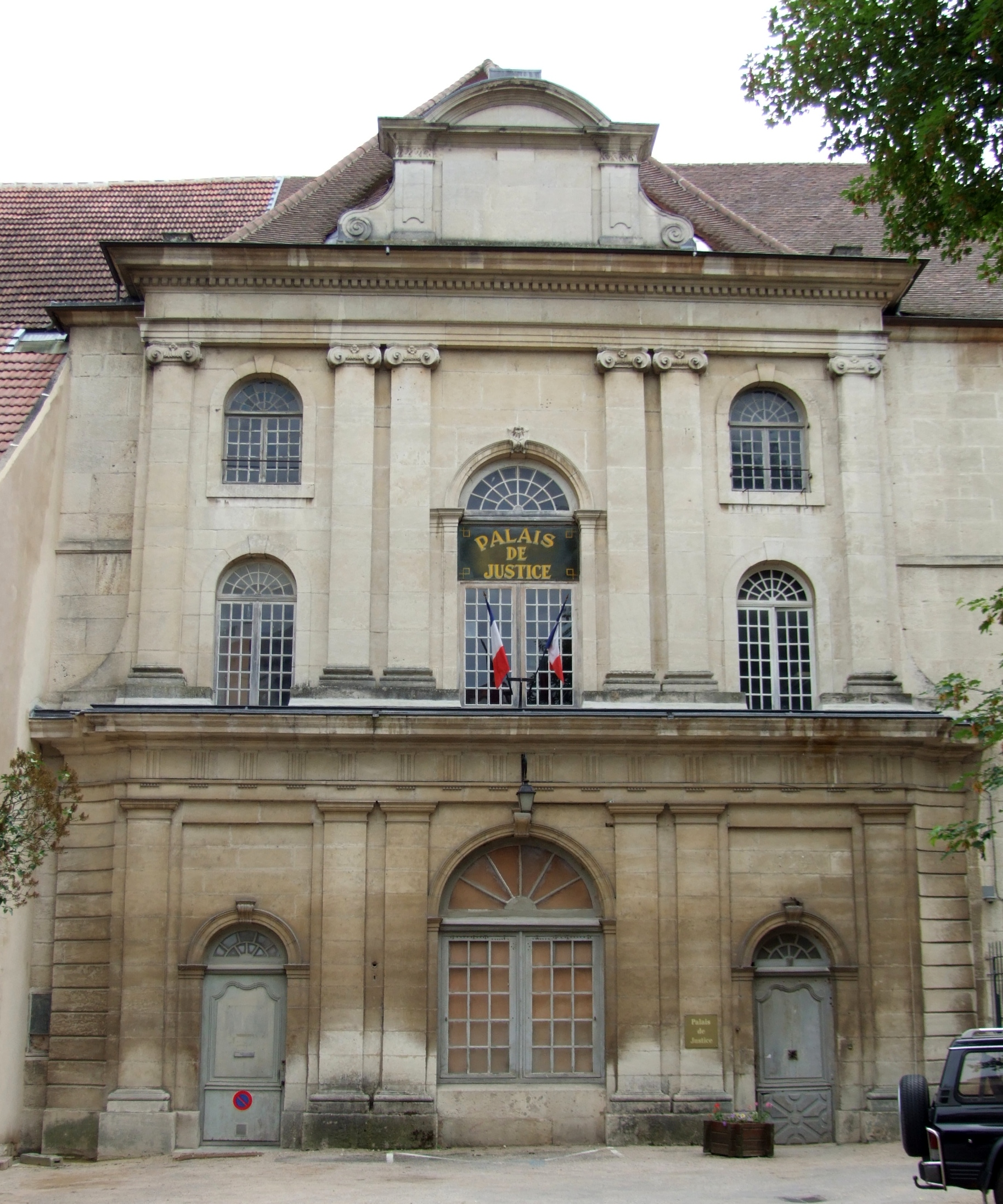
Palais de Justice.
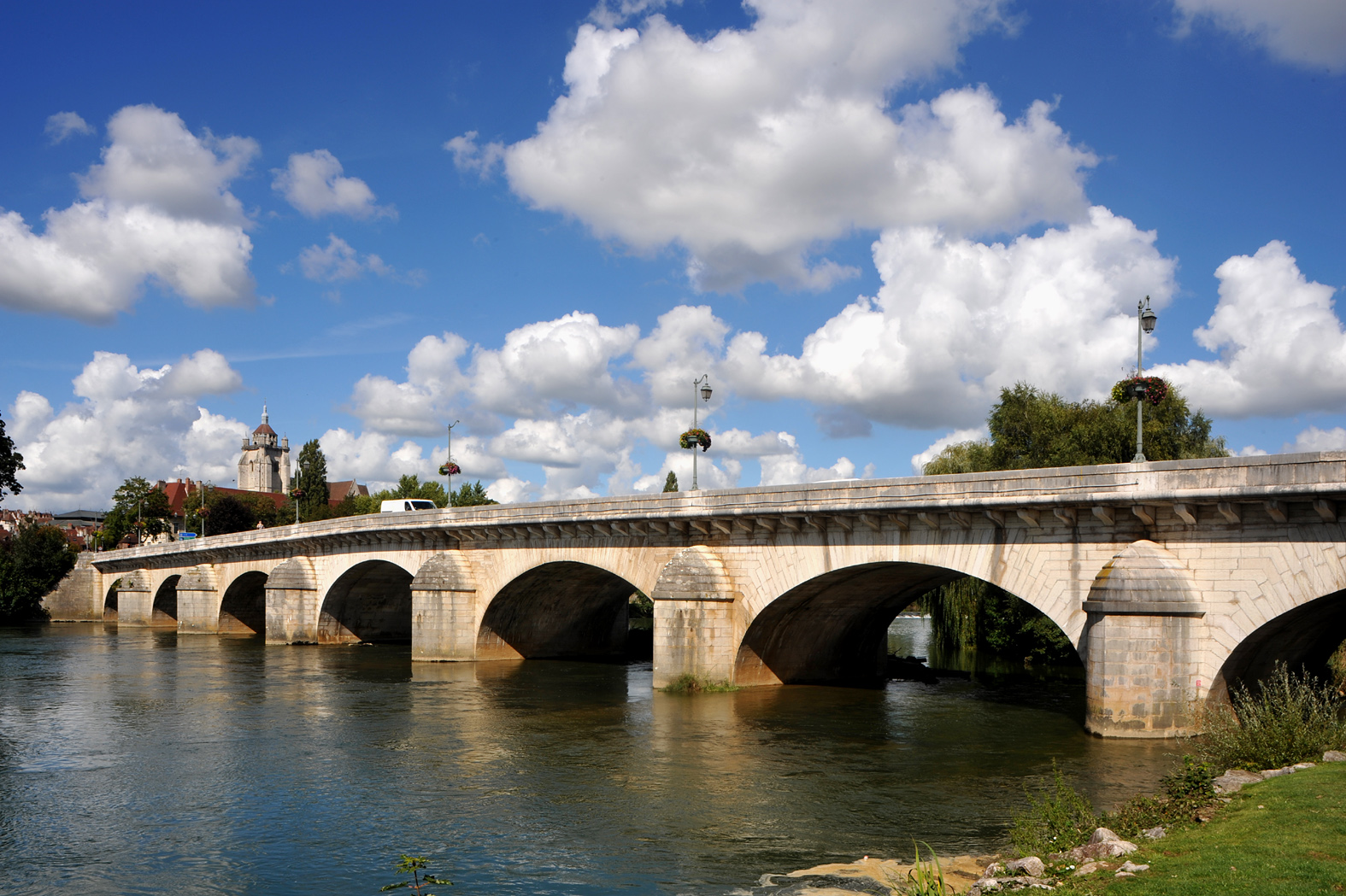
Pont Louis XV sur le Doubs[120].
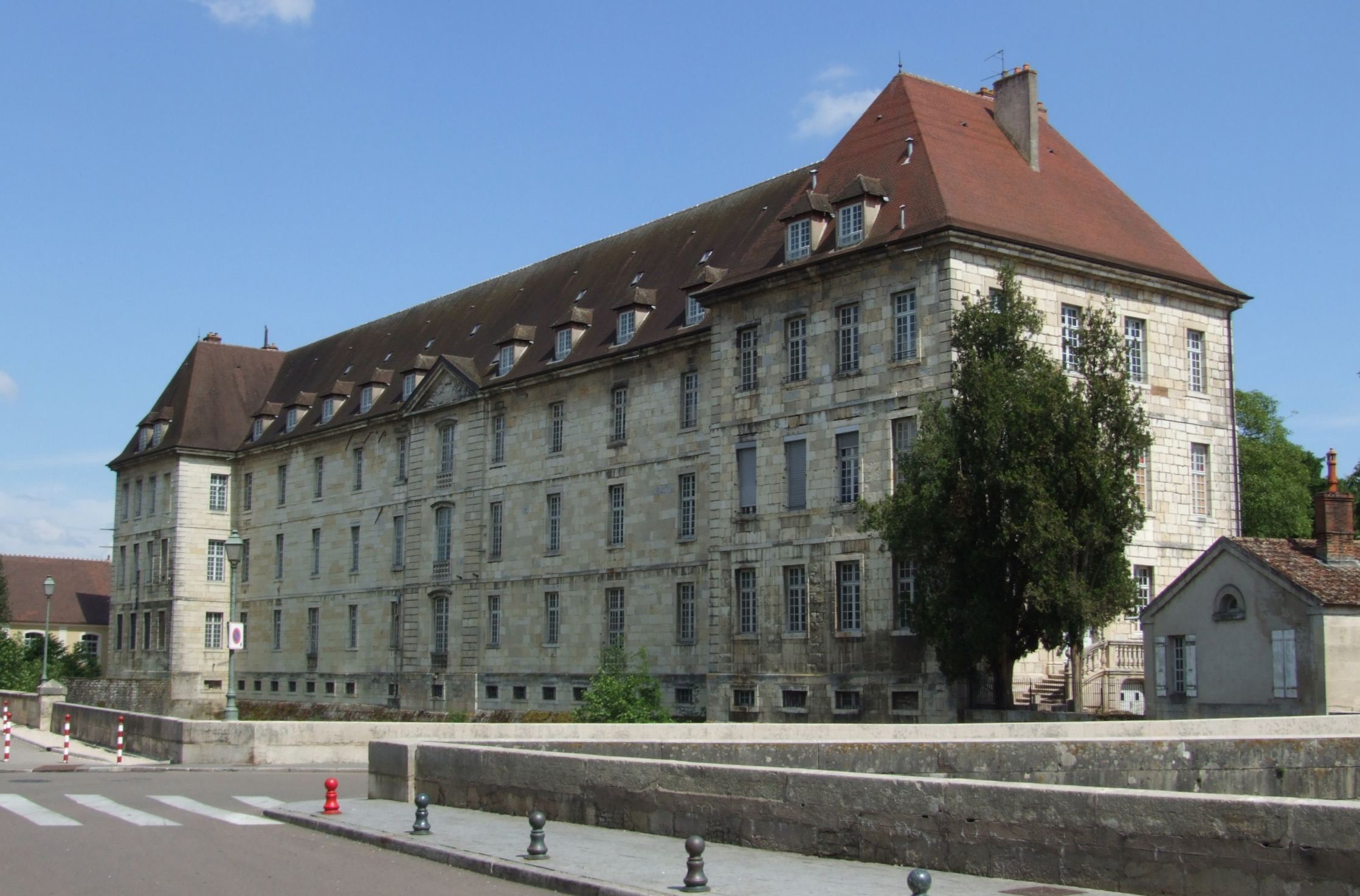
Hôpital de la Charité.
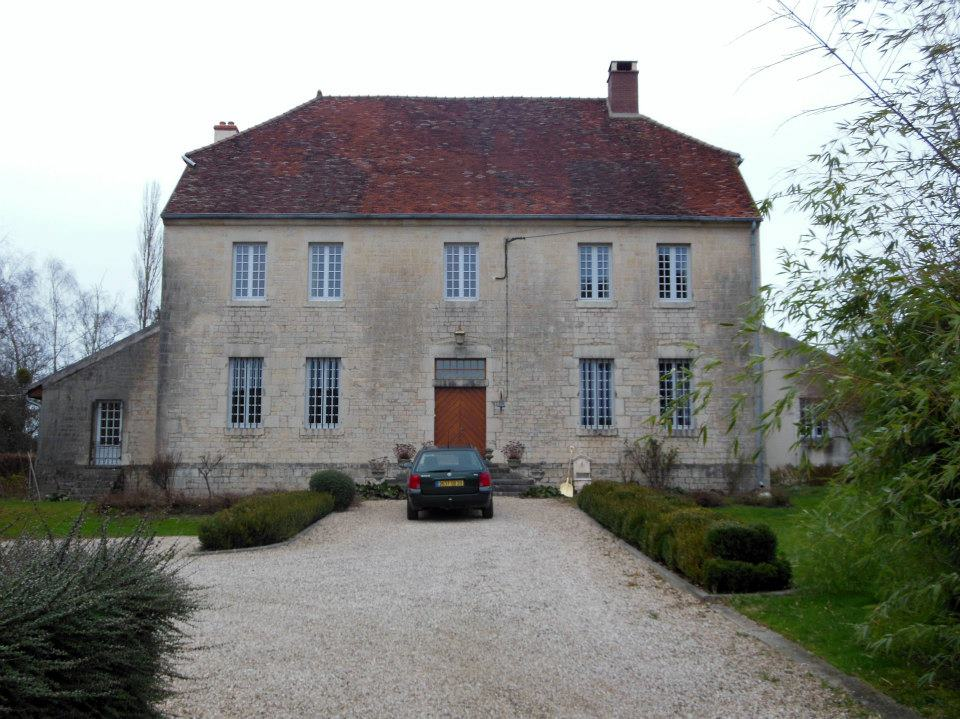
Demeure de Goux.
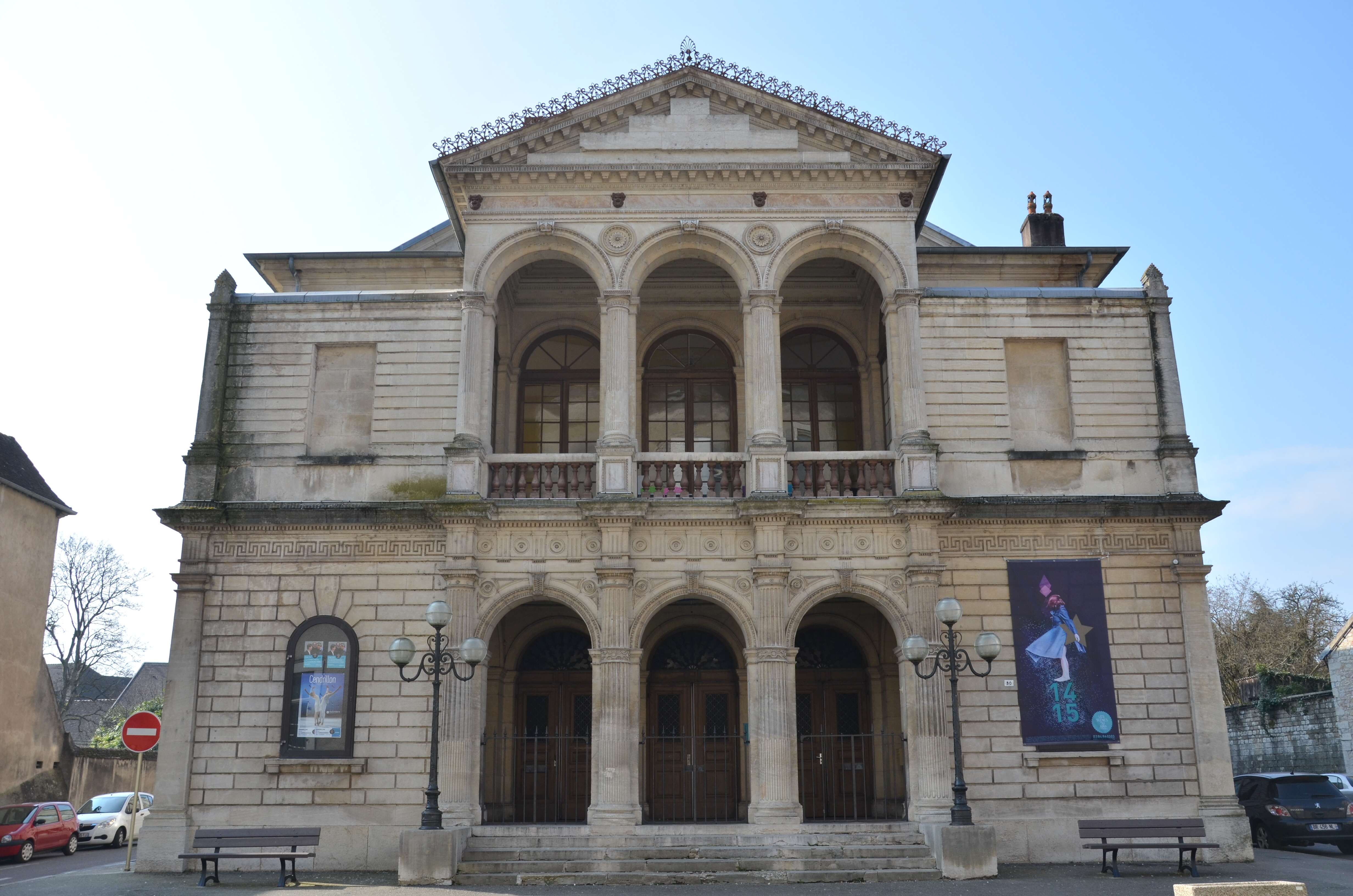
Théâtre.
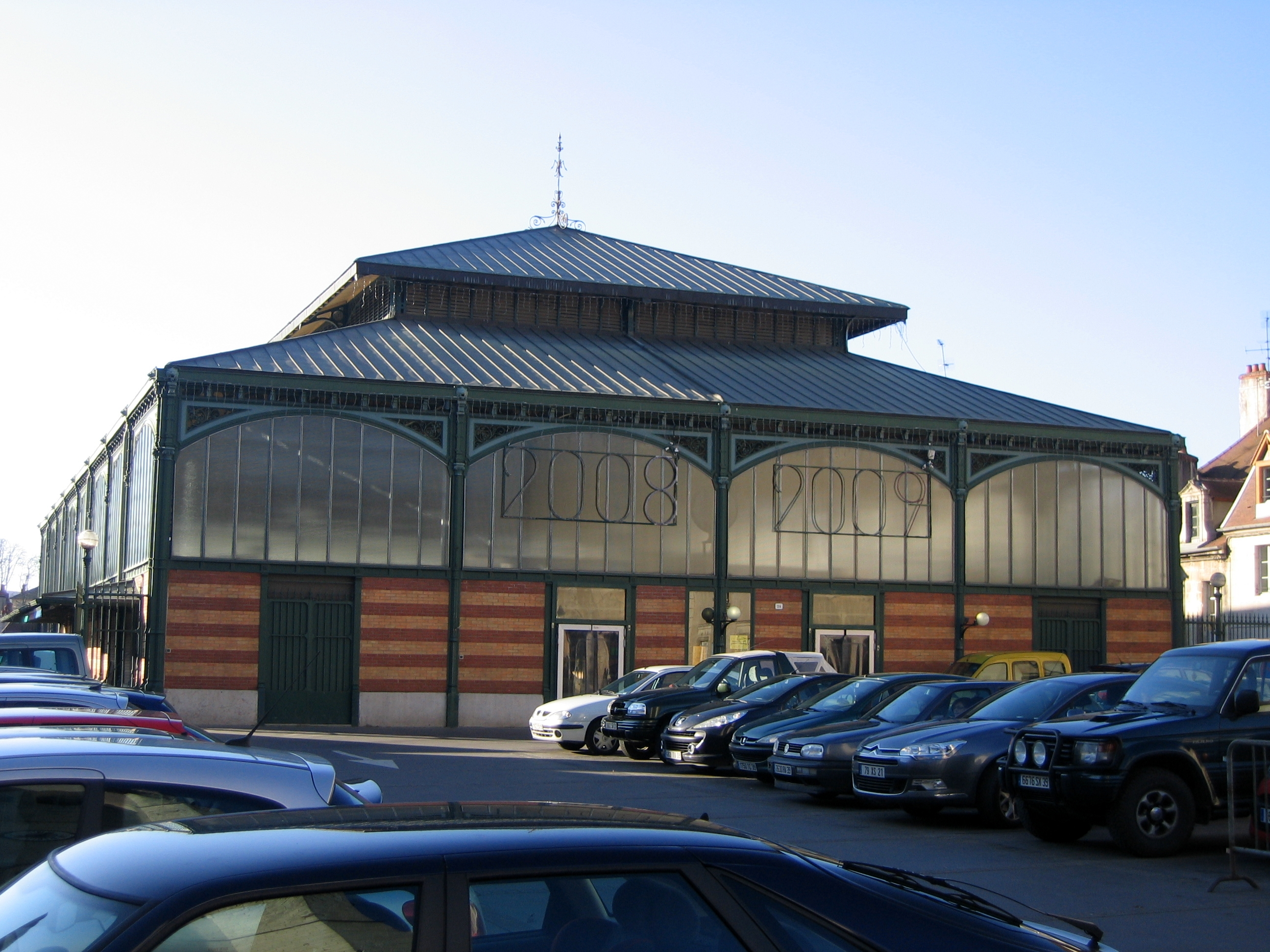
Halles.
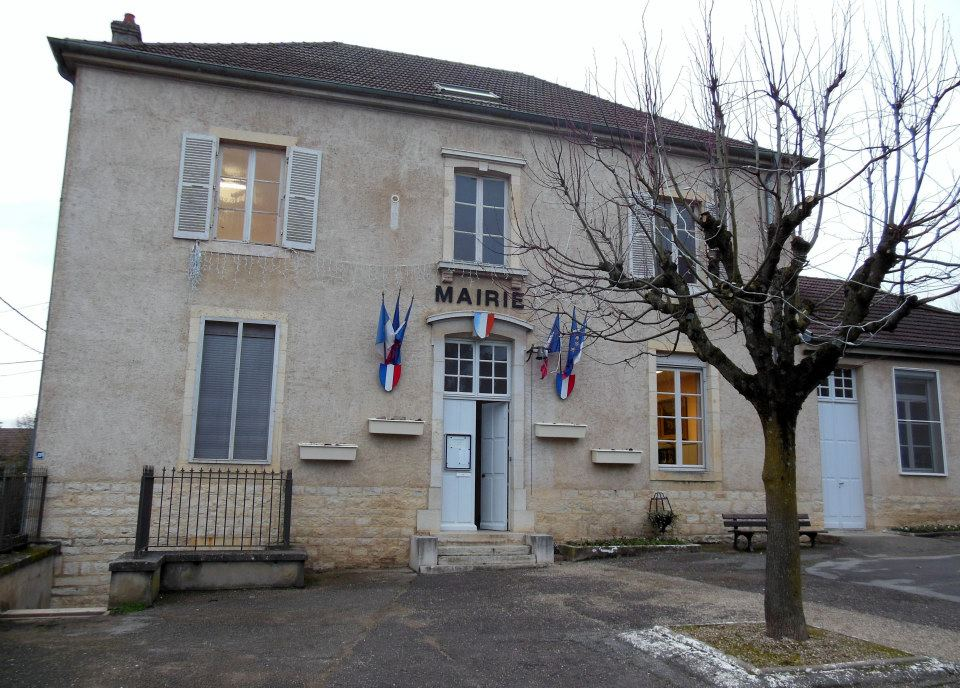
Mairie de Goux.

Dole dispose d'un riche patrimoine architectural que constituent :
- la source antique de Goux, Rue des Sources ;
- la villa romaine de Goux (Ier siècle à IIIe siècle), dans le cimetière du village ;
- le pont roman (XIIe siècle), Allée du Pont Roman, à Azans ;
- le collège Saint-Jérôme (XVe siècle), Avenue Aristide Briand, inscrit aux monuments historiques, depuis 1998[112] ;
- le collège de l'Arc (XVIe siècle), Rue du Collège, classé pour une partie, en 1964, et inscrit pour une autre, en 1996, aux monuments historiques[121]. Il accueille aujourd'hui le musée archéologique ;
- Collège de Grammaire, rue du Collège de l'Arc, établissement scolaire construit en 1583, il a fonctionné jusqu'en 2007. Il accueille depuis 2015 l'atelier de l'artiste Aurélien Benoist;
- l'hôpital du Saint-Esprit, Allée du Pont roman (XVIe siècle), inscrite aux monuments historiques, depuis 1991[114] ;
- l'ancien hôtel de ville (XVIe siècle), Rue Jacques de Molay, inscrit aux monuments historiques, depuis 1927[122]
- la loge maçonnique (XVIIIe siècle), Quai Pasteur et Rue de la Bière, inscrite depuis 2009, aux monuments historiques
- une vingtaine d'immeubles, hôtels particuliers et maisons dont :
  - l'Hôtel de Champagney (XVIe siècle), Rue Pasteur inscrit aux monuments historiques, depuis 1971[123] ;
  - l'hôtel Richardot (XVIe siècle), Rue des Arènes, inscrit aux monuments historiques, sepuis 2004[124] ;
- l'Hôtel de Froissard (XVIIe siècle), Rue Mont-Roland, classé pour une partie et inscrit pour une autre aux monuments historiques, depuis 1982[125] ;
- l'Hôtel-Dieu (XVIIe siècle), Rue Bausonnet, classé depuis 1928, aux monuments historiques[126] ;
- le palais Granvelle (XVIIe siècle), Rue Granvelle, partiellement inscrit aux monuments historiques, depuis 1941[127] ;
- l'hôpital de la Charité (XVIIIe siècle), Grande Rue, inscrit pour une partie, depuis 1948, et pour une autre, depuis 1949, aux monuments historiques[128] ;
- la maison des orphelins (XVIIIe siècle), Rue Pasteur, classée depuis 1993, aux monuments historiques[129] ;
- le pont Louis XV[130], au confluent de la Loue ;
- la demeure (XVIIIe siècle) de Goux, qui a appartenu à Charles de Dortan, député de Dole en 1789[131] ;
- le pont de la Raie des Moutelles (XIXe siècle), inscrit aux monuments historiques, depuis 2003[132] ;
- le théâtre (XIXe siècle), Rue de Mont-Roland, classé aux monuments historiques, depuis 1996[133] ;
- les halles (XIXe siècle), Place Nationale ;
- la mairie de Goux (XIXe siècle), Rue Jacques Prévert.

#### Patrimoine militaire
- Enceinte urbaine (XVIe siècle), inscrite aux monuments historiques depuis 1991[134] : porte fortifiée (bâtie en 1551) et courtine d'Arans.
- Caserne Bernard (XVIIIe siècle), Rue des Arènes, inscrite pour une partie et classée pour une autre, en 1975, aux monuments historiques[135] ;
- Pavillon des Archers (XVIIIe siècle), Rue du Prélot, inscrit depuis 1984, aux monuments historiques[136] ;
- Pavillon de l'Arquebuse (XVIIIe siècle), Promenade du Pasquier, inscrit pour une partie et classé pour une autre, en 1971, aux monuments historiques[137].

#### Espace vert
- Jardin à la Faulx (XXe siècle), lieu-dit « à la Faulx », « jardin remarquable » classé de 8 300 m2, comportant plus de 1 200 espèces végétales.

### Gastronomie
- Pain d'épices
- Plats à base de poisson (carpes, truites, brochets…), très présents dans le Doubs[138].

### Patrimoine culturel

Divers sites
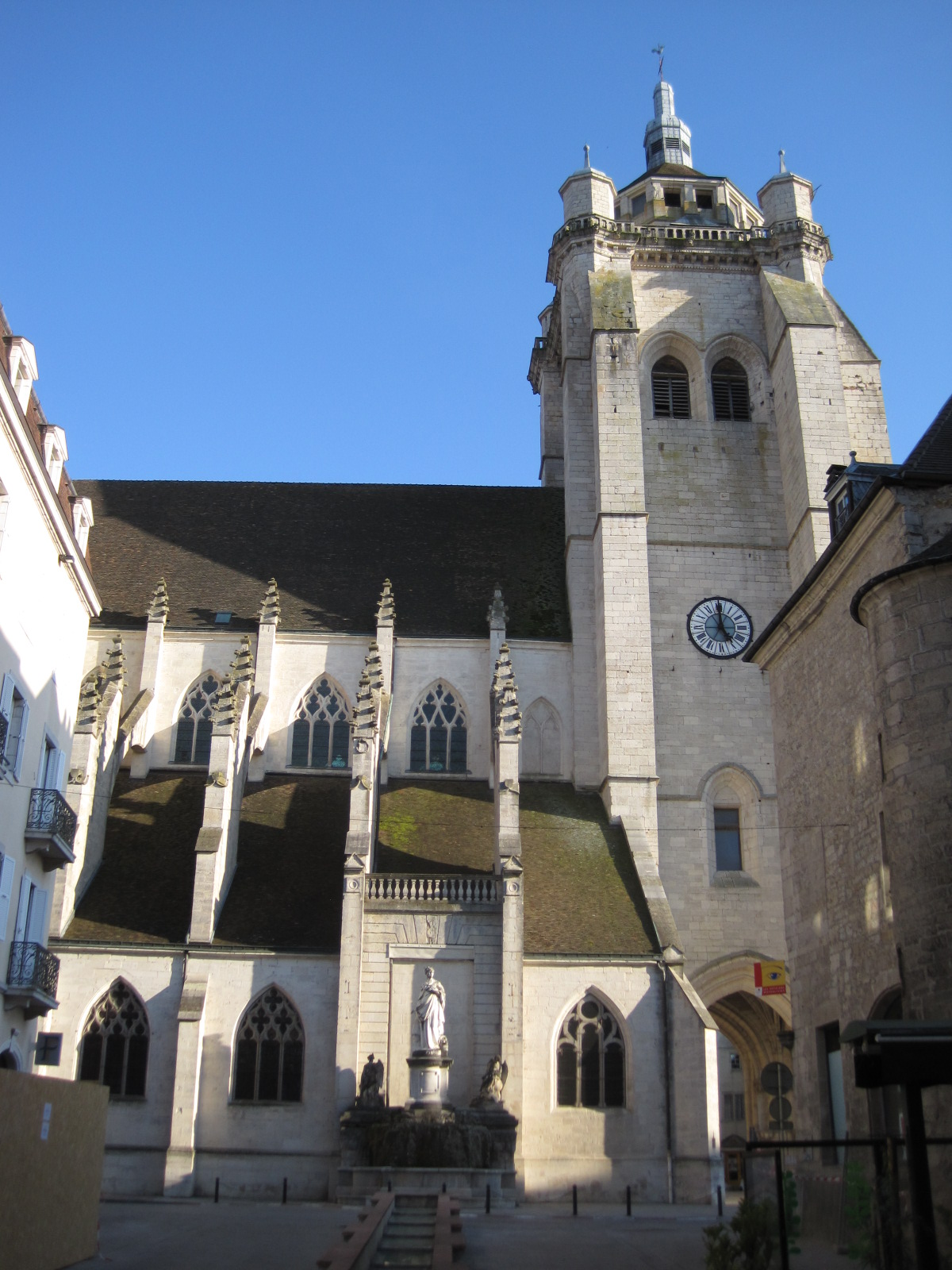
Collégiale Notre-Dame de Dole
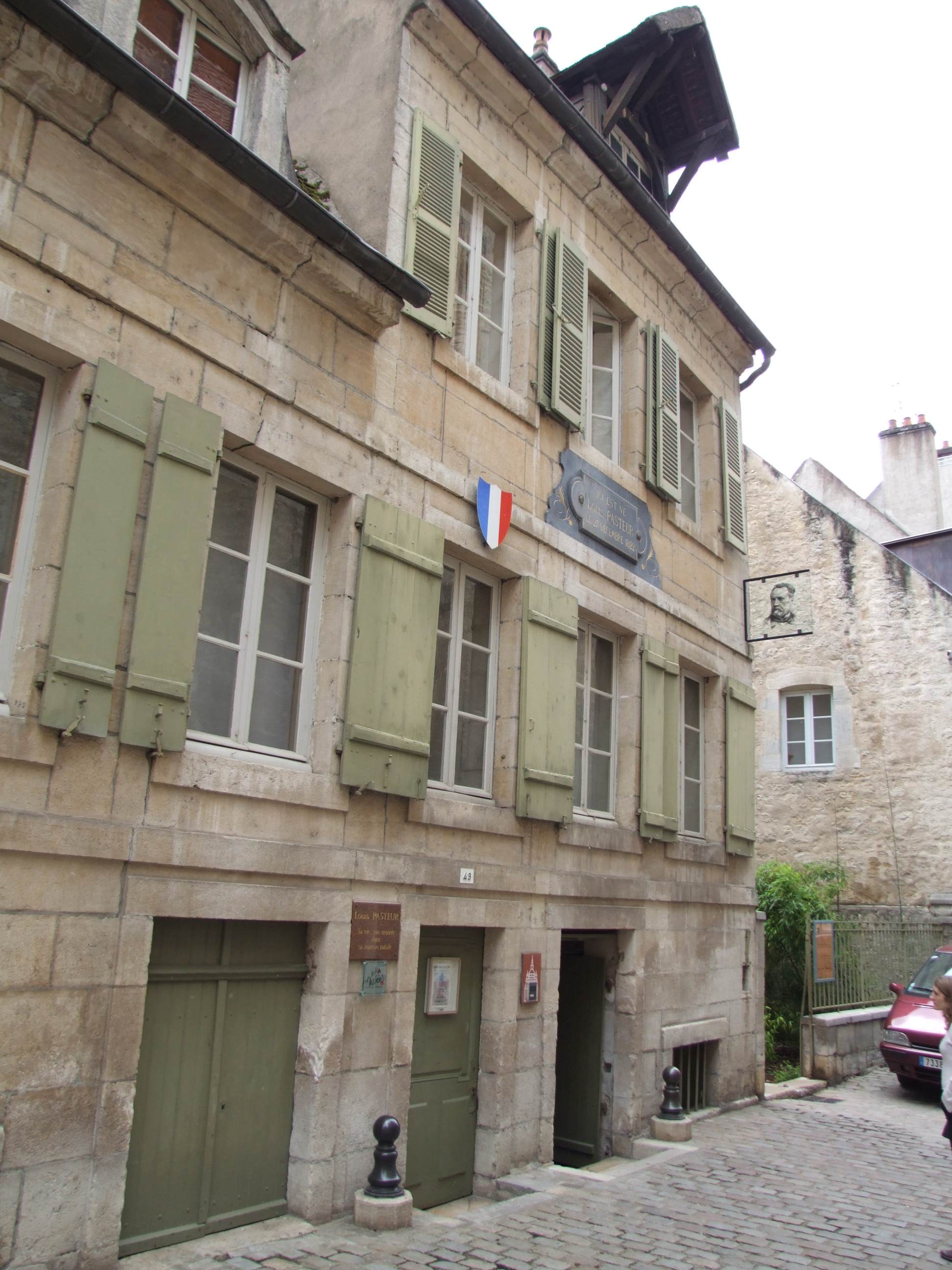
Maison natale de Louis Pasteur
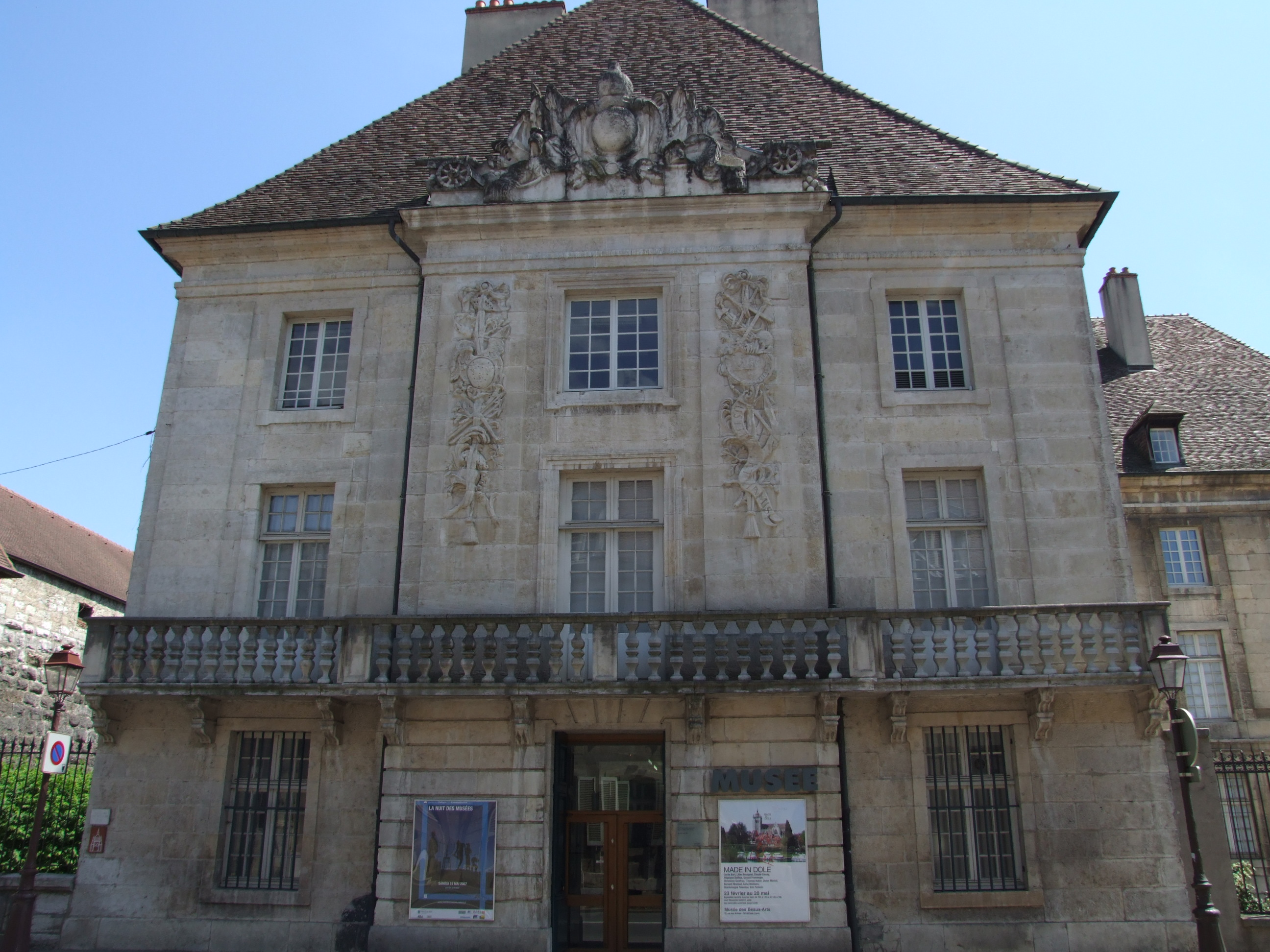
Musée des Beaux-Arts de Dole
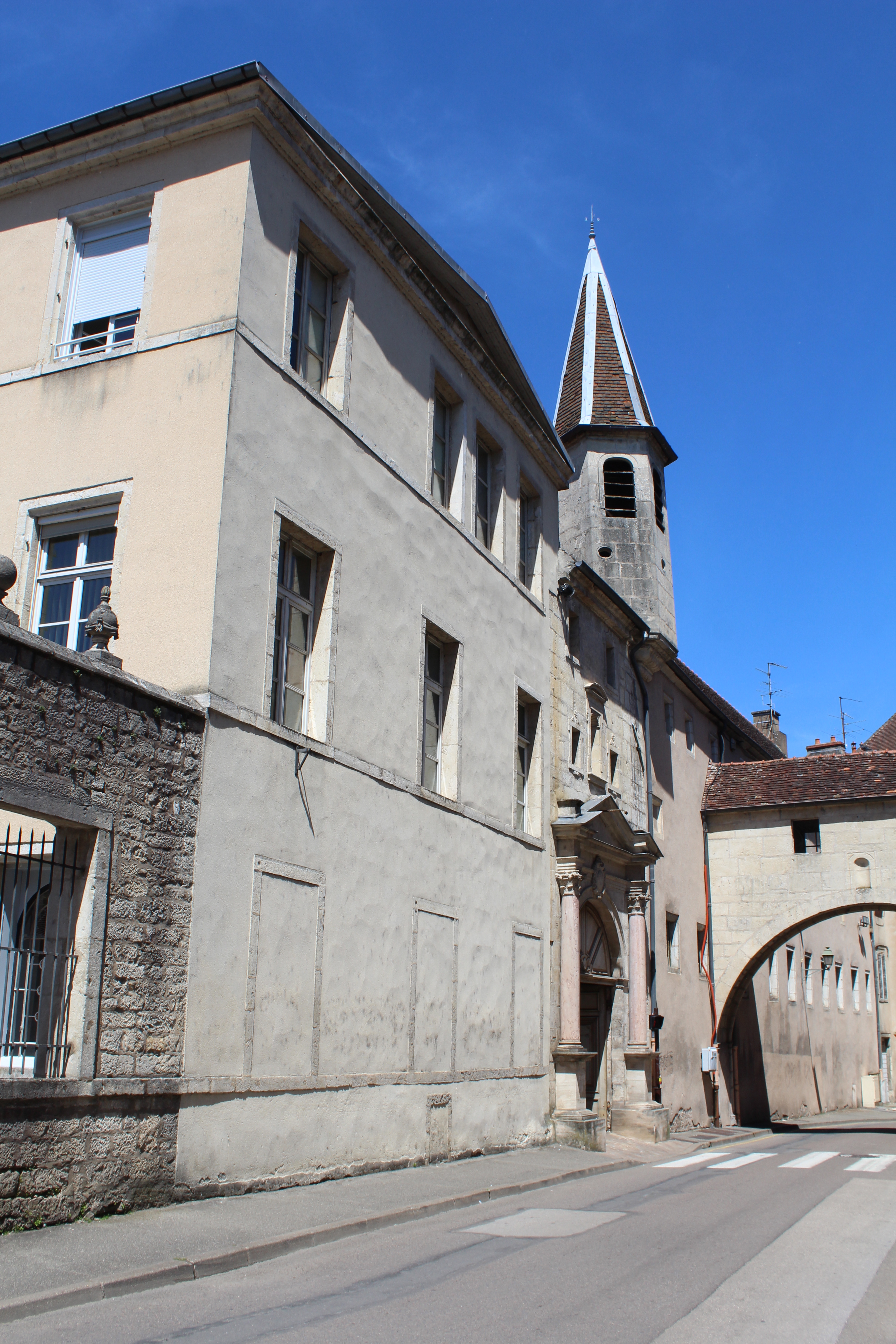
Collège de l'Arc
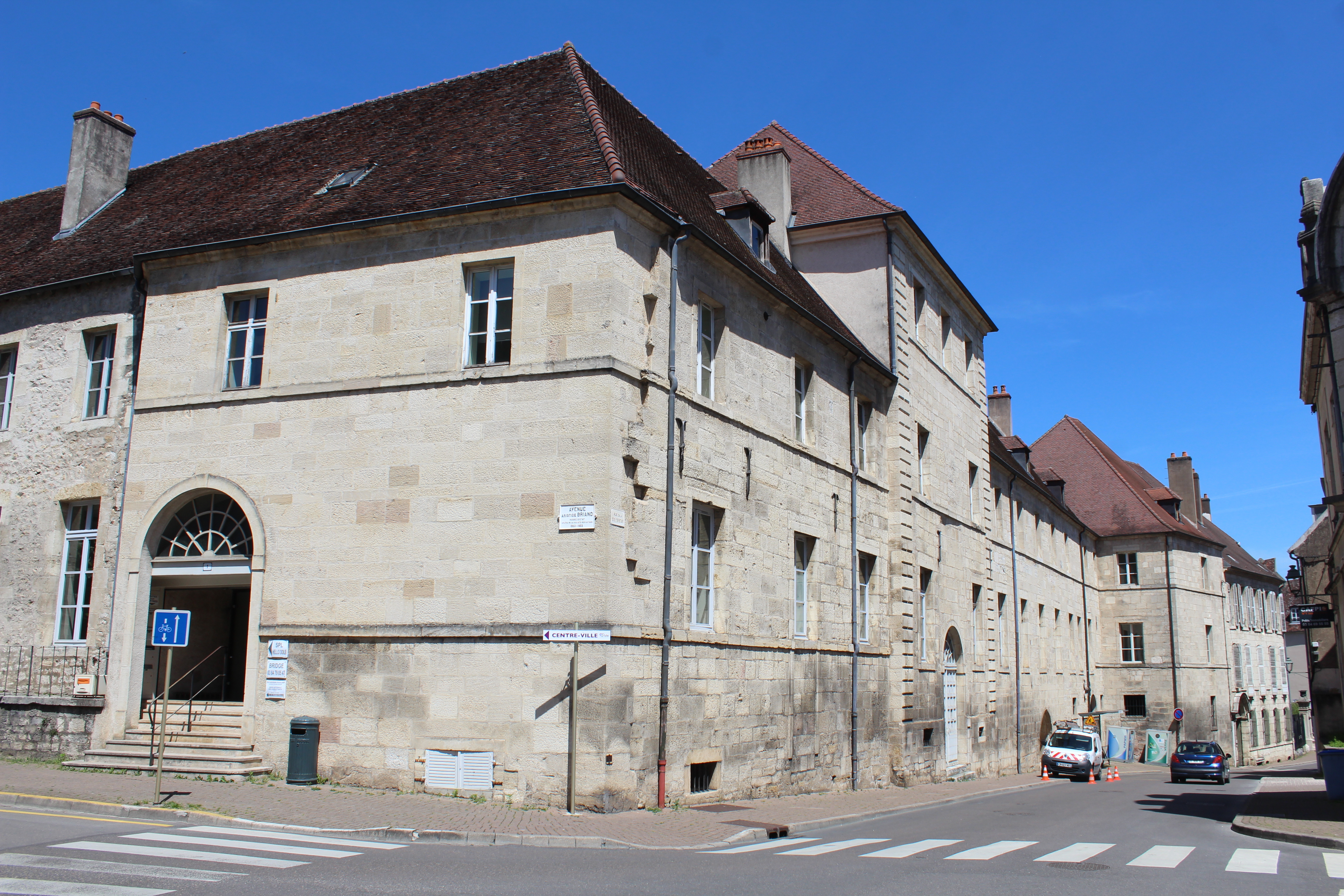
Collège Saint Jérôme
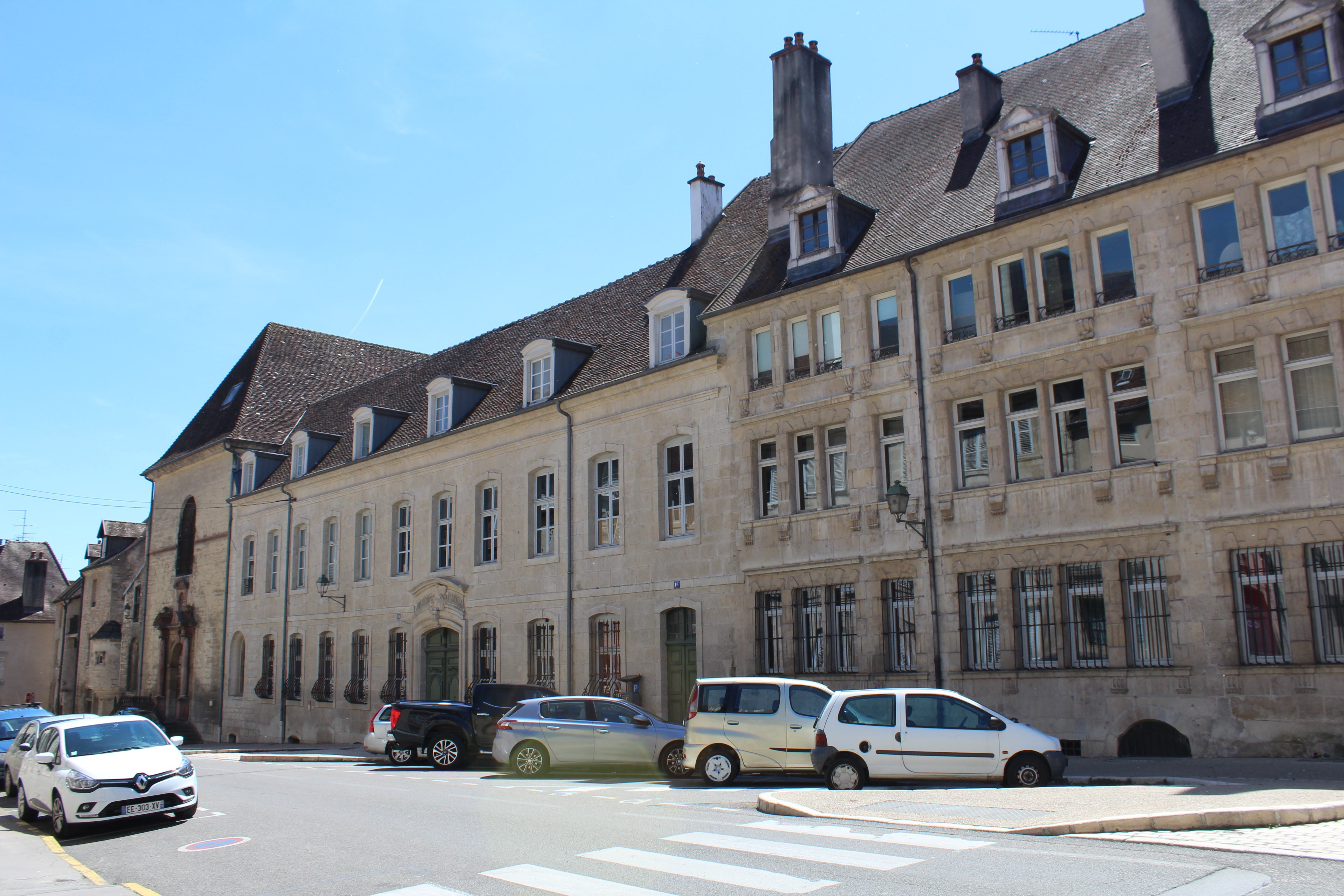
Couvent des Carmélites
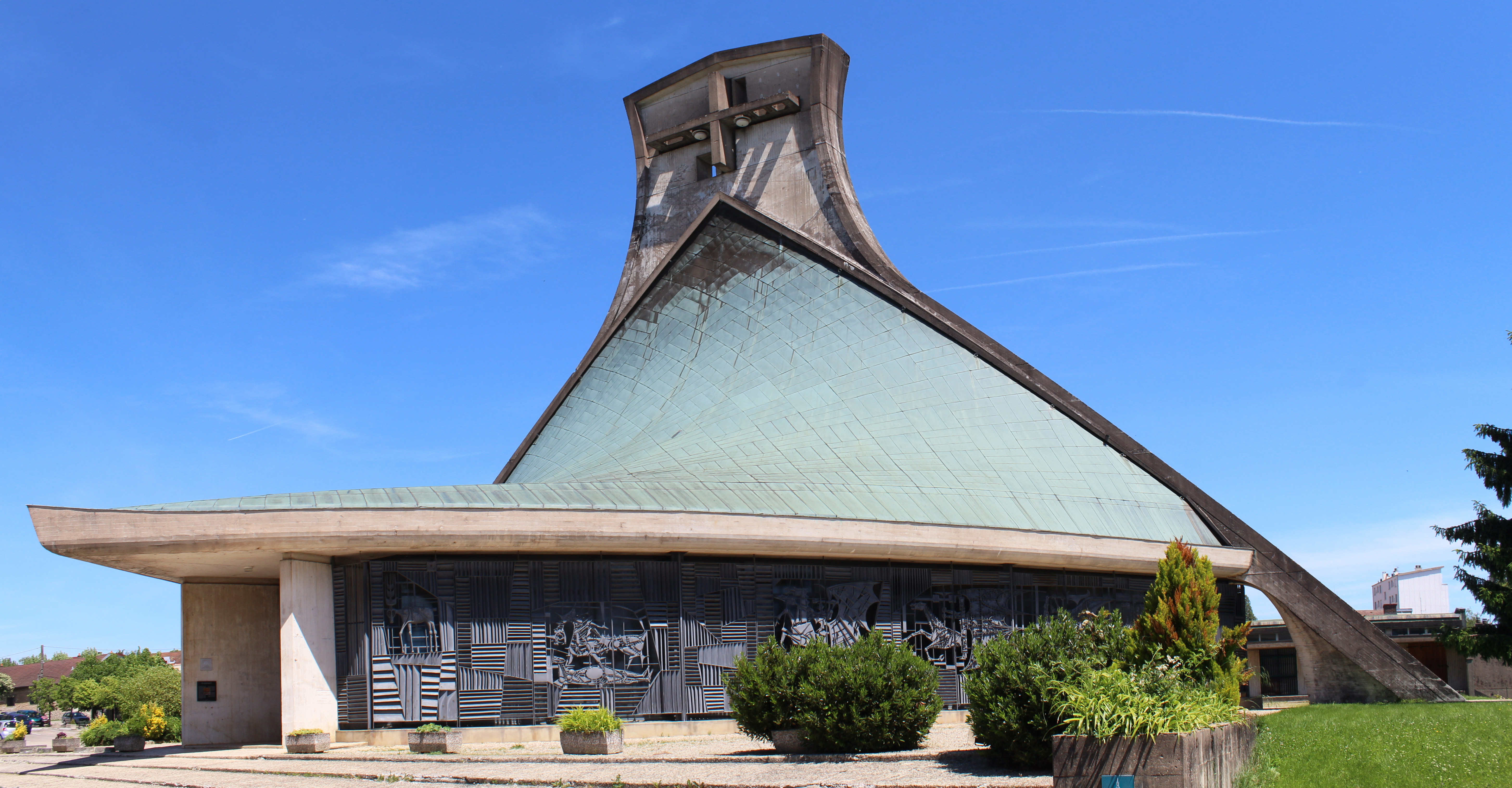
Église Saint-Jean-l'Évangéliste de Dole
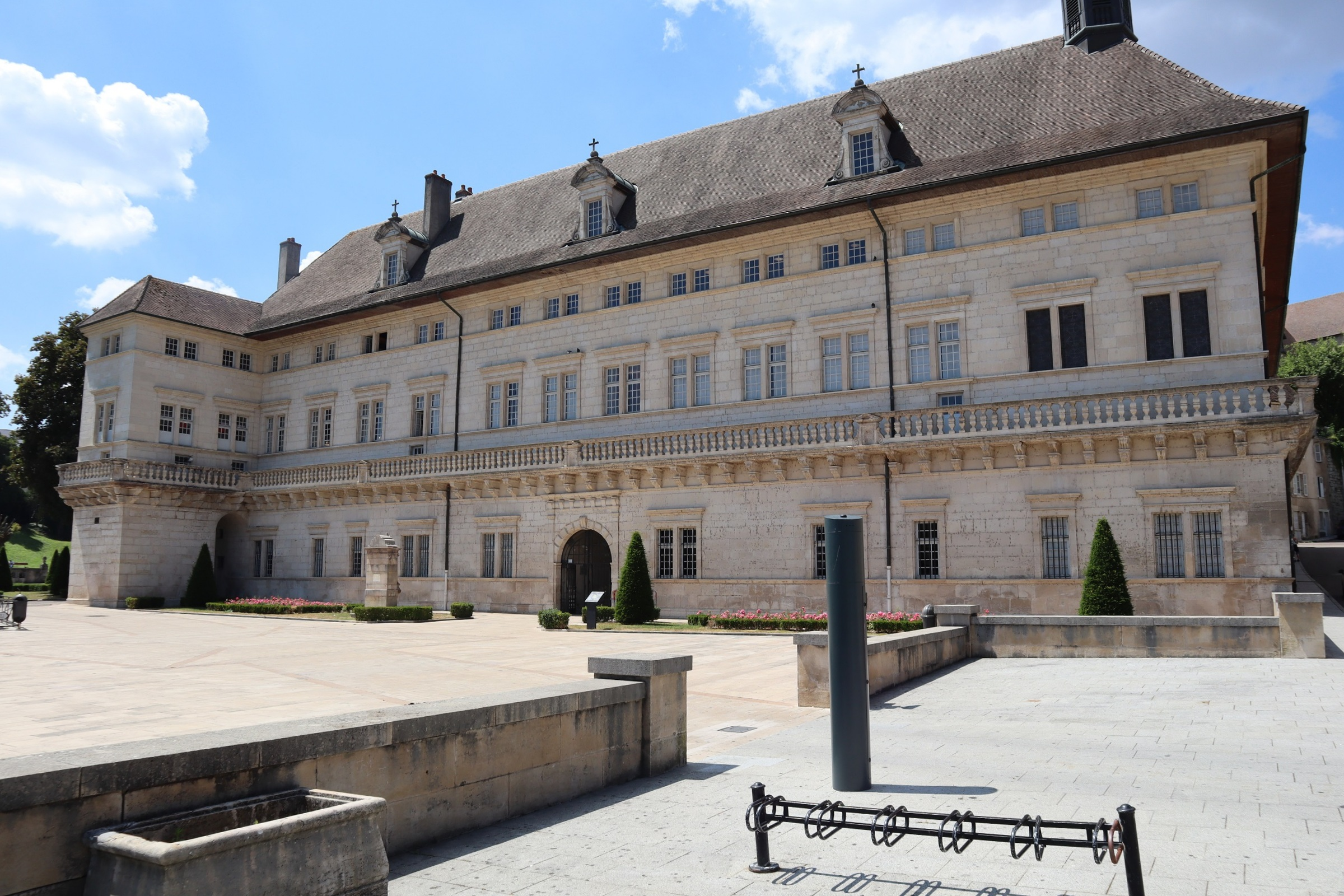
Hôtel-Dieu de Dole
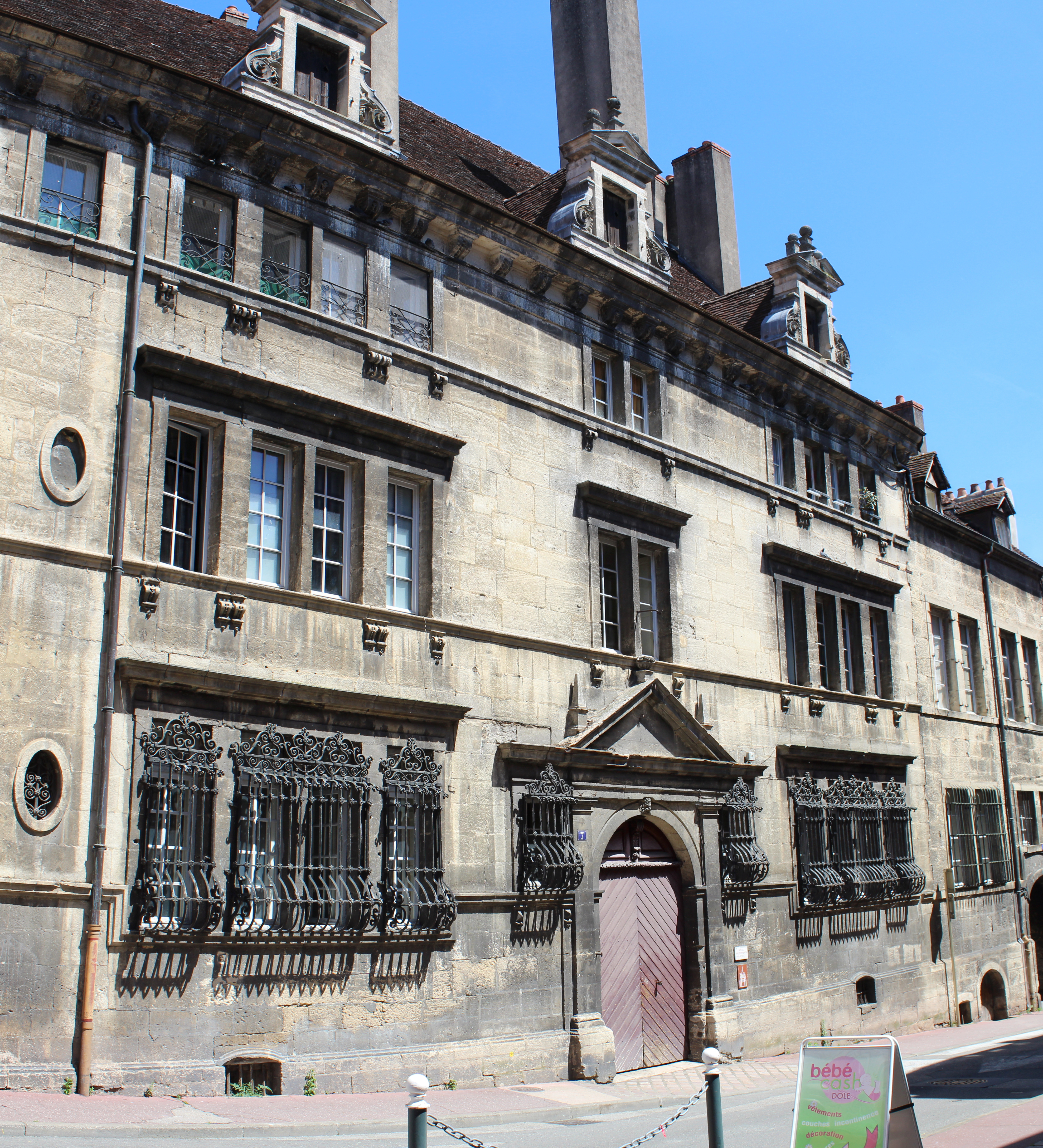
Hôtel de Froissard
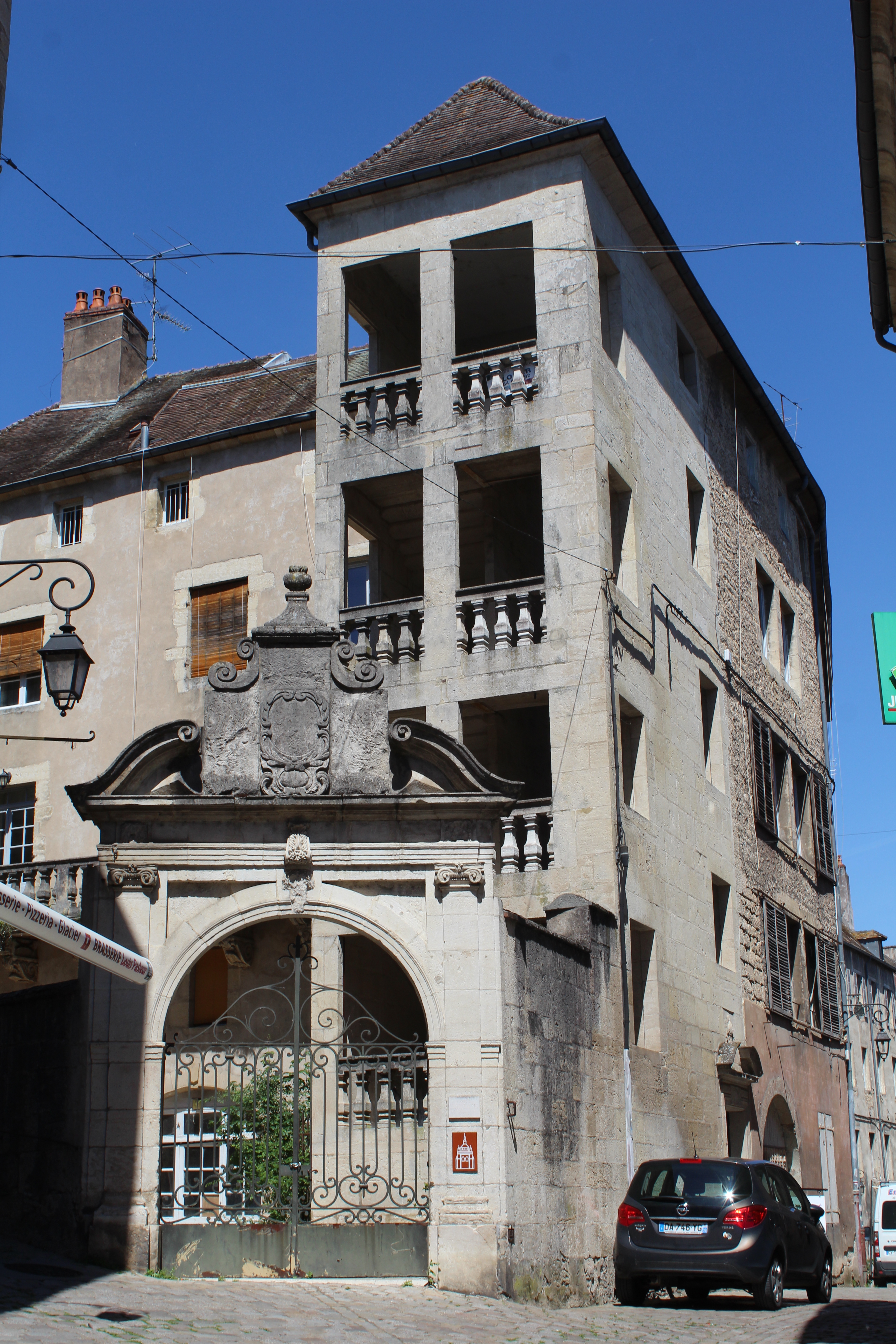
Hôtel Champagney
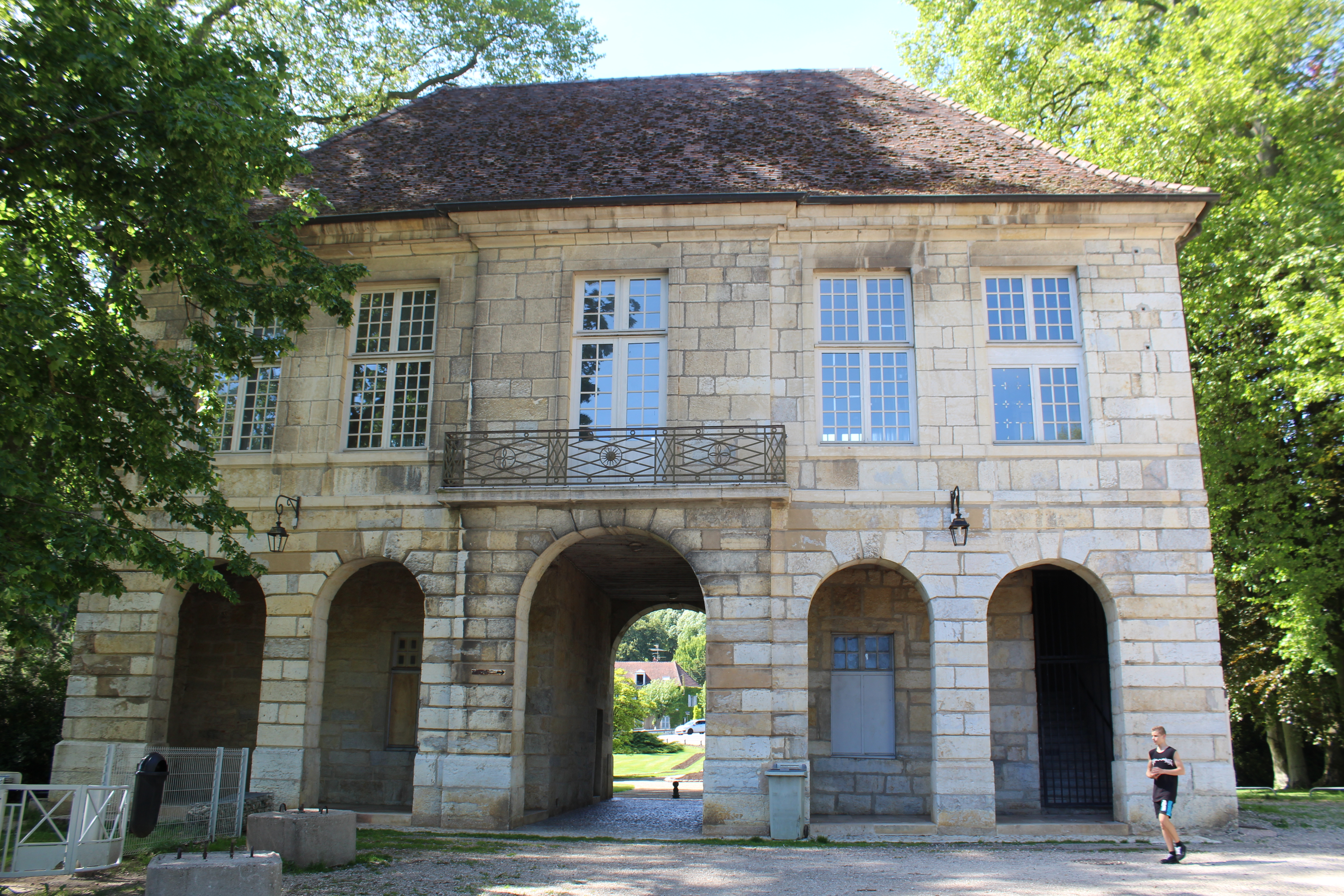
Pavillon de l'Arquebuse
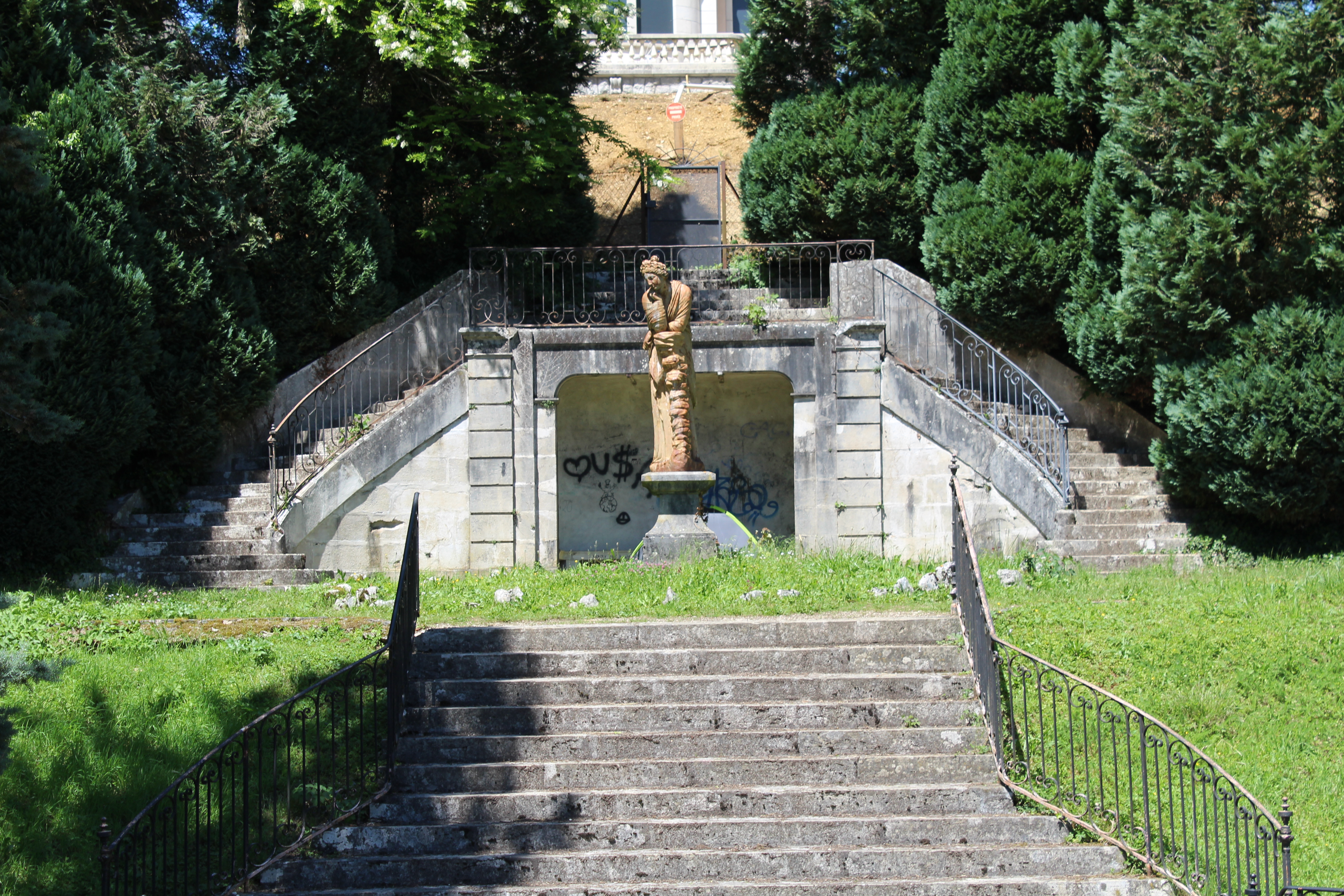
Nymphée du Parc de Scée

Dole compte deux musées :
- Le musée des Beaux-Arts de Dole, Rue des Arènes, ouvert depuis 1821[144] ;
- la maison natale de Louis Pasteur, Rue Pasteur, ouverte en 1923, et classée aux monuments historiques[145].

Dole dispose aussi d'une bibliothèque municipale-médiathèque, installée, en 2000, dans l'ancien hôtel-Dieu de la ville, Rue Bauzonnet, classé depuis 1928, aux monuments historiques ; mais aussi d'un théâtre, Rue de Mont-Roland, classé aux monuments historiques, depuis 1996, et d'un auditorium, installé, depuis 2008, dans la chapelle du collège Saint-Jérôme, Avenue Aristide Briand, inscrite aux monuments historiques, depuis 1998. On peut enfin mentionner l'existence d'une grande salle de spectacle modulable, la Commanderie, accueillant spectacles et concerts.

#### Dole dans les arts et les lettres

##### Au cinéma
- La Ligne de démarcation (1966), de Claude Chabrol, en partie tourné à Dole.
- La Maison des autres (1968), téléfilm de Jean Archimbaud, d'après le roman du même titre de Bernard Clavel.
- La Promesse de l'aube (1971), de Jules Dassin d'après Romain Gary (extérieurs à Dole, en particulier la rue du Collège, la rue Mont-Roland et le lycée Charles-Nodier).
- La Veuve Couderc (1971), de Pierre Granier-Deferre, scènes à Dole (rue de la Sous-Préfecture et place Nationale).
- Le Tambour du bief (1971), téléfilm de Jean Prat, avec Paul Frankeur. D'après un roman du même titre de Bernard Clavel. Tourné dans l'ancien hôpital (aujourd'hui médiathèque) et l'ancienne maison de l'éclusier toute proche.
- La Maison des autres (1977), téléfilm de Jean-Pierre Marchand d'après le roman du même titre de Bernard Clavel.
- Le bonheur est dans le pré (1995), de Étienne Chatiliez, met en scène les frasques d'un chef d'entreprise (Michel Serrault) et d'un concessionnaire automobile (Eddy Mitchell) de Dole.
- La Ville dont le prince est un enfant (1997) de Christophe Malavoy d'après Montherlant (extérieurs tournés à Dole).
- Touche pas à mon école, 21e épisode de la série L'Instit, tourné à Dole.

#### Dans la littérature
- Le Moulin de la Sourdine, roman de Marcel Aymé, se déroule dans lieux les plus emblématiques de la ville de Dole.
- La Maison des autres, roman de Bernard Clavel, Robert Laffont, 1962. Évocation masquée de ses dures années d'apprentissage de la pâtisserie à Dole.
- Le Tambour du bief, roman de Bernard Clavel, Robert Laffont, 1970. Un infirmier employé à l'hôpital de Dole est confronté au douloureux problème de l'euthanasie.
- L'Affaire Bellocq, roman de Philippe Gindre, La Clef d'argent, 2000. Coolter et Quincampoix, les deux enquêteurs de l'étrange, pensent avoir retrouvé la trace de leur vieil ennemi, le professeur Bellocq, dont tout le monde croyait qu'il avait péri dans l'incendie de son repaire cinq ans auparavant. L'enquête se déroule principalement à Dole (quartier de la Bedugue, de la Collégiale, des anciens abattoirs, zone portuaire).  (ISBN 9782908254204)
- Rosalie Blum – Trilogie, B.D roman de Camille Jourdy (Fauve d'Angoulème 2010 – Prix Révélation et le Grand le Prix RTL de la bande dessinée), Acte Sud, 2007 à 2009. Dans une petite ville de province (en l'occurrence Dole, dont on reconnaît les lieux, ainsi que certains personnages), Vincent, célibataire, morose, partage sa vie entre son salon de coiffure et sa mère, originale, excentrique et un rien possessive. Il se met à suivre une étrange femme.
- Sex, drugs & Rock'n'Dole, roman de Jean-Pierre Favard (Prix Coup de Cœur 2011 de l'Amicale de la Presse jurassienne), La Clef d'argent, 2010. Une star du rock gothique disparaît le soir d'un concert très agité à la salle de la Commanderie. Différents Dolois vont se trouver mêlés au sort tragique de la chanteuse.  (ISBN 9782908254853)
- Le fantôme du mur, roman de Jean-Pierre Favard, La Clef d'argent, 2015. Un professeur d'histoire emménage dans un immeuble ancien du quartier de la Collégiale. Apprenant qu'un mystérieux fantôme hanterait les lieux, il entreprend d'étudier l'histoire de la ville et ses recherches l'amènent à analyser l'œuvre de Marcel Aymé dans laquelle il découvre à son grand étonnement des clefs qui lui permettront de résoudre en partie cette curieuse énigme.  (ISBN 9791090662247)
- La bande des Ayacks de Jean-Louis Foncine dont le décor est Dole, rebaptisée Malaïac
- Échec au roi de Jean Valbert se déroule lors du siège de Dole au 17e siècle

### Personnalités liées à la commune

#### Nés à Dole

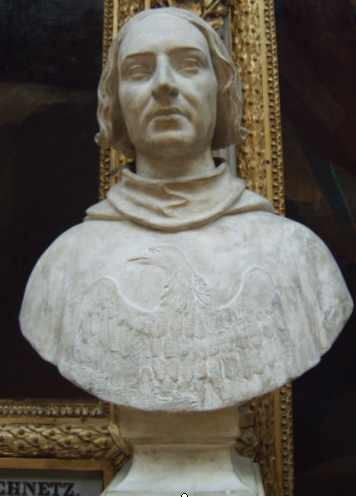
Buste de Jean de Vienne (1321-1396).
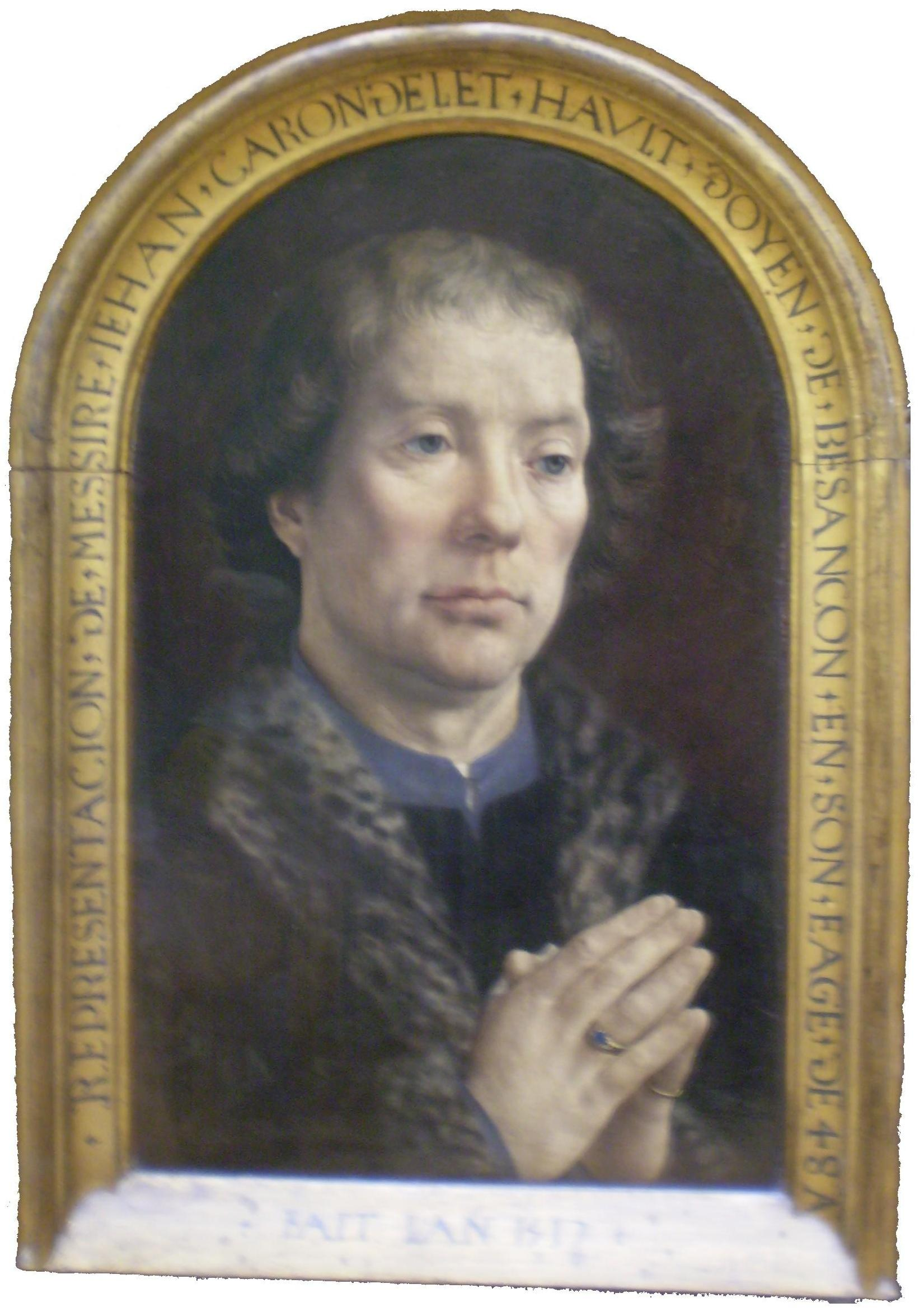
Jean Carondelet (1469-1544).
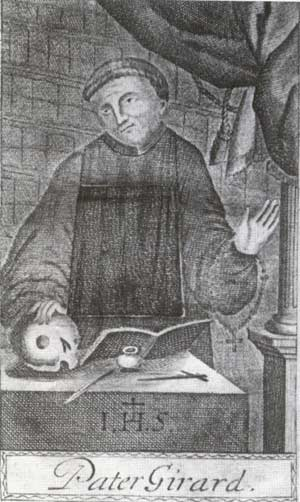
Jean-Baptiste Girard (1680-1733).
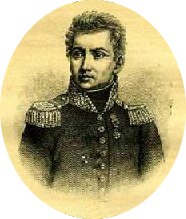
Claude-François de Malet (1754-1812).
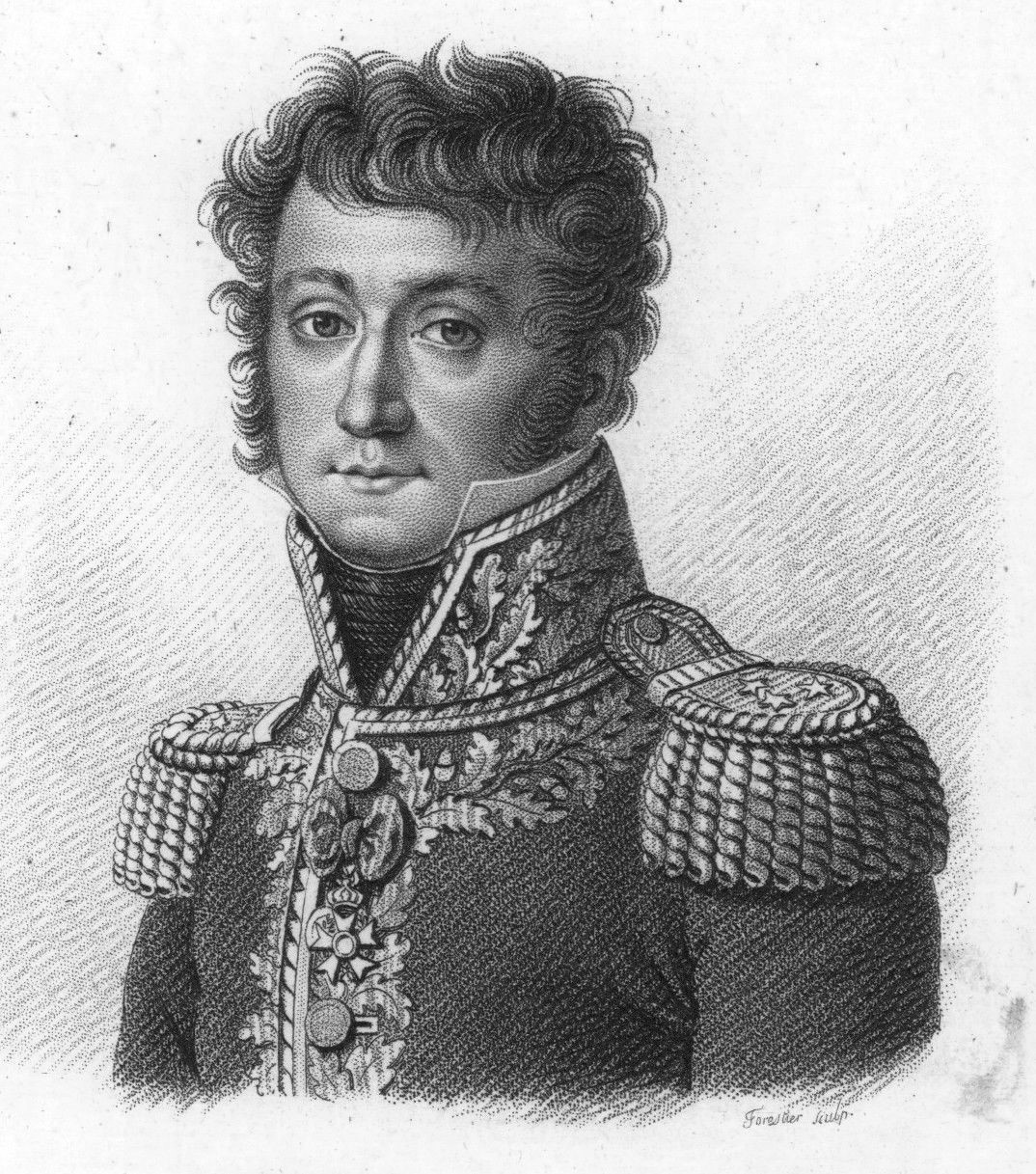
Gilbert Bachelu (1777-1849).
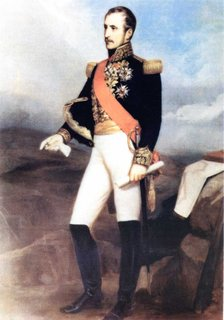
Simon Bernard (1779-1839).
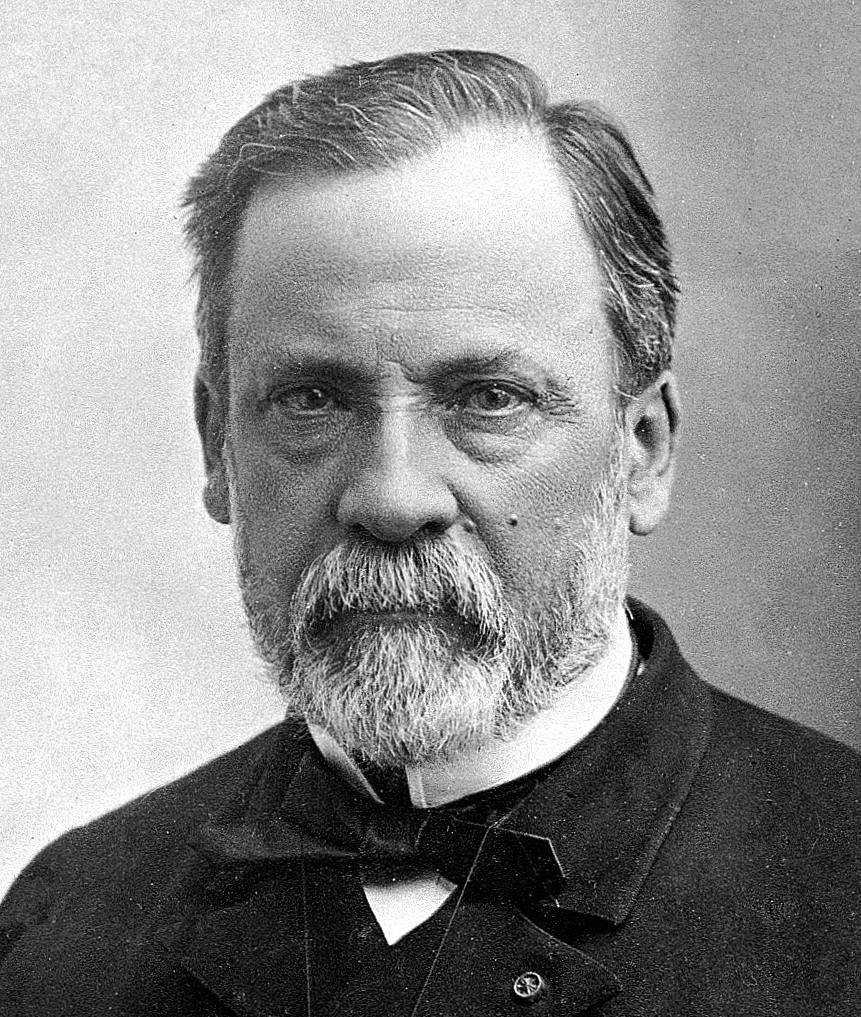
Louis Pasteur (1822-1895).
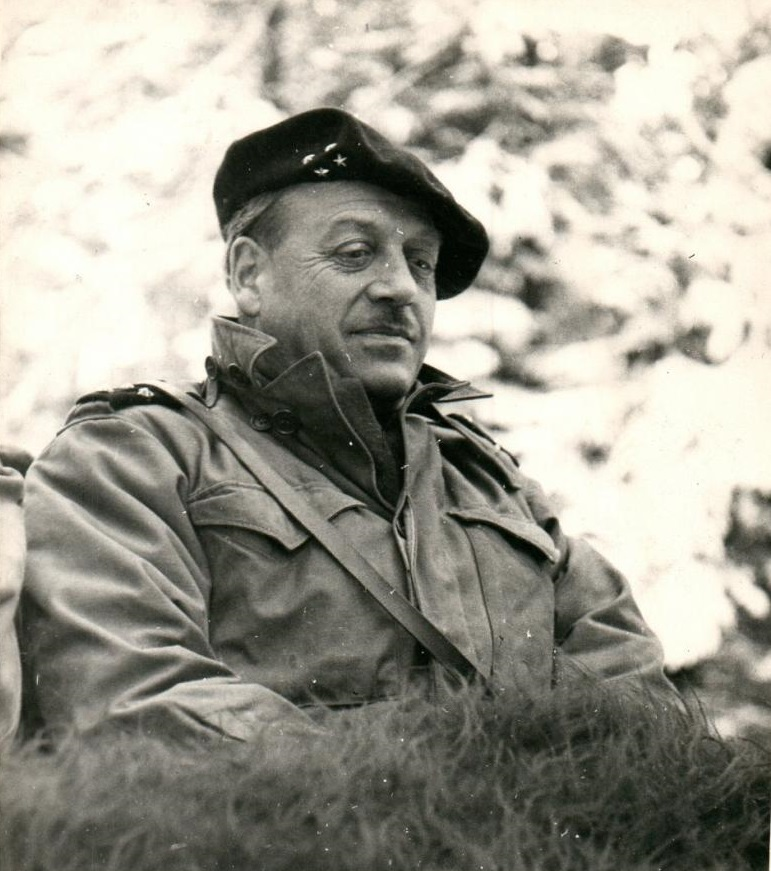
Antoine Béthouart (1889-1982).
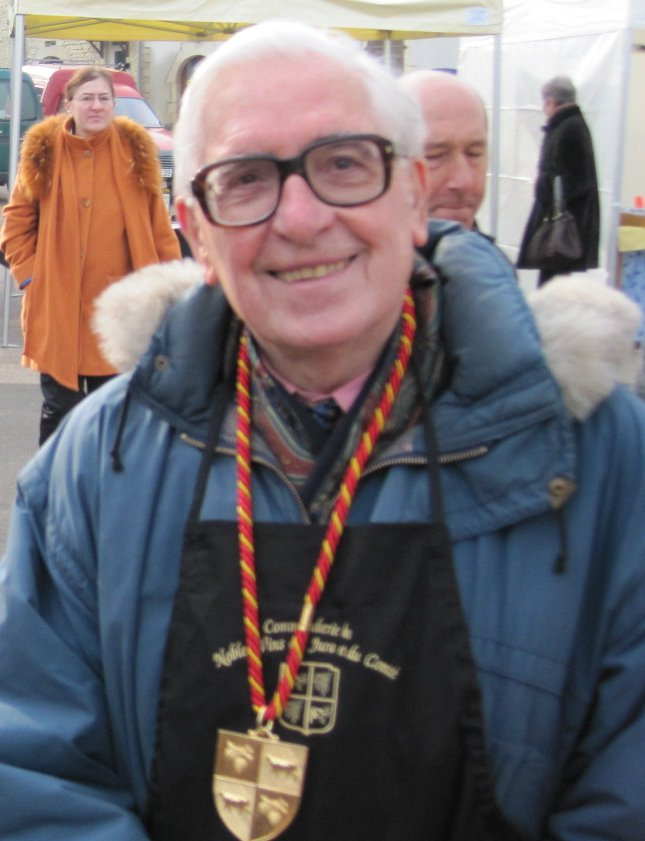
André Besson (1927-2023).
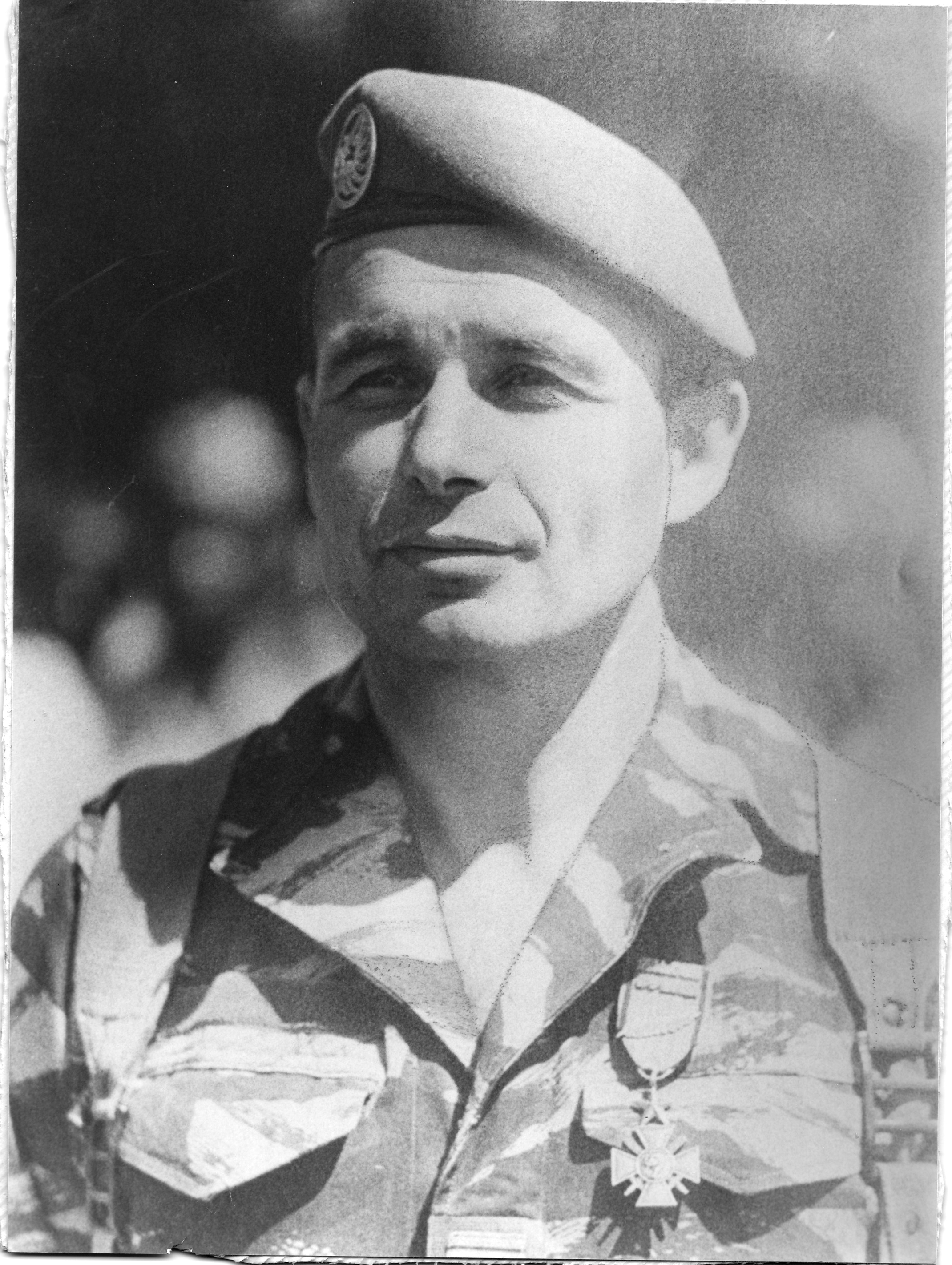
Philippe Erulin (1932-1979).
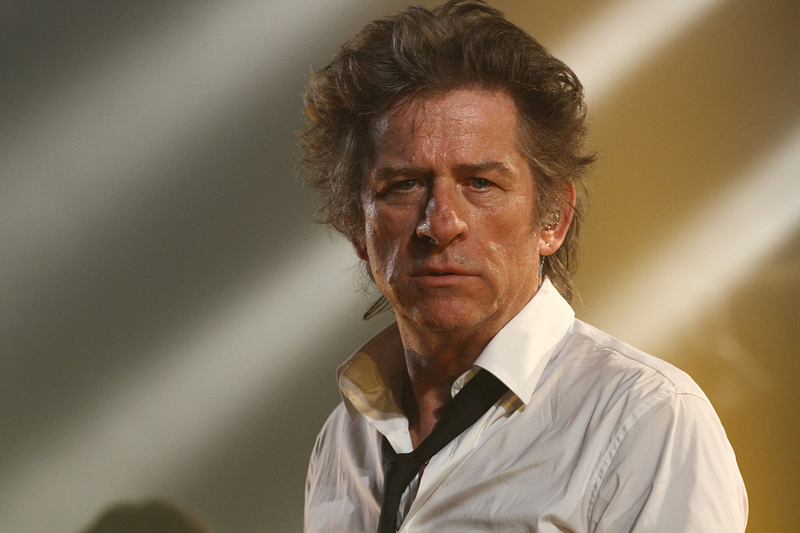
Hubert-Félix Thiéfaine (1948-).

Sont nées à Dole les personnes suivantes :
- Bon nombre de familles siégeant au parlement de Dole (c.f. Familles de parlementaires (Dole)) ;
- Anatole Amoudru (1739-1812), architecte et homme politique ;
- Antoine-Louis Attiret (1713-1783), avocat au parlement de Dole et architecte ;
- Claude-Charles Prost, (1742 - 1804), homme politique de la Révolution française.
- Claude-André Attiret (1751-1813), architecte ;
- Claude-François Attiret (1728-1804), sculpteur ;
- Claude-François-Marie Attiret (1750-1823), architecte de la ville de Riom ;
- Jean-Denis Attiret (1702-1768), missionnaire jésuite et artiste-peintre ;
- Claude Pierre Bouvier (1759-1843), magistrat et homme politique, député du Jura.
- Christophe Baïocco (1960-), footballeur ;
- Gilbert, baron Bachelu (1777-1849), général de division ;
- Mohamed Bachtobji (1981-), footballeur ;
- André Barthélémy (1896-1980), homme politique ;
- Simon, baron Bernard (1779-1839), général des armées de la République et de l'Empire, ministre de la Guerre sous Louis-Philippe Ier, né à Dole, mort à Paris ;
- Simone Berthier (1921-2018), actrice ;
- André Besson (1927-), écrivain et journaliste ;
- Faustin Besson (1821-1882), artiste-peintre ;
- Antoine Béthouart (1889-1982), général, Compagnon de la Libération[146], sénateur ;
- Jean Billot (1709-1767), prêtre prédicateur ;
- Étienne Bonnot (1623-1686),Noble du Saint-Empire, avocat et homme politique, mayeur de Dole en 1663 et 1672 ;
- Henry du Boucher (1835-1891), archéologue, géologue et minéralogiste ;
- Marguerite Bourcet (1899-1938), écrivain catholique ;
- Pierre Bourgeois (1848-1871), communard ;
- Jean Boyvin (1575-1650), sire de Parcey, architecte de l'Hôtel-Dieu, premier président du parlement de Dole ;
- Marie-France Briselance (1945-2018), écrivain, scénariste, professeur à l'université de Bordeaux III, directrice de la pédagogie au Conservatoire européen d'écriture audiovisuelle, membre du Comité de la Société des gens de lettres, chevalier dans l'Ordre des Arts et des Lettres ;
- Édouard Butin (1988-), footballeur ;
- Claude Carondelet (1467-1518), conseiller et diplomate de Charles Quint ;
- Jean Carondelet (1469-1544), chancelier de Flandre et de Bourgogne, conseiller de Charles Quint, archevêque de Palerme ;
- Michel Chapuis (1930-2017), organiste ;
- Pierre Dargent (1922-1942, Français libre, héros de la bataille de Bir Hakeim ;
- Alphonse Delacroix (1807-1878), architecte et archéologue ;
- Ève Demaillot (1747-1814), comédien, journaliste, écrivain ;
- Maxime Demontfaucon, rameur français ;
- Alphonse Deville (1856-1932), journaliste, avocat, doyen d'élection et président du Conseil municipal de Paris ;
- André Dufraisse (1918-1994), homme politique ;
- Michel Embareck (1952-), journaliste et écrivain ;
- Philippe Erulin (1932-1979), colonel de la légion étrangère ;
- Alexandre-Bernard-Pierre de Froissard (1769-1847),  militaire et homme politique, député du Jura.
- Gilles Garnier (décédé en 1573), tueur en série ;
- Jean-Baptiste Girard (1680-1733), jésuite ;
- Philippe Gueneley (1938-), évêque émérite de Langres ;
- Louis Guyon (vers 1527-1617), médecin et conseiller financier du roi Henri IV ;
- Henri Helmer (1907-1992), rugbyman au Stade français Paris rugby ;
- Léon Hugonnet (1842-1910), publiciste, journaliste, auteur et consul ;
- Jean-Pierre-Victor Huguenin, (1801-1860), sculpteur ;
- Jean de Lallemand (1470-1560), sire de Bouclans, secrétaire et conseiller de Charles Quint ;
- Bilel Latreche (1986 -), boxeur ;
- Louis Lempereur de Saint-Pierre (1825-1889), homme politique, député de la Manche.
- César-Emmanuel-Flavien Henrion de Staal de Magnoncour (1800-1875), homme politique, maire de Besançon, député du Doubs de 1834 à 1842 et de 1844 à 1846.
- Claude-François de Malet (1754-1812) général d'Empire conspirateur ;
- René de Menthon (1833-1917), poète, disciple de Viollet-le-Duc ;
- Brigitte Métra (1954-), architecte ;
- Louis Pasteur (1822-1895), chimiste et pionnier de la microbiologie ;
- Xavier Pidoux de La Maduère (1910-1977), homme politique ;
- Georges Ponsot (1876-1937), homme politique, député du Jura de 1906 à 1919.
- Frédéric Rimbaud (1814-1878), capitaine d'infanterie, père du poète Arthur Rimbaud ;
- Bernard Saint-Hillier (1911-2004), général de corps d'armée, officier de la 13e demi-brigade de Légion étrangère, Compagnon de la Libération[147]
- Hubert-Félix Thiéfaine (1948-), chanteur ;
- Joseph Thoret (1892-1971), pionnier de l'aviation ;
- Jean de Vienne (1321-1396), sire de Roulans, général et amiral de France ;
- Cyril Viennot (1982-), triathlète ;
- Franck Putelat (1969-), chef cuisinier étoilé, Meilleur ouvrier de France;
- Anne Vignot (1960-), femme politique, maire de Besançon depuis 2020.

#### Morts à Dole
Sont décédées à Dole les personnes suivantes :
- Claude-François Attiret (1728-1804), sculpteur ;
- André Barthélémy (1896-1980), homme politique ;
- Louis Bonnot, noble, prêtre, chanoine de Notre-Dame de Dole[148] ;
- Charles François Marie Joseph de Dortan (1741-1799), homme politique, député de Dole aux États généraux de 1789 ;
- Jules Gaudard (1828-1888), qui a fait don en 1876 à sa ville natale du Grand Coran mamelouk (Bibliothèque municipale)[149],[150] ;
- Jean-Baptiste Girard (1680-1733), jésuite ;
- Louis Gollut (1535-1595)  historien et chroniqueur franc-comtois, maire de Dole de 1591 à 1595 ;
- Louis Laloy (1874-1944), écrivain, érudit, sinologue, critique musical, compositeur, professeur au Conservatoire de Paris, secrétaire général de l'Opéra de Paris de 1913 à 1940, maire de Rahon de 1935 à 1940 ;
- Philibert Poissenot (c.1500-1556) écrivain et ecclésiastique, principal du collège Saint-Jérôme ;
- Gonzague de Saint-Geniès (1917-1944), officier du Special Operations Executive ;
- Arsène Tirion (1789-1854), homme politique ;
- Anne de Xainctonge (1567-1621), religieuse, fondatrice de la Compagnie de Sainte-Ursule d'Anne de Xainctonge.

#### Ont vécu à Dole

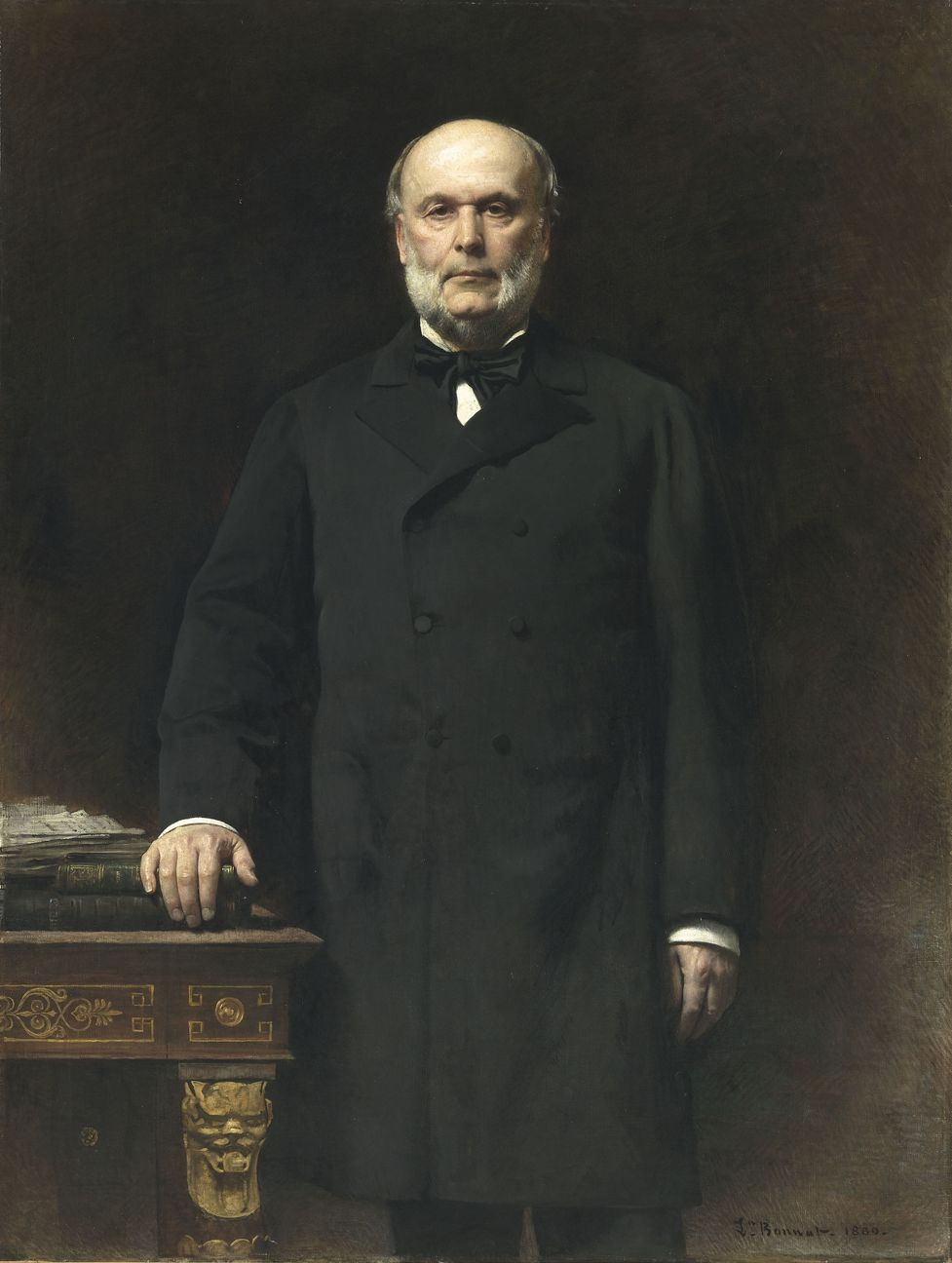
Jules Grévy (1807-1891).
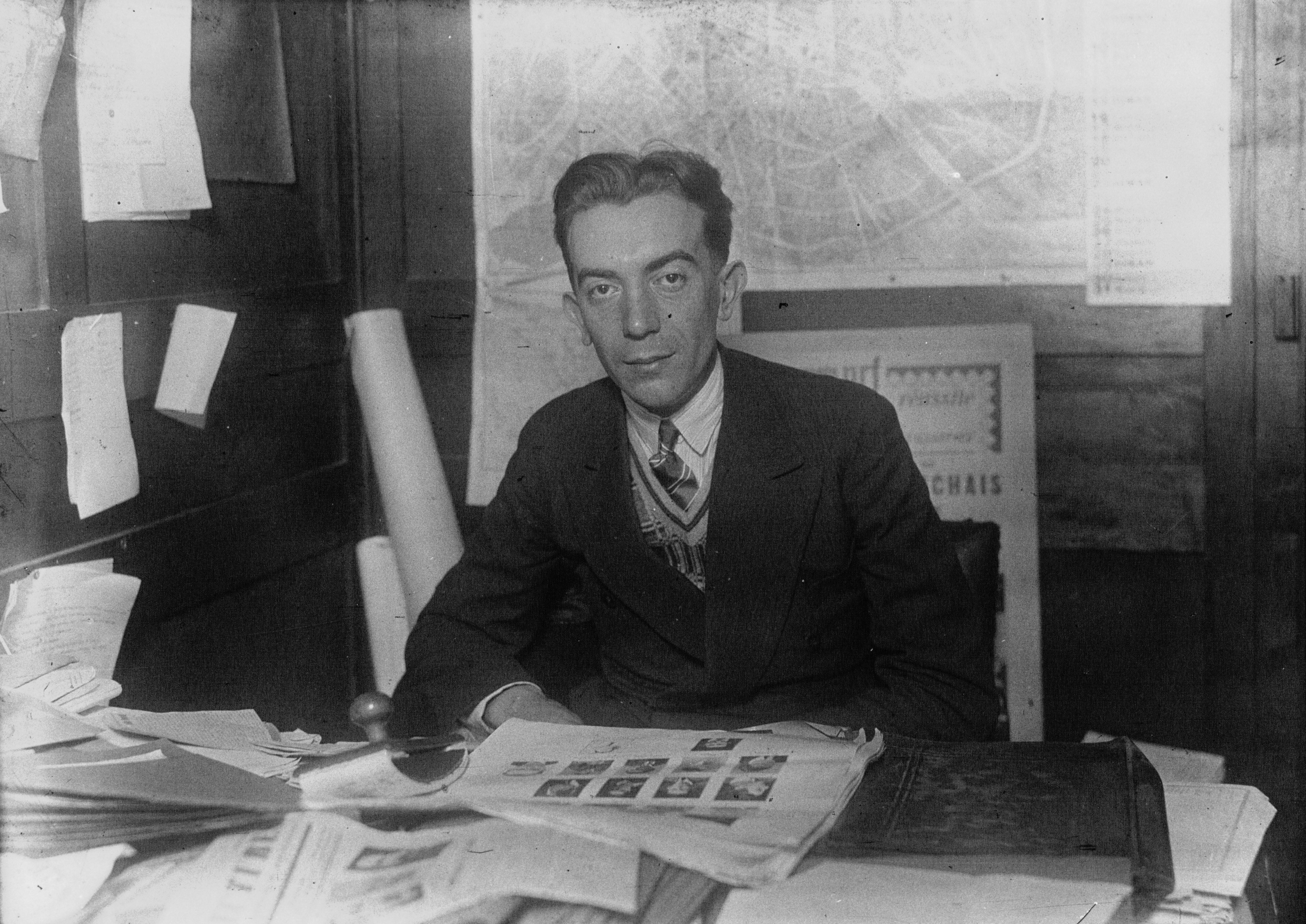
Marcel Aymé (1902-1967).
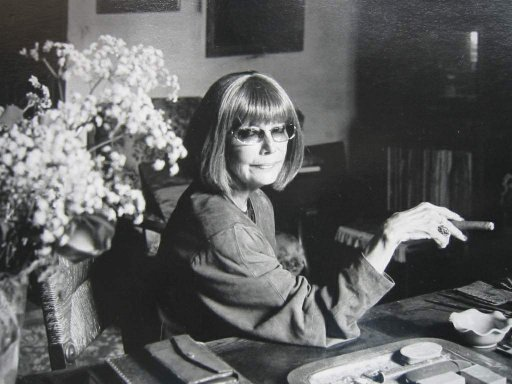
Élizabeth Herrgott (1947-).
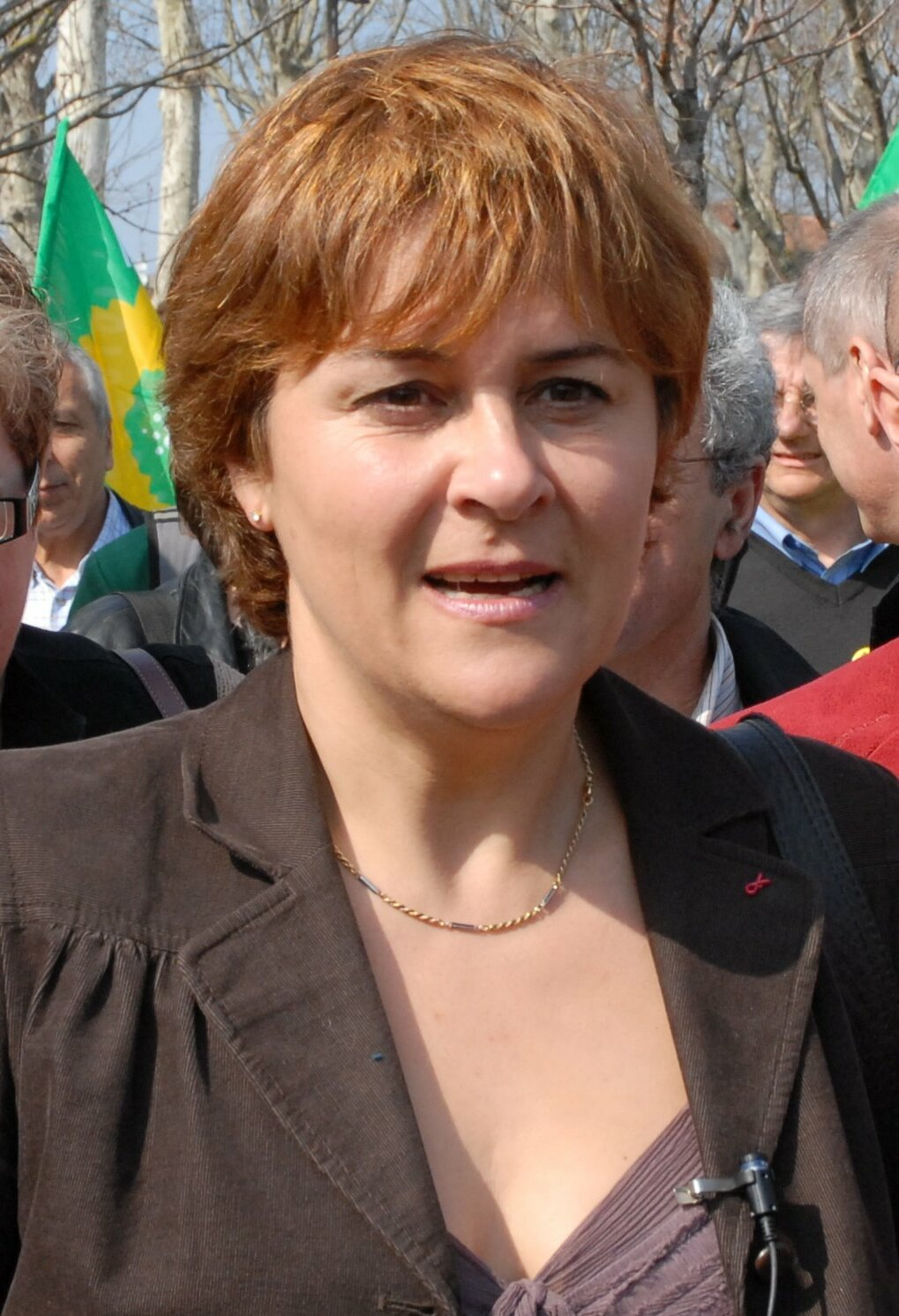
Dominique Voynet (1958-).
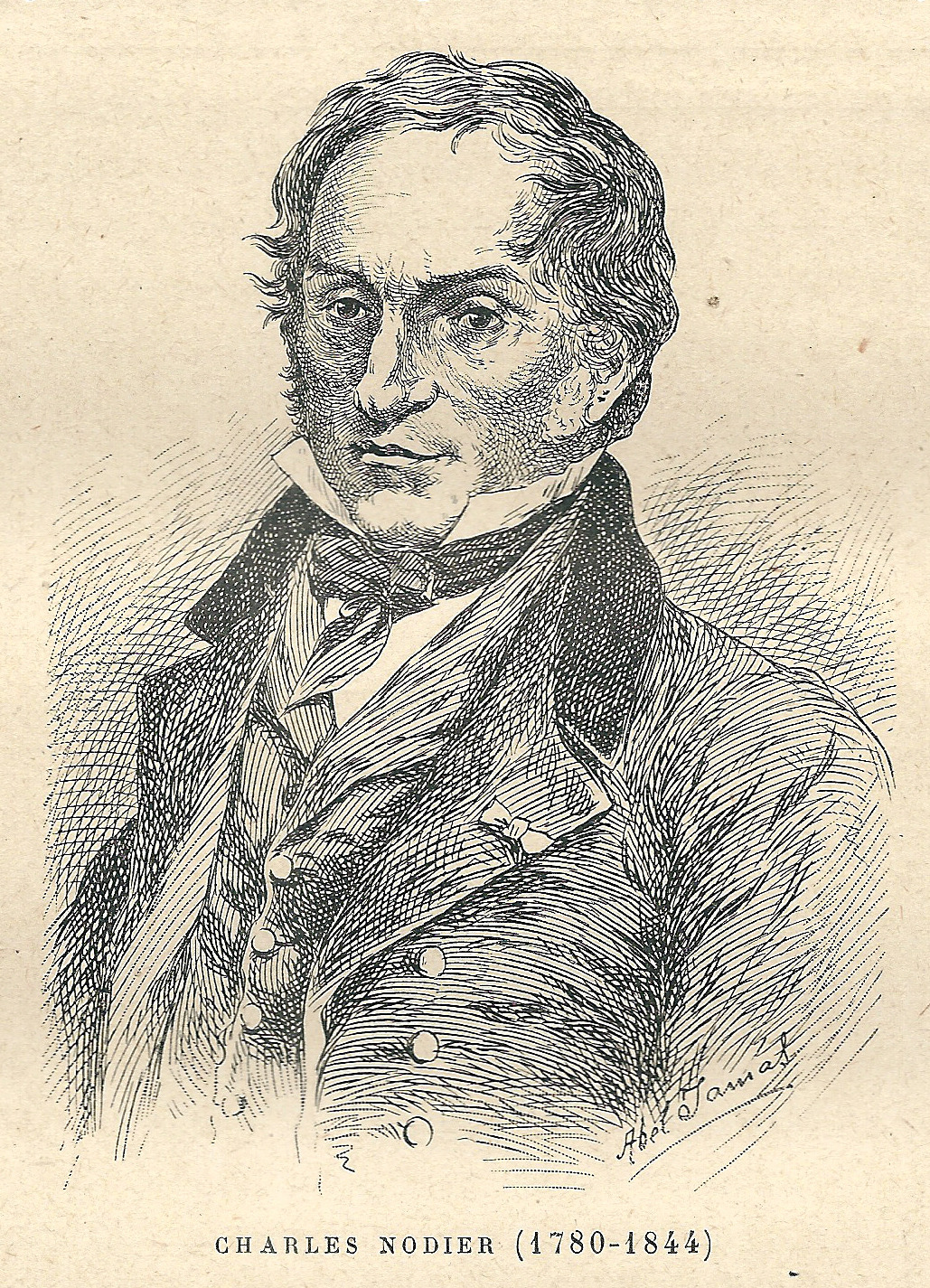
Charles Nodier (1780-1844)

Ont vécu à Dole les personnes suivantes :
- Jean d'Andelot (c.1500-1556) gouverneur de Dole de 1539 à 1556
- Marcel Aymé (1902-1967), écrivain ;
- Jean-Baptiste Chassignet (1571-1635), poète ;
- Bernard Clavel (1923-2010), écrivain ;
- Pierre Duc (1945-), sculpteur et artiste peintre ;
- Jacques Duhamel (1924-1977), homme politique, ministre, député-maire de la ville ;
- Edgar Faure (1908-1988), député du Jura ;
- Nicolas Gilbert, (1750-1780), poète ;
- Jules Grévy (1807-1891), homme politique, président de la République ;
- Élizabeth Herrgott (1947-), écrivain ;
- Louis de La Verne (1577-1654), commandant de la ville lors du siège de 1636 ;
- Nicolas Mazier (1991-2023), militaire ;
- Paul Meurisse (1912-1979), acteur ;
- Charles Nodier, (1780-1844), professeur,écrivain, académicien, vécut à Dole 1807-08 ;
- Jean Girardot de Nozeroy (1580-1651), parlementaire, intendant des armées comtoises ;
- Yves Regaldi (1956-), peintre et photographe ;
- Charles Sauria, médecin et chimiste, inventeur des allumettes phosphoriques à friction ;
- Dominique Voynet (1958-), femme politique, ministre, parlementaire.

#### De passage
Ont été de passage à Dole les personnes suivantes :
- Jean Bonnot, maître de la chambre des comptes du Duc-Comte de Bourgogne (1408-1443). En 1409 maître de la chambre des comptes de Besançon[151] ;
- Napoléon Bonaparte (1769-1821), alors lieutenant d'artillerie à Auxonne (1789-1791), puis en mai 1800 général regagnant la tête de l'armée d'Italie ;
- Charles X (1757-1836), alors comte d'Artois, en 1814 ;
- Charles de Gaulle (1890-1970), président de la République, le 15 juin 1962 ;
- Valéry Giscard d'Estaing (1926-2020), président de la République française, le 27 avril 1981 ;
- Louis XIV (1638-1715), roi de France, en 1668 et 1674 ;
- Victor IV (1095-1164), antipape, en 1162.

### Héraldique et logotype

#### Armoiries
Les armoiries de Dole, adoptées au bas Moyen Âge, sont coupées au premier, d'un chef cousu de Bourgogne, à savoir un lion naissant couronné d'or sur champ d'azur billeté d'or, que les représentations actuelles arment et lampassent de gueules, reprenant les armes othoniennes des comtes palatins de Bourgogne, et au second, d'un soleil d'or sur champ de gueules, inspiré du contre-sceau de l'université de Dole, sur lequel figure Apollon émergeant d'un soleil.
| Armes de Dole | « Coupé : au premier d'azur semé de billettes d'or, à un lion issant du même, armé et lampassé de gueules brochant sur le tout, au second de gueules à un soleil d'or ». |

À la Révolution, les armoiries de Dole sont supprimées, jusqu'à ce que l'empereur Napoléon Ier ne lui en confère de nouvelles (cf. le second blason), en 1811, et que le roi Louis XVIII ne restaurent les anciennes, en 1816.
| Armes de Dole sous le premier Empire français | « Coupé : au premier d'azur semé de billettes d'or, à un lion issant du même, armé et lampassé de gueules brochant sur le tout, au second de gueules à une montagne d'argent mouvante de la pointe ; au franc-quartier des villes de seconde classe ». |

#### Devises
La ville de Dole a plusieurs devises.
La première, justitia et armis dola, signifiant « Par la Justice et les armes, Dole », aurait été adoptée au XVe siècle. Elle se serait d'abord trouvée sous la forme justitia, en référence au rôle judiciaire de la ville, qui accueille le parlement du comté de Bourgogne, de 1422 à 1674, avant de se trouver, ensuite, sous la forme justitia et armis, après la capitulation des troupes françaises de Pierre de Craon, face aux Dolois, lors du siège de la ville, en 1477, en référence à la valeur militaire des assiégés.
Cette devise se retrouve sous cette forme aux XVIe et XVIIe siècles, sur des fers de reliures (1587), des monuments (1588), ainsi que sur des sceaux municipaux (1667). Les fers et les sceaux sont conservés aux archives municipales de Dole et aux archives départementales du Doubs.
La deuxième, Religio et justitia aeterna urbis fata à traduire par « La Religion et la Justice sont le destin éternel de la ville », aurait été adoptée au début du XVIIe siècle. La première occurrence connue est celle gravée sur la porte Saint-André, lors de la réparation des murailles de Dole, soutenue par l'empereur Charles-Quint, en 1603. Cette devise ferait de nouveau référence au rôle judiciaire de la ville mais aussi et à sa grande piété manifestée notamment dans la fondation de plusieurs établissements religieux (c.f. Patrimoine religieux de Dole).
Au XVIIIe siècle, il semble que les deux devises s'emploient autant l'une que l'autre, comme le montre la page de couverture de la Dissertation sur l'antiquité de Dole, de C.J. Normand publiée en 1743, sur laquelle celles-ci accompagnent toutes les deux les armes de la ville, ou encore de manière combinée, à l'instar de la matrice d'un sceau de la ville aujourd'hui conservé à la bibliothèque municipale de Besançon, sur laquelle il figure dans un latin incorrect religio et justictia et armis dola' qui signifie « Par la Religion, la Justice et les armes, Dole ».
À la Révolution, les devises disparaissent avec les armoiries. Cependant, lorsque l'empereur Napoléon Ier accorde un nouveau blason à Dole, en 1811, les officiers municipaux inscrivent à côté de celui-ci la devise justitia et armis dola sur les actes officiels, sans doute davantage dans l'esprit post-révolutionnaire du moment, que religio et justitia aeterna urbis fata, qui ne devient la devise officielle de la ville que sous la Restauration, de 1816 à 1830.
Après la Révolution de Juillet en 1830, les officiers municipaux adoptent de nouveau justitia et armis dola, quand les scribes de la collégiale Notre-Dame de Dole, continuent de faire figurer religio et justitia aeterna urbis fata, sur leurs actes.
La troisième devise, « Comtois rends-toi, nenni ma foi », n'a pas le caractère officiel qu'ont les deux précédentes mais jouit cependant d'une portée plus large en ce qu'elle est devenue la devise de la Franche-Comté. Son origine remonterait au siège de Dole, fait par les Français, de mai à août 1636. Au cours de ce dernier, le prince de Condé, chef des troupes françaises, se serait heurté à l'opiniâtreté et à la détermination des Dolois qu'il aurait vainement sommé de se rendre à plusieurs reprises.

#### Logo

Logo officiel de Dole, depuis 2009.

Le logo écartelé, adopté par la ville en 2009, représente le clocher de la collégiale Notre-Dame de Dole, le pont Louis XV, le soleil du blason, et la Commanderie.